# 2025年のテレビ (日本)
2025年のテレビでは、2025年（令和7年）のテレビ分野（主に日本）の動向についてまとめる。

## テレビ番組関係の出来事

### 1月
- 2024年12月28日 - 13日 - 【スポーツ】日本テレビ系（NNS29社）など民放43局[注 1]で、首都圏を中心に開催の『第103回全国高等学校サッカー選手権大会』（決勝：国立競技場【1月13日】）を連日中継。また今大会の応援歌にはimaseが歌唱する「アウトライン」を採用[1]、第20代応援マネージャーには月島琉衣（女優）を起用した[2]。→各年サッカー記事（2024年・2025年）も参照
- 1日 - 【演芸・バラエティ・特番】フジテレビ系元日の毎年恒例の長時間特別番組『新春!爆笑ヒットパレード』（7時 - 15時[注 2]）は、2009年から前年まで務めたお笑いコンビ：ナインティナイン（岡村隆史・矢部浩之）に代わり、この年より新司会としてお笑いコンビ：かまいたち（濱家隆一・山内健司）が登場した[3][4][5]。また、同番組内で長谷川雅紀（錦鯉）が前年8月に一般女性と結婚したことを公表した[6]。
- 3日 - 【スポーツ・特番】日本テレビ系でこの日、2日・3日の2日間開催された「第101回東京箱根間往復大学駅伝競走」（箱根駅伝）大会終了後の特番として『完全密着!箱根駅伝』（18時 - 21時）を放送。本番組の司会は本田翼（女優）と森圭介（日本テレビアナウンサー）が担当し、解説を渡辺康幸（住友電工陸上競技部監督、同大会の中継では1号車の解説を担当）が務め、ゲストに高橋尚子（陸上競技解説者、2000年シドニー五輪女子マラソン金メダリスト）、和田正人[注 3]（俳優）、高橋克典（同）、ともさかりえ（女優）らが出演。また本大会総合優勝チームの青山学院大学の原晋監督及び選手らも生出演した[7][8]。また、同大会の中継では杉野真実（同局アナウンサー）が1987年の中継開始以来初となる女性アナウンサーによる中継所実況を担当した（平塚中継所）[注 4][9]。
- 5日
  - （4日深夜）
    - 【アニメ】テレビ朝日系『NUMAnimation』枠で、つるまいかだの同名漫画を原作とした『メダリスト』（山本靖貴監督、ENGI制作）が放送開始（ - 3月30日（29日深夜）。BS朝日でも6日 - 3月31日に放送）。フィギュアスケートを題材とし、スケート振付を鈴木明子（元フィギュアスケート選手、元オリンピック日本代表）らが担当する[10]。
    - 【スポーツ・公営競技・バラエティ】フジテレビ日曜未明（土曜深夜）1時枠の新しい競馬関連番組として、前年末で終了した『ウマウマ! 〜アノミズキのビギナー育成TV〜』に代わり『うまレボ!』（1時15分 - 1時45分、関東広域圏他一部地域で放送）をこの日より放送開始。番組メインキャラクターとしてDAIGO（BREAKERZ、タレント）とゆうちゃみ（ファッションモデル、タレント）を起用、アシスタントとして佐野瑞樹（フジテレビアナウンサー）が出演する[11][12]。

  - 【情報・バラエティ】TBS系『アッコにおまかせ!』で、前年12月に同番組を卒業した宇内梨沙（TBSテレビアナウンサー）に代わる後任進行アナとして、山形純菜（同）が就任[13]。→「その他テレビに関する話題」の3月節も参照
- 6日 - いずれも【情報】テレビ朝日系
  - 【近畿広域圏】朝日放送テレビ（ABC）の早朝の情報番組『おはよう朝日です』では、年明けのこの週の放送より前年末で勇退した赤﨑夏実の後を引き継ぐ平日版第13代目のエレクトーン奏者として月 - 水曜：長沼美衣奈（同日より）、木・金曜：多田憲伸（9日より）が起用され、2人体制となる。なお同番組で男性エレクトーン奏者が起用されるのは今回が初となった[14]。
  - 【地域報道・福岡県・佐賀県】九州朝日放送（KBC）で、夕方帯のワイド番組『ぎゅっと』を放送開始（16時48分 - 19時）。同番組ではメインキャスターを細谷めぐみ（月 - 木曜）、山崎萌絵（金曜、いずれも九州朝日放送アナウンサー）が務める[15][16]。
- 7日 - 13日 - 【バラエティ・トーク・情報】一部で女性トラブルが報じられ、9日に公式サイトで事実関係を認め謝罪した[17]中居正広（タレント）の出演番組について、各局が対応に追われた。
  - 7日放送の日本テレビ系『ザ!世界仰天ニュース』は総合的な判断と中居本人からの申し出により、中居の出演シーンをカットして放送した[18]。今後についても、不明な点が多いとして、当面の間中居の出演を見合わせると10日に発表した[19]。その後、15日に同番組の降板が発表された[20]。
  - 12日放送のフジテレビ系日曜21時枠のトークバラエティ『だれかtoなかい』[注 5]は、この日の放送から中居の新たなMCパートナーとして、岡田准一（俳優）が登場予定[22]だったが、総合的に検討した結果当面の間放送を休止すると8日に発表し[23]、22日に番組打ち切りを発表した[注 6][24]。
  - 11日放送のテレビ朝日系『中居正広の土曜日な会』も別番組に差し替わる事が早期に判明、中居の声明発表後テレビ朝日は「今回の事態の真相に不明な部分があるので、当面の間休止し、その後、編成判断する」とコメントしていたが[25]、22日に同番組を放送打ち切りとすることを発表した[26]。
  - TBS系で10日放送の『中居正広の金曜日のスマイルたちへ[注 7] 新春SP』（金スマ）と13日放送の『THE MC3』も、別番組に差し替わることが明らかになっている（13日の対応は後述）。TBSは双方代理人などに事実関係を確認中としている[18][23][25][27]。その後、TBSは20日に中居出演の2番組について、『金スマ』を放送終了として約24年の歴史に幕を下ろすと共に、『THE MC3』からの降板をそれぞれ発表した[28]。なお、『THE MC3』は3月24日より『タミ様のお告げ』に改題して放送される[29]。
    - 【映画】このうち、10日のTBS系『金スマ』の代替番組として、2021年に菅田将暉と有村架純（ともに俳優）のダブル主演作として公開された映画『花束みたいな恋をした』（土井裕泰監督）を地上波初放送した（20時55分 - 22時54分）[30]。
- 7日 - 【スポーツ・福祉】この日、毎日放送（MBS）制作・TBS系で放送の『KOBELCOスポーツスペシャル 第104回全国高校ラグビー大会[注 8] 決勝・桐蔭学園対東海大大阪仰星』（東大阪市花園ラグビー場）において、MBSが制作するスポーツ中継では初となる、視覚障がい者を対象にした解説放送を実施した。解説放送の担当は元ラグビー日本代表の大西将太郎と同局アナウンサーの近藤亨が務め[注 9]、実施にあたってスポーツ担当者やアナウンサーを対象に、視覚障がい者支援団体である社会福祉法人日本ライトハウスの情報文化センターからの意見を得ている[31][32]。
- 9日（8日深夜） - 【アニメ】フジテレビ系「+Ultra」枠で、村田真優の同名漫画を原作とし、2021年に実写映画化[注 10]もされた『ハニーレモンソーダ』（錦織博監督、J.C.STAFF制作）が放送開始（ - 3月27日（26日深夜））[33]。
- 10日
  - 日本テレビ系
    - 【情報・ワイド】『ZIP!』金曜パーソナリティーに、阿部亮平（Snow Man）が就任[34]。
    - 【アニメ】「FRIDAY ANIME NIGHT」枠で、日向夏の同名ライトノベルを原作とし、2023年10月 - 2024年3月に第1期が放送された『薬屋のひとりごと』（長沼範裕監督、TOHO animation STUDIO・OLM共同制作）の第2期を放送開始（ - 7月4日）[注 11]。第1期は系列各局時差ネットだったが、今期は全国同時ネットに昇格となった[35][36]。

  - 【特番・BS】BSJapanextがこの日よりチャンネルポジションをBS10chに変更し、チャンネル名も「BS10」に変更した（後述）のを記念し、リニューアル開局記念特番として『はじめまして BS10です!開局記念 4時間生放送スペシャル!』をこの日の19時 - 23時に放送。MCを国分太一（当時TOKIO）と吉田明世（フリーアナウンサー）、スペシャルMCとして船越英一郎（俳優）が務め[37]、ゲストとして南野陽子（俳優・歌手）、関根勤、朝日奈央（いずれもタレント）、児嶋一哉（アンジャッシュ）、尾崎直道、深堀圭一郎（いずれもプロゴルファー）、潮田玲子（元バドミントン選手）らが出演した[38]。
- 11日
  - 【アニメ】テレビ朝日系土曜23時30分「IMAnimation」枠第2弾作品として、奥嶋ひろまさの同名漫画を原作とした『ババンババンバンバンパイア』（川崎逸朗監督、GAINA制作）を放送開始（ - 3月29日）。主役の森蘭丸役を浪川大輔、立野李仁役を小林裕介がそれぞれ務める[39][40]。
  - 【経済・BS】BS-TBS（2K・4K）で土曜昼前に放送の経済番組『Bizスクエア』で、宇内梨沙（TBSテレビアナウンサー）の後任キャスターとして皆川玲奈（同）が就任[注 12]。後任については2024年12月28日の同番組生放送後に行われたYouTubeライブ配信企画『Bizスクエアで学ぶ 投資のキホン』（第27回配信）で宇内が発表した[41]。→ 「その他テレビに関する話題」の3月節も参照
  - 【スポーツ・公営競技・BS】日本BS放送（BS11）の競馬番組である『BSイレブン競馬中継』および『うまナビ!イレブン』の両番組で、この日の放送から昨年末限りで退任した高田秋（ファッションモデル）に代わる土曜版新アシスタントとして森千晴（フリーアナウンサー）が登板[42]。
- 12日
  - いずれも【アニメ】
    - （11日深夜）朝日放送テレビ製作・テレビ朝日系『プリキュアシリーズ』（東映アニメーション制作）のシリーズ20周年施策となる、大人向け映像作品第2弾として、2016年2月 - 2017年1月に放送された『魔法つかいプリキュア!』の正統続編となる『魔法つかいプリキュア!!〜MIRAI DAYS〜』が、同局系深夜アニメ枠「ANiMAZiNG!!!」で放送開始（ - 3月30日（29日深夜））。第1弾『キボウノチカラ〜オトナプリキュア'23〜』[注 13]と同様、スタジオディーンとの共同制作となる[44]。
    - TBS系
      - あいだいろの同名漫画を原作とし、2020年1月 - 3月にTBSの深夜アニメ枠「アニメリコ」で第1期が放送された『地縛少年花子くん』の第2期『地縛少年花子くん2』（Lerche制作）が、同局系日曜16時30分 - 17時枠で放送開始（ - 3月30日）。第1期はCBCテレビや独立局のサンテレビなどで放送されたが、今期はTBS系全日帯フルネットに昇格する[45]。
      - CBCテレビ制作「アガルアニメ」枠で、ゆでたまごの同名漫画を原作とし、2024年7月 - 9月に第1期が放送された『キン肉マン』新作アニメシリーズ「完璧超人始祖編」（Production I.G制作）[注 14]の第2期が放送開始（ - 3月30日。BS11でも放送）[46][47]。

    - 1988年 - 1989年に日本テレビ系で第1作を放送し、以降もシリーズ作品が制作された『魔神英雄伝ワタルシリーズ』のテレビシリーズ第4作となる『魔神創造伝ワタル』（バンダイナムコピクチャーズ制作[注 15]）が、この日よりテレビ東京系日曜17時30分枠で放送開始（ - 6月22日）。同シリーズのテレビアニメは1997年 - 1998年に同局系で放送した第3作『超魔神英雄伝ワタル』以来、27年ぶりとなる[48]。

  - 【特番・クイズ・BS】BS10『パネルクイズ アタック25 Next』（朝日放送テレビ共同制作、日曜13時25分 - 14時25分）は、BS10リニューアル開局記念特番として、前身の『パネルクイズ アタック25』（朝日放送テレビ制作・テレビ朝日系、1975年4月 - 2021年9月）時代から通して、番組史上初となるゴールデンタイムでの2時間特番を放送（19時 - 20時55分）。この日は「クイズ芸能人大会」として、回答者にテレビ朝日系『クイズプレゼンバラエティー Qさま!!』から宇治原史規（ロザン）と三浦奈保子（タレント）、同『くりぃむクイズ ミラクル9』からモーリー・ロバートソン（タレント・DJ）と大家志津香（タレント、元AKB48）、TBS系『東大王』（2024年9月終了）から宮川一朗太（俳優）と富永美樹（フリーアナウンサー）、BSフジ『クイズ!脳ベルSHOW』から岡田圭右（ますだおかだ）と岡まゆみ（女優）と、他局のクイズ番組出演者が局の垣根を越えて出演した[49]。
- 13日
  - 【情報・バラエティ・関東広域圏】TBSテレビ（関東ローカル）『プチブランチ』でこの日の放送より、野村彩也子（同局アナウンサー）が2023年3月の降板以来約1年10か月ぶりに復帰[50]。
  - 【特番】
    - 【バラエティ】日本テレビ系の長寿視聴者参加特番『欽ちゃん&香取慎吾の全日本仮装大賞』の節目となる第100回大会[注 16]をこの日に放送（19時 - 21時54分）。司会は今回も萩本欽一と香取慎吾（いずれもタレント）が務めた[51][52]。
    - 【スポーツ】TBS系で放送しているスポーツ・エンターテイメント特別番組『SASUKE』の女性版大会『KUNOICHI』が7年ぶりに復活し、『KUNOICHI2025』としてこの日放送（18時30分 - 21時30分）[注 17]。前年12月25日に放送された『SASUKE2024』で導入された新エリア「スクリュードライバー」が本大会にも登場した[53]。なお当初は21時20分までの放送予定だったが、前述した事情で『THE MC3』が休止となったため、放送枠を10分拡大して対応。21時30分から『クレイジージャーニー』を30分拡大の上で放送した[注 18][27]。
- 16日 - 【バラエティ・食】日本テレビ系『ぐるぐるナインティナイン』の人気企画「グルメチキンレース・ゴチになります!」の第26弾の2025年最初の放送となる2時間スペシャルにおいて、前年12月26日放送分の4時間30分スペシャルで「クビ」となった盛山晋太郎（見取り図）とやす子（お笑い芸人）に代わる新メンバーとして[55]、せいや（霜降り明星）と白石麻衣（モデル・女優、元乃木坂46）の加入を発表した[56]。白石の制服は1月30日の放送で初披露された[57]。
- 18日
  - 【映画・BS】BS10で、俳優の舘ひろしの、芸能生活50周年にして初の冠番組となる『舘ひろし シネマラウンジ』がこの日より放送開始（土曜18時 - 、この日は17時30分より放送）。チャンネル統合でサブチャンネルになったBS10スターチャンネルと連携・同時放送を行い、舘が伊藤さとり（映画評論家）とともに世界の名作映画を紹介する番組で、第1回となるこの日は犯罪アクション映画『ヒート』（1995年公開、監督・脚本：マイケル・マン、主演：アル・パチーノ、ロバート・デ・ニーロ）を放送。また同日には番組開始とBS10開局を記念した特番も14時30分 - 17時30分に生放送、舘主演の『終わった人』（2015年公開、原作：内館牧子、監督：中田秀夫）を放送したほか、ゲストに日本テレビ系『あぶない刑事』シリーズ等で共演したベンガルと浅野温子（ともに俳優）をゲストに迎え、舘の魅力や撮影現場での裏話を語った[58][59]。
  - 【アニメ】読売テレビ製作・日本テレビ系『名探偵コナン』安室透役の声優として、前年6月に降板した古谷徹に代わり、草尾毅がこの日の放送より就任[60]。
- 19日 - 【特番・災害報道】テレビ朝日系「サンデープレゼント」枠で、番組を制作した朝日放送テレビに寄せられた、前々日の17日に発生から30年を迎えた阪神・淡路大震災の当時の状況を記録した映像の撮影者に話を聴く『阪神淡路大震災30年特別番組「あの時から今へ 〜私が撮った1.17〜」』を放送。ナビゲーターはAぇ! groupの佐野晶哉が務めた[61]。
- 26日・30日 - 【バラエティ】フジテレビ系『ハチミツ!!』は26日、同番組にレギュラー出演しているお笑いコンビ・9番街レトロのなかむら★しゅんに関して、同日深夜（27日未明）放送分より当面の間出演を見合わせると発表した[62]。同じくレギュラー番組のテレビ朝日系『ナイチン街レトロ』も30日までになかむらの出演見合わせを発表した[63]。いずれも理由は明かされていないが、その後なかむらがお笑いコンビ・ダイタクの吉本大と共にオンラインカジノで賭博をした疑いで警視庁から任意の事情聴取を受けていたことが捜査関係者への取材で2月5日に判明している[64]。
- 26日 - 【スポーツ・千葉県】千葉テレビ放送（チバテレ）で第4日曜夜に放送のJリーグ・柏レイソル応援番組『Rising Reysol』の年度初回となるこの日の放送から、石崎日梨（女優・モデル）が新MCに就任[65]。
- 27日 - 【報道】フジテレビ及びフジ・メディア・ホールディングス（FMHD）がこの日、中居正広問題から端を発した一連の不祥事に対する記者会見を行い、その模様をテレビ東京を除く民放各局が生中継[66]。フジテレビは、この会見の模様を会見が始まった16時から、『Live News イット!』内においてCMや他のニュースを一切挟まず放送。19時からの『ネプリーグ 2時間SP』（3月17日に振替）、21時からの『119エマージェンシーコール』[注 19]、22時からの『秘密〜THE TOP SECRET〜』（関西テレビ制作）（ドラマ2本は2月3日に振替）などの放送予定も変更して会見終了の翌28日2時30分過ぎまで伝えた[67][68]。なおNHKについては、総合テレビが国会中継のためBSで16時 - 16時55分の放送で対応、16時55分以降は総合テレビで随時中継した。ただし、質疑応答の部分の放送・配信についてはプライバシー保護の観点から「10分間のディレイ放送・配信」が、フジテレビ側から各テレビ局等に通達された。
- 30日
  - 【スポーツ】フジテレビが主催し、2月9日に両国国技館（東京都墨田区）で開催される予定の『日本大相撲トーナメント 第49回大会』について、一連の同局の問題を受け大会公式サイトでテレビ中継を取りやめることがこの日発表された。ただし大会は一部内容を変更して開催した。後援に付いているラジオ局の文化放送も自局ホームページで中継を取りやめることを発表したため、大会中止以外で中継を実施しないのは初めてのこととなる[69][70][71][72]。なお、当日は代替番組として、月9ドラマ『119エマージェンシーコール』の第1話・第2話のダイジェストと第3話のおさらい（再放送）を放送。通常月9ドラマを遅れネットとしているテレビ大分・テレビ宮崎も同時ネットで放送された。→協賛社の対応はその他テレビに関する話題の関連項を参照
  - 【トーク・バラエティ・BS】BS11はこの日、毎週火曜日放送で笑福亭鶴瓶（落語家）が司会を務めるトークバラエティ番組『無学 鶴の間』の2月4日分の放送を休止することを発表。休止の理由については明らかにされていない[73]。
- 31日 - 【音楽・編成・特番】フジテレビの大型音楽特別番組『FNS歌謡祭 春』[注 20]は、本年4月9日の夜枠で2022年以来となる3年ぶりの放送を予定していたが、一連の同局の問題を受けての番組提供スポンサーの大量休止などによる広告収入の減収などで制作費が投入できなくなる見込みとなったことから放送が取りやめとなったことがこの日明らかになった[74]。なお、当日は代替番組として、19時から『世界の何だコレ!?ミステリー』 2時間SP、21時から映画『グッドモーニングショー』（2016年、君塚良一監督）を放送した[75]。

### 2月
- 2日
  - 【アニメ】 朝日放送テレビ製作・テレビ朝日系『プリキュアシリーズ』（東映アニメーション制作）のシリーズ第22作『キミとアイドルプリキュア♪』を放送開始。アイドルをモチーフにしており、タイトルには2011年放送の『スイートプリキュア♪』以来14年ぶりに音符（♪）が表記される[76]。
  - 【バラエティ】日本テレビ系でこの日放送されたバラエティ2番組で、放送内容や構成が当初の予定より変更された事案が起きた。
    - 『世界の果てまでイッテQ!』は、当日の放送4時間前に放送内容の変更を発表。変更理由について、「韓国でのロケ企画の撮影協力先について確認事項が発生した」としており、当日放送予定だった別企画は9日に放送された[77]。その後7日に番組公式SNSで謝罪とともに撮影協力先が世界平和統一家庭連合（統一教会）の関連団体だという指摘が外部からあった事から放送を取り止めたと経緯を説明、その後の調査で当該団体が統一教会とは無関係であると確証は得られなかったものの、日本の現状から総合的に判断して当該企画は今後も放送しないと決定したことを発表した[78]。
    - 『ダウンタウンのガキの使いやあらへんで!』では、木下隆行（TKO）の出演シーンをカットして放送されることが1日までに日刊スポーツの取材で明らかになった。木下はSNS上で、YouTuberの青木歌音（元アナウンサー）から性被害を受けたと主張され、内容を一部認め謝罪していた[79]。
- 7日・14日・21日 - 【映画】日本テレビ系『金曜ロードショー』で、ロバート・ゼメキス監督によるアメリカのSF映画『バック・トゥ・ザ・フューチャーシリーズ』3部作を各日に3週連続で放送。第1作が公開されてから本年で40周年になるのを記念したもので、これに合わせて新たな吹替版を制作する。吹き替え声優陣として、マーティ・マクフライ（マイケル・J・フォックス）役を宮野真守、ドクことエメット・ブラウン博士（クリストファー・ロイド）役を山寺宏一[注 21]が演じるのを始め、沢城みゆき、森川智之、瀬戸麻沙美、浦山迅、櫻庭有紗、関智一、高木渉、朴璐美[注 22]らが参加[80][81]。また金曜の『ZIP!』ファミリーから菅谷大介、畑下由佳、平松修造（いずれも日本テレビアナウンサー）が作中のアナウンサー役[注 23]として参加した[82]。
- 9日（8日深夜） - 3月2日 - 【バラエティ】吉本興業所属タレントがオンラインカジノで賭博をした疑いで警視庁から任意の事情聴取を受けていたことが判明したことを受け、各局の出演番組で対応に追われている。→「その他テレビに関する話題」関連項も参照
  - 【キー局】
    - テレビ東京『ゴッドタン』は、ダイタクが出演予定だった9日（8日深夜）放送予定回を差し替え、過去の放送回の再放送を行った[83]。この放送回について、同番組の演出を手がける佐久間宣行（テレビプロデューサー、元テレビ東京プロデューサー）は自身のX（旧Twitter）で「ちょっと様子見て、それでも無理そうなら再編集したものをいつか流します」「お蔵入りにはしないのでご安心ください」と述べている[84]。
    - 日本テレビ系『大悟の芸人領収書』は、10日・17日放送回について、当該タレントの出演部分をカットして放送することを6日に番組公式サイトで発表した[85]。
    - フジテレビ系『ボクらの時代』は、16日に放送予定だった髙比良くるま（令和ロマン）が出演する回[注 24]の後編の放送見合わせを15日に発表した（7月27日に振替）[86]。代替として前年9月22日放送回（三宅正治・軽部真一・伊藤利尋（いずれも同局アナウンサー）が出演）の再放送を行った[87]。また、髙比良がゲスト出演予定だった18日の『火曜は全力!華大さんと千鳥くん』（関西テレビ制作）についても放送内容を差し替えた[88]。さらに、3月2日放送予定の『千鳥のクセスゴ!』最終回について、後述に示す事情でダンビラムーチョの出演予定の取り消しが27日までに判明した[89]。
    - TBS系では、24日に放送の『ウンナン極限ネタバトル! ザ・イロモネア 笑わせたら100万円』の復活特番（後述）について、令和ロマンの出演を取りやめていたことが16日までに判明した[90]。19日の髙比良の活動自粛発表を受け、番組公式Xにて「番組収録中に報道を把握したため、収録途中で退席してもらった」と収録に参加していたことを明かし、編集については「活動自粛の申し出を受け対応中だが、他チャレンジャーのパフォーマンス中に、くるまさんが映り込む可能性がある」としている。また、隔週木曜日にコンビでレギュラー出演している『ラヴィット!』[注 25]についても、27日より相方の松井ケムリが単独で出演していたが[91][92]、5月22日の放送で3か月ぶりに出演した[93]。
    - テレビ朝日は17日、『バラバラ大作戦』枠内で放送の『耳の穴かっぽじって聞け!』に出演している久保田かずのぶ（とろサーモン）と、『永野&くるまのひっかかりニーチェ』に出演している髙比良について、番組公式サイトを通じ「今回の事態に不明な部分があるので、所属事務所とも協議の上で、当面の間ご出演を見合わせて頂くこととなりました」と発表した[94]。なお、久保田は4月29日（28日深夜）の放送より復帰[95][96]。また21日までに、同局系『アメトーーク!』で久保田が出演予定だった27日放送分について内容の差し替えを行うことを発表した（5月1日に振替[97]）[98]。

  - 【近畿広域圏】朝日放送テレビ『阪神・たこ焼き・令和ロマン 2』は、15日放送予定だった第3回放送分を『人生の楽園』（テレビ朝日制作）の再放送に差し替えた。TVerで配信されていた第1・2回放送分も14日23時30分に配信停止のアナウンスが為された[99]。
  - 【山梨県】山梨放送（YBS、日本テレビ系）で放送されている『やまなし調べラーズ ててて!TV』の28日の放送で、オンラインカジノ賭博関連で大原優一（ダンビラムーチョ）が同局に対し活動自粛に入る旨の申し出があったとして、出演を見合わせることを発表した。なお同日の放送には相方の原田フニャオのみ出演した[100]。
- 9日
  - 【自己批評・関東広域圏】TBSテレビ（関東ローカル）の自己検証・自己批評番組『TBSレビュー』で、この日より宇内梨沙（同局アナウンサー）の後任女性キャスターとして小林由未子（同）が就任[101]。→「その他テレビに関する話題」の3月節も参照
  - 【経済・追悼】TBS系『がっちりマンデー!!』のこの日の放送で、1月28日に原発不明がんで死去した経済アナリストの森永卓郎（67歳没、後述）を偲ぶ特別企画「ありがとう森永卓郎さんスペシャル!20年の足跡」を放送。前身番組の『儲かりマンデー!!』時代から20年にわたってコメンテーターとして番組に出演した森永の名場面を振り返った[102]。
- 17日 - 【法律・バラエティ・放送休止】フジテレビ月曜夜枠のミニ番組『ぎりぎりをせめるので続くだけやります法律お笑い』（2024年10月 - ）の公式サイトはこの日までに、同番組を当分の間放送休止にすることを発表した。ただし休止理由については触れられていない[103]。
- 18日 - 【特番・追悼】テレビ朝日はこの日、前年10月17日に死去した俳優の西田敏行（76歳没）を偲び、『緊急特別番組 ありがとう西田敏行さん〜不世出の名優安らかに…〜』を放送（18時30分 - 21時）[104]。同番組では同日に営まれた西田のお別れの会の様子や『ドクターX〜外科医・大門未知子〜』第2シリーズの第2話（2013年10月24日放送）などを放送した。
- 21日 - 【バラエティ・編成・特番】フジテレビはこの日、毎年夏に放送している恒例の大型特別番組『27時間テレビ』（名目上は、フジテレビを含めたフジネットワーク（FNS）加盟27局の共同制作番組[注 26]）の放送中止を発表した。「一連の事案を受け総合的に判断した」と説明している[注 27][105][106]。
- 24日 - 【バラエティ・特番】TBS系で、2005年に特番としてスタートし、2008年4月から2年間レギュラー放送され、以降も特番として放送されていたウッチャンナンチャン（内村光良・南原清隆）MCの冠バラエティ『ウンナン極限ネタバトル! ザ・イロモネア 笑わせたら100万円』を2017年1月2日以来8年ぶりに復活特番として放送（18時30分 - 22時）。今回は南原が13日に60歳の誕生日を迎えたことから「南原清隆生誕60周年記念特番」と銘打って放送された[107][108][109]。チャレンジャーとしてバナナマン、EXIT、錦鯉、キンタロー。、劇団ひとり、ハリウッドザコシショウらが登場。さらに南原も30年来の友人という柳沢慎吾と「シンチャンナンチャン」というタッグを組み番組にチャレンジした[109][110][111]。錦鯉、ずん、バナナマン、「チーム太田プロ」（有吉弘行・劇団ひとり・アルコ&ピース・タイムマシーン3号）、「シンチャンナンチャン」の5組が100万円を獲得した[112]。
- 25日 - 【バラエティ・謝罪】19日にTBS系『水曜日のダウンタウン』の中で放送したひょうろく（お笑い芸人）をターゲットに、いじめを題材に架空の設定で行われたドッキリ企画「ひょうろく人間性最終チェック」で登場した小学校の名前が実際に実在し、当該小学校及び関係者から「架空と現実が曖昧であり、誤解や偏見が助長される事態になりかねない」と苦情が入ったことを受け、この日までに番組公式サイトを通じて謝罪した[113][114]。
- 27日 - 【バラエティ・CS】CS放送のファミリー劇場で、2017年12月にスペシャル版が放送され、2018年1月よりレギュラー放送を開始し、2024年11月より第17シリーズを迎えたアイドルグループ「STU48」の冠番組『STU48 イ申テレビ』がこの日の放送をもって一旦終了、スペシャル版を含めた約7年の歴史に幕[115]。
- 28日 - 【特番・ミュージカル】日本テレビ系『金曜ロードショー』で、この日をもって建て替えのため休館する帝国劇場（東京都千代田区）の、現劇場最後の日を特集する『さよなら帝国劇場 最後の1日 THE ミュージカルデイ』を、同劇場から生放送（21時 - 22時54分）。市村正親（俳優）、堂本光一（Kinki Kids）、井上芳雄（俳優）の3人がMCを、水卜麻美（日本テレビアナウンサー）が進行を務め、ミュージカルスターをゲストに招きながら秘蔵映像や歌唱映像を紹介、生歌唱も披露した[116]。

### 3月

#### 3月上期
- 2日 - 【バラエティ】フジテレビ系日曜19時枠のバラエティ番組『千鳥のクセスゴ!』（2023年4月 - ）は、この日放送の3時間スペシャルをもって終了、木曜21時枠で放送されていた前身番組『千鳥のクセがスゴいネタGP』[注 28]（2020年10月 - 2023年3月）を含めて4年半の歴史に幕[117]。
- 3日 - 6日 - 【アニメ】NHK総合にて、この年に開催の大阪・関西万博（4月13日 - 10月13日予定）のマスコットキャラクター・ミャクミャクを主人公にしたショートアニメ『はーい!ミャクミャクです』を制作し放送（ファンワークス制作、各日2話放送、全8話、23時45分 - 23時49分）。いのちや未来について誰かに話してみたくなったミャクミャクと、一緒に暮らすことになった「おっちゃん」とが繰り広げる社会派コメディーで、声優としてミャクミャク役を水野なみ、おっちゃん役を宝亀克寿が担当した[118]。
- 6日・13日 - 【情報・バラエティ・福祉】NHK Eテレで木曜20時台前半に放送のマイノリティー向け情報バラエティ番組『バリバラ〜障害者情報バラエティー〜』[注 29]（2012年4月 - ）が、両日に放送の最終回スペシャルをもって12年[注 30]の歴史に幕。同スペシャルでは2週に亘って番組の歴史を振り返り、出演した人物の近況や社会の動きなどを紹介・解説した[119][120]。
- 7日 - 【情報・近畿広域圏】朝日放送テレビの早朝枠情報番組『おはよう朝日です』アシスタントの澤田有也佳（朝日放送テレビアナウンサー）は、第1子懐妊によりこの日の放送から毎週金曜[注 31]のみの出演となる[121]。
- 8日 - 【お笑い・特番】関西テレビ制作・フジテレビ系で、毎年恒例のピン芸人No.1決定戦『R-1グランプリ2025』決勝を生放送（18時30分 - 20時54分）。司会は今回も霜降り明星（粗品[注 32]・せいや）と 広瀬アリス（女優）が[122]、また審査員を陣内智則、バカリズム、小薮千豊、野田クリスタル（マヂカルラブリー）[注 32]、ハリウッドザコシショウ[注 32]、友近、佐久間一行[注 32]の7名がそれぞれ務めた[123][124]。優勝は友田オレ（GATE所属）[125]。
- 11日 - 【バラエティ・教育】NHK Eテレ及び総合の教育バラエティ番組『ワルイコあつまれ』（2021年に特番で4回放送、レギュラー時代：2022年4月 - ）がこの日をもって終了、特番時代から数えて4年の歴史に幕[126][127][128][129][130]。
- 12日
  - 【バラエティ】日本テレビ系『有吉の壁』の放送開始10周年とレギュラー放送開始5周年を記念し、メインコーナー「一般人の壁」の初の生放送を浅草花やしき（東京都台東区）で実施した[131][132]。
  - 【特番・大分県】大分放送（OBS、TBS系）でこの日、同局のテレビ放送開始65年特別番組として『未来へつなぐおおいたランキング』を放送（19時 - 22時）。同局アナウンサーに加え、大分県にゆかりのあるリリー（見取り図）[注 33]、滝音（お笑いコンビ）[注 34]、南波雅俊（TBSテレビアナウンサー）[注 35]もゲスト出演した[133]。
- 13日
  - NHK総合
    - 【教養・食・バラエティ】サラリーマンの昼食事情などを紹介する教養バラエティ番組『サラメシ』（2011年5月 - ）は、この日の放送[注 36]を最後に14年の歴史に幕[134][127][129][135]。
    - 【特番・近畿広域圏】大阪・関西万博開幕まで1か月となるこの日、関西地方限定の特番として『万博1か月前!生放送スペシャル』を放送（19時30分 - 20時15分）。番組司会は田中直樹（ココリコ）が務めた[136]。
- 15日・16日・18日・19日 - 【スポーツ】日本テレビ系で18日と19日の2日間、2019年以来6年ぶりに東京ドーム（東京都文京区）で開催のメジャーリーグ（MLB）日本開幕戦（シカゴ・カブス対ロサンゼルス・ドジャース）を、18時15分より試合終了まで完全生中継。合わせて15日・16日にこの両チームと、日本プロ野球から読売ジャイアンツと阪神タイガースがそれぞれ対戦するプレシーズンゲーム4試合も生中継した[137]。

#### 3月下期
- 16日 - 【スポーツ】大阪・関西万博の開催を記念した企画として、『ACN EXPO EKIDEN 2025』を朝日放送グループホールディングスの主催でこの日開催（9時競技開始）し、朝日放送テレビ制作・テレビ朝日系で8時30分 - 11時50分に生放送[注 37]。1970年に行われた大阪万博の開催地・万博記念公園（大阪府吹田市）から大阪・関西万博の会場となる大阪市此花区夢洲周辺までをコースに、大学と実業団それぞれから選抜された計16チームが駅伝で競った[138][139]。解説者として高橋尚子（2000年シドニー五輪マラソン女子金メダリスト）、野口みずき（2004年アテネ五輪マラソン女子金メダリスト）、大迫傑（2024年パリ五輪マラソン男子日本代表）が出演、テーマソングはDREAMS COME TRUEによる楽曲「ここからだ!」を起用した[140][141][142]。優勝はトヨタ自動車[143]。
- 19日
  - 【紀行・バラエティ】テレビ朝日はこの日、同局およびABEMAで放送・配信していた紀行バラエティ番組『ナスD大冒険TV』（2020年4月 - ）について、番組担当のエグゼクティブディレクターの不祥事（後述）により、本年2月9日の放送をもって番組を打ち切りとし、ABEMAでの配信も終了としたことを発表。これに併せて同番組の公式SNSなどを全て閉鎖する措置をとった[144]。→「その他テレビに関する話題」の3月19日の項も参照。
  - 【アニメ】TBS系ではこの19時より「アニメナイト」と銘打って、アニメ関連の特番を放送した[145][146][147]。
    - 【音楽】19時からは大のアニメファンで知られる佐久間大介（Snow Man）が、ゴールデン帯で初めて単独MCを務める『アニソン大百科』を放送。アニメソングの魅力をアニメ映像と共に振り返った。
    - 【映画】19時50分からは、芥見下々の同名漫画を原作とし、毎日放送制作・同局系で2期にわたりテレビシリーズが放送された『劇場版 呪術廻戦 0』（2021年）を放送。地上波での放送は2023年7月5日以来2度目で[148]、今回はケンドーコバヤシ（お笑いタレント）らによる副音声オーディオコメンタリーも放送した。
- 20日 - 【バラエティ・CS】CS放送のファミリー劇場で、2008年7月よりレギュラー放送を開始し、2024年10月より第43シリーズを迎えたアイドルグループ「AKB48」の冠番組『AKB48 ネ申テレビ』がこの日の放送をもっていったん終了、16年半の歴史に幕[115]。番組終了の理由について同局では「（自社の）運営上の都合」であるとし、3月6日より3週に亘り最終回企画を放送した[115]。
- 22日
  - （21日深夜）
    - 【バラエティ】フジテレビ系土曜未明（金曜深夜）枠のバラエティ番組『オールナイトフジコ』（一部系列局ネットあり）がこの日をもって終了。約2年の歴史に幕[149][150]。
    - 【音楽・北海道】北海道テレビ（テレビ朝日系）で2000年3月から放送されていた音楽番組『夢チカ18』がこの日をもって終了、25年の歴史に幕[151]。

  - 【紀行・情報・バラエティ】テレビ東京系『出没!アド街ック天国』が放送30周年かつこの日で放送1500回に達するのを記念し、「祝!放送1500回 30周年SPECIAL」と題して、18時30分[注 38]からの3時間半特番として放送。30年の選りすぐり名場面を秘蔵映像で振り返ったほか、紹介した街の新旧の移り変わりも放送、テレビ東京・テレビせとうち・TVQ九州放送の3局では18時30分からの冒頭パートにおいて秘書（アシスタント）を務めた歴代のテレビ東京の女性アナウンサー5人[注 39]による座談会も放送した[152]。
  - 【バラエティ・スポーツ・追悼】フジテレビ系で『みのもんたさん、ありがとう!元祖!スポーツ珍プレー好プレー大賞 昭和100年一限りの大公開LIVE』を放送（19時 - 23時10分）[153]。司会はアンタッチャブル（お笑いコンビ）、三宅正治、佐久間みなみ（ともに同局アナウンサー）が務め、昭和・平成・令和のスポーツの名シーンを振り返りつつ、『プロ野球珍プレー・好プレー大賞』で長年ナレーションを務め、1日に死去したみのもんた（80歳没）の追悼も兼ねて放送した。また、ゲストとして徳光和夫、芳根京子、磯山さやか、上原浩治、吉田沙保里、達川光男らが出演した。
  - 【情報・バラエティ・トーク・近畿広域圏】読売テレビで2021年4月より土曜昼枠で放送されていた情報トークバラエティ番組『今田耕司のネタバレMTG』がこの日の放送をもって前身番組の『特盛!よしもと 今田・八光のおしゃべりジャングル』（2012年10月 - 2021年3月）を含めた12年半の歴史に幕[154]。
- 23日 - 【スポーツ・中京広域圏】CBCテレビの日曜昼枠にて日本プロ野球「中日ドラゴンズ」応援番組として放送されている『サンデードラゴンズ』の第13代アシスタントの加藤愛（CBCテレビアナウンサー、2019年10月 - ）は、この日の放送をもって5年半出演した同番組を降板[155]。
- 26日
  - 【バラエティ】
    - 【食】日本テレビ系で特番を経て2024年4月から水曜22時枠でレギュラー放送を開始したグルメバラエティ『世界頂グルメ』がこの日放送の1時間39分スペシャル（21時15分 - 22時54分）をもって終了。1年の歴史に幕[156][157]。
    - TBS系『水曜日のダウンタウン』はこの日、緊急生放送を実施。藤本敏史（FUJIWARA）、川島明（麒麟）、小籔千豊、バカリズムの4人が視聴者からの様々な「検証してほしい説」をラジオ番組風に検証した[158][159]。

  - 【地域報道・石川県】北陸放送（MRO、TBS系）の夕方枠ローカルニュース番組『Atta』メインキャスターの兵藤遥陽（ひょうどう・はるひ、同局アナウンサー、2023年4月より在任）は、この日の放送をもって2年間出演した同番組を退任[160]。
- 27日
  - （26日深夜）【紀行・バラエティ・関東広域圏】日本テレビの東野幸治と岡村隆史（ナインティナイン）の冠番組『東野・岡村の旅猿 プライベートでごめんなさい…』がこの日をもって地上波でのレギュラー放送を終了、約15年・通算26シーズンの歴史に幕。終了は2月6日（5日深夜）の放送で発表された[161][162]。
  - 【報道】TBS系『Nスタ』の平日版キャスターを2017年4月から務めていたホラン千秋（タレント・フリーキャスター）がこの日をもって番組を卒業[163]。卒業は2024年12月26日の番組内で自ら報告したもので[164]、卒業日は本年2月24日の番組表で、ホランの出演が「あと20回」と表記されたことにより明らかになった[165]。また、気象情報担当の広瀬駿[注 40]・國本未華（いずれも気象予報士）や、ニュースプレゼンターの齋藤慎太郎・小笠原亘・良原安美・熊崎風斗[注 41]・上村彩子（以上、いずれもTBSテレビアナウンサー）もこの日までに番組を卒業した[166][167][168]。
  - 【音楽・バラエティ】NHK総合で2017年から不定期に放送の、俳優・歌手の星野源がホストを務める音楽バラエティ番組『おげんさんといっしょ』の第7弾『おげんさんといっしょ ファイナル』がこの日生放送され（22時 - 23時30分）、8年の歴史に幕を降ろした。この日の放送では羽生結弦（プロフィギュアスケーター）がVTRで、渡辺直美（お笑いタレント）がニューヨークから中継でサプライズ出演した[169][170]。
- 28日
  - 【情報・ワイドショー】
    - フジテレビ系平日午前枠情報ワイドショー番組『めざまし8』（2021年3月 - ）は、この日をもって放送を終了、4年間の歴史に幕[171][172][173]。しかし、番組終盤で行われていた谷原章介（俳優）の挨拶の途中でCMに切り替わり、そのまま番組が終了するハプニングがあった[174][175]。
    - 読売テレビ制作・日本テレビ系午後枠情報ワイドショー番組『情報ライブ ミヤネ屋』の4代目アシスタントMCの澤口実歩（読売テレビアナウンサー、2020年8月より在任[注 42]）が、この日の放送を最後に4年8か月出演した同番組を退任[176][177]。
    - 【報道・経済】テレビ東京系プライムタイム枠[注 43]の経済報道番組『ワールドビジネスサテライト』金曜キャスターの大江麻理子（テレビ東京報道局専門キャスター）は、6月に同局を退職することにより、この日の放送を最後に2014年より11年間務めた同番組メインキャスターを退任[178][179]。

  - 【広報・関東広域圏】テレビ朝日で2000年4月から放送されていたミニ帯番組で東京都の広報番組『東京サイト』がこの日をもって終了。25年の歴史に幕。
- 29日
  - 日本テレビ・読売テレビ制作の土曜朝の長寿情報番組がそろって幕を下ろした。
    - 【情報】日本テレビ系の土曜朝の情報番組『ズームイン!!サタデー』（1996年4月 - ）がこの日をもって終了。29年の歴史に幕。終了は2024年12月28日の放送で発表された[180][181][182]。
    - 【情報・報道】読売テレビ制作・日本テレビ系土曜朝枠の報道情報番組『ウェークアップ』（2021年3月 - ）がこの日をもって終了。1991年1月に『ウェークアップ!』として放送を開始して以来、シリーズ34年[注 44]の歴史に幕。終了は3月1日の放送でキャスターの中谷しのぶ（読売テレビアナウンサー）から正式発表された[180][183][184]。
    - 【情報・バラエティ・近畿広域圏】読売テレビの土曜午前枠で女性漫才コンビ・ハイヒールがMCを務めていた情報バラエティ『あさパラS』[注 45]がこの日の放送をもって通算29年の歴史に幕[185]。

  - 【バラエティ・クイズ・特番】TBS系の期首期末期恒例特番『オールスター感謝祭2025春』を放送[186]。今回の放送時間は17時40分（一部地域は17時30分または17時35分より） - 23時48分と番組史上最長となった[注 46]。総合司会は従来通り今田耕司と島崎和歌子（いずれもタレント）が務めた。総合優勝は伊沢拓司（クイズプレイヤー、QuizKnock代表）で前回に続き2連覇を達成[187]。恒例企画「赤坂5丁目ミニマラソン」は森本裕介（システムエンジニア、同局系『SASUKE』2度の完全制覇者）が初優勝した[188]。
  - 【教養・バラエティ】フジテレビ系で2022年4月より放送されていた『サスティな!〜こんなとこにもSDGs〜』が終了、3年の歴史に幕[189]。
  - 【情報・バラエティ・紀行・神奈川県】テレビ神奈川（tvk、独立局）で、2002年4月に開局30周年記念番組として開始、毎年神奈川県内の全市町村を1年かけて回る「元祖街ブラ番組」として知られる情報バラエティ番組『あっぱれ!KANAGAWA大行進』がこの日をもって終了、23年の歴史に幕。終了は2024年12月28日放送の同番組内で発表された[190][191]。
  - 【アニメ・キッズ・教育】NHK Eテレの乳幼児向け教養ミニアニメ『パッコロリン』がこの日の放送をもって終了、14年の歴史に幕[192]。
- 30日
  - 【地域情報・関東広域圏・新潟県・山梨県・長野県】NHK総合関東甲信越エリアにて午前11時台後半に放送していた地域情報番組『ひるまえ ほっと』[注 47]（2013年4月 - ）がこの日をもって終了、12年の歴史に幕[193][194]。
  - いずれも【バラエティ・トーク】
    - 日本テレビ系で特番を経て2002年4月にレギュラー放送を開始[注 48]、橋下徹、北村晴男、丸山和也、菊地幸夫ら多くの弁護士が出演して人気を博した日曜21時枠のトークバラエティ『行列のできる相談所』がこの日をもって終了、23年の歴史に幕[195][196]。最終回は19時からの3時間生放送スペシャルとして放送。番組内でカンボジアのためのチャリティーオークションも実施したほか[注 49][197]、これまで番組内で発生した事件を再現したドラマも放送。東野幸治役を野間口徹が、後藤輝基（フットボールアワー）役を河合郁人がそれぞれ演じた[198]。
    - フジテレビ系
      - 日曜6時30分枠（一部同時ネット局あり）で放送されていた森尾由美（歌手・女優）、松居直美、磯野貴理子（いずれもタレント）の3人によるトークバラエティ『はやく起きた朝は…』（2005年4月 - ）がこの日をもって1994年に『おそく起きた朝は…』として開始以来、シリーズ31年の地上波放送の歴史に幕。4月以降は毎月第2日曜日にCS放送の「フジテレビTWO ドラマ・アニメ」に移行して継続する。終了は3月9日の番組内で発表された。ただし地上波でもスペシャル特番を放送するとしており[199]、5月11日に「母の日SP」を放送することがこの日の放送でテロップにより発表された[200]。
      - 【情報】かつて松本人志（ダウンタウン）がコメンテーター[注 50]として出演していた日曜10時枠の情報バラエティ『ワイドナショー』（2013年10月 - [注 51]）がこの日をもって終了。11年半の歴史に幕[21][202][203]。最終回はMCの東野幸治、隔週コメンテーターを務める今田耕司、田村淳（ロンドンブーツ1号2号）の3名が揃い踏みした[203][201]。

  - 【スポーツ・中京広域圏】CBCテレビ『サンデードラゴンズ』は、この日の放送より第14代アシスタントとして中村彩賀（同局アナウンサー）が登板[155]。
- 31日
  - 【編成】NHKはこの日より令和7年度の番組改編及び番組担当者の人事異動などを実施。
    - 【報道】NHK総合（特記なき場合、役職はNHKアナウンサー）
      - 朝枠の『NHKニュースおはよう日本』は、この週より月 - 木曜の6時・7時台メインキャスターに高井正智と中山果奈を、サブキャスターは前年度から続投の是永千恵、新たにホルコムジャック和馬が加入。5時台キャスターは大谷舞風と勝呂恭佑が前年度から続投し、新たに豊島実季、廣瀬雄大、矢崎智之が加入して隔週交代で担当する[204]。また金 - 日曜及び祝日のキャスターは前年度から井上二郎と赤木野々花が続投する[204]。
      - 【国際】午前枠の『キャッチ!世界のトップニュース』は池間昌人と川口由梨香が新たに加わり、望月麻美と横川浩士（いずれも報道記者）との体制となる[204]。
      - 『正午のニュース』は、合原明子（月 - 木曜担当）、利根川真也[注 52]（金 - 日曜、祝日）がキャスターを務める[204]。
      - 【情報】東京本局制作の報道・情報ライブ番組『午後LIVE ニュースーン』ではメインキャスターの池田伸子と伊藤海彦は前年度より続投し、中継リポーターとして前年度より続投の志賀隼哉、眞下貴、中谷文彦に、斎藤希実子と瀬戸光が加入する布陣を敷く[204]。
      - 平日21時枠の『ニュースウオッチ9』（月 - 金曜）では、メインキャスターは広内仁（NHK報道局記者）、星麻琴のコンビ体制[注 53]となり、スポーツ担当の吉岡真央は続投、リポーター陣は野口葵衣、押尾駿吾、菅谷鈴夏、竹野大輝、姫野美南[注 54]の体制となる[204]。
      - 【地域報道】
        - 【北海道】札幌放送局朝枠の『NHKニュースおはよう北海道』は、新年度より松本真季（NHK札幌局アナウンサー、前年度より続投）に加えて関根太朗（同）と曽根優（同）の2名が新たに起用され、三名の週交代でキャスターを担当する[205]。
        - 【青森県】青森放送局夕方枠の『あっぷるワイド』は、この週より、メインキャスターとして伊田晃都[注 55]を起用する[206]。
        - 【関東広域圏】首都圏放送センター夕方枠の『首都圏ネットワーク』は、この週よりキャスターとして一橋忠之[注 54]と安藤結衣を起用する[204]。
        - 【新潟県】新潟放送局夕方枠の『新潟ニュース610』は、新年度開始となるこの週より担当2年目となるメインキャスターの木花牧雄（NHK新潟局アナウンサー）の他に、山下佳織（同）が新たに加入する[207]。
        - 【福井県】福井放送局夕方枠の『ニュースザウルスふくい』は、この週よりキャスター陣に平塚柚希（NHK福井局アナウンサー）が加入[208]。
        - 【静岡県】静岡放送局夕方枠の『NHKニュース たっぷり静岡』は、この週より隔週交代のメインキャスターに齋藤湧希[注 56]と大谷奈央[注 57]がそれぞれ起用される[209]。
        - 【中京広域圏】名古屋放送局にて、新年度開始となるこの週より番組担当者の変更を実施。
          - 朝枠の『おはよう東海』では新たに土田翼[注 58]、増村聡太（NHK名古屋局アナウンサー）、鈴村奈美（同）、金子紗也（NHK名古屋局契約キャスター）の体制となる[210]。
          - 夕方枠の『まるっと!』ではキャスターにアナウンサーの山田大樹[注 59]&山田真夕[注 60]のダブル山田コンビを起用[210]。

        - 【近畿広域圏】大阪放送局にて、新年度開始となるこの週より番組担当者の変更を実施。
          - 朝枠の『おはよう関西』キャスター陣に木村穂乃[注 61]が加わり、小宮山晃義（NHK大阪局アナウンサー）、田代杏子（同）との週交代シフトとなる[211]。
          - 夕方枠の『ほっと関西』は、この日より週の前半と後半でキャスターを分割するシフトを採用。月 - 水曜の担当には小山径（NHK大阪局アナウンサー）と嶋田ココ（同）のコンビ、木・金曜の担当には倉沢宏希[注 62]と鹿島綾乃（同）のコンビがぞれぞれ担当する[212]。

        - 【岡山県】岡山放送局夕方枠の『もぎたて!』は、この週よりメインキャスターに井上あさひ[注 63]が起用される[213]。
        - 【広島県】広島放送局夕方枠の『お好みワイドひろしま』は、この週よりメインキャスターに新井秀和[注 64]、サブキャスターに佐々木桃子と浦田紗絵子（いずれも広島局契約キャスター）、気象情報担当に大隅智子（気象予報士）をそれぞれ起用する[214]。
        - 【愛媛県】松山放送局平日夕方枠の『ひめポン!』は、新年度よりメインキャスターとして渡辺健太[注 65]が登板する[215]。
        - 【福岡県】福岡放送局は、新年度開始となるこの週より番組担当者の変更を実施。
          - 朝枠の『おはよう九州沖縄』[注 66]は、井原陽介（NHK福岡局アナウンサー）、柴崎行雄（同）が隔週でキャスターを担当[216]。
          - 夕方枠の『ロクいち!福岡』はメインキャスターに松田利仁亜[注 67]を、サブキャスターには昨年度から続投の道上美璃（NHK福岡局アナウンサー）と新たに庭木櫻子[注 68]が起用される。尚、道上と庭木は隔週交代での登板となる[216]。

    - （BSプレミアム4K）・4月7日（BS） - 【紀行・BS】NHK BSプレミアム4K・NHK BS『にっぽん縦断 こころ旅』で、前年4月まで初代旅人を務め、同年11月に死去した火野正平（俳優、75歳没）の後任となる2代目旅人として田中美佐子（女優）が就任[注 69][217][218][219]。

  - 【情報・ワイドショー】読売テレビ制作・日本テレビ系『情報ライブ ミヤネ屋』の5代目アシスタントMCとして西尾桃（読売テレビアナウンサー）がこの日の放送より登板する[176]。
  - 【報道】TBS系平日夕方枠報道番組『Nスタ』は、この週より新年度に伴うシフトチェンジを敢行。前週で退任したホラン千秋に代わる新キャスターとして出水麻衣（TBSテレビアナウンサー）が登板し、ホランの担当曜日（月 - 木曜）を引き継ぐ。なお金曜日はこれまで通り日比麻音子（同）がメインキャスターを務める[220][221][222]。またサブキャスターに山形純菜（同、月 - 木曜）と高柳光希（同、月 - 金曜）を、ニュースリーダーに吉村恵里子（同、月・火曜）、山本匠晃（同、水・木曜）、蓮見孝之（同、金曜）を、金曜MCに山内あゆと南波雅俊（同）をそれぞれ起用[注 70]。また気象情報担当として新たに河津真人（気象予報士）が加わって月 - 木曜を担当する[221]。
  - フジテレビ系
    - 【情報・ワイドショー】平日午前枠の新たな情報・ワイドショー番組として『サン!シャイン』を放送開始。メインキャスターは前番組の『めざまし8』から谷原章介が続投するほか、スペシャルキャスターをカズレーザー（メイプル超合金、月・金曜日）[注 71]、武田鉄矢（歌手・俳優、火・水曜日）、杉村太蔵（タレント・元衆議院議員、木曜日）の3名が務める。また放送開始時間をこれまでの8時から14分繰り下げ、8時14分開始とする[注 72][172][224]。
    - 【報道特番・編成・キー局】フジテレビは、同局元社員の人物と中居正広（元タレント）とのトラブルに端を発した同局および親会社のフジ・メディア・ホールディングスの一連の問題に関して社内調査を実施した第三者委員会の調査結果を公表する会見を開くにあたり、同局は前回のやり直し会見（1月27日）と同様に、当日予定していた『ネプリーグ2時間SP』の放送を5月19日に延期し、会見の模様を『FNN緊急特報 第三者委員会が調査報告 フジテレビ会見』として16時50分から21時まで生中継した[225]。また、TVerでもライブ配信した（ただし前回同様、プライバシー保護の観点から質疑応答の部分は、10分のタイムラグを置いたディレイでの配信となった）[226]。

  - テレビ東京系 - いずれも【報道・経済】
    - 早朝枠の『Newsモーニングサテライト』は、前週まで月・火曜メインキャスターを務めた片渕茜（テレビ東京報道局キャスター）が同局ニューヨーク支局へ転勤になることに伴い、新年度より出演者のシフトチェンジを実施。月 - 金曜通しのメインキャスターに中原みなみ（テレビ東京アナウンサー）を起用、ニューヨーク支局赴任の片渕は4月中旬頃よりニューヨーク支局中継キャスターとして出演する[227][228]。
    - プライムタイム枠[注 43]の『ワールドビジネスサテライト』は、新年度より出演者のシフトチェンジを実施。前週まで月 - 木曜メインキャスターを務めた相内優香（テレビ東京アナウンサー）が取材キャスターに廻り、新メインキャスターとして田中瞳（同、月・金曜担当）と竹﨑由佳（同、火 - 木曜担当）の2人を起用。また「トレたまneo」コーナー担当キャスターとして嶺百花（同）が加入する。またコメンタリーキャスターとして月曜：山川龍雄（同局解説委員）、火 - 木曜：豊島晋作（同局報道記者）、金曜：後藤達也（経済ジャーナリスト）をそれぞれ起用[229][178]。

  - 【地域報道・地域情報】
    - 【北海道】札幌テレビ（STV、日本テレビ系）ではこの日より早朝の『どさんこワイド朝』の放送開始時刻を午前5時に繰り上げると共にニュース担当キャスターとして佐々木美波（STVアナウンサー）、気象情報に増山純也が新規加入。また夕方枠の『どさんこワイド179』では中継キャスターとして庭野ほのか（同）が加入[230]。
    - 【宮城県】東日本放送（knb、テレビ朝日系）は新年度より平日帯番組のリニューアルを実施。
      - 午前枠地域情報番組『突撃!ナマイキTV』は、前週までアシスタントを務めた重信友里（同局アナウンサー）が下記の夕方枠番組に異動したことに伴い、新年度より新アシスタントとして野口ちひろ（同、月 - 木曜担当）及び岩間瞳（フリーアナウンサー、金曜担当）を起用[231]。
      - 平日夕方枠地域報道番組『チャージ!』は、新年度初日のこの日より番組をリニューアル。月 - 木曜メインキャスターに重信友里（同局アナウンサー）と鈴木奏斗（同）のふたりを、金曜メインキャスターには上野比呂企（同）をそれぞれ起用、また月 - 金曜のアシスタントキャスターに井口亜美（同）、金曜ニュースキャスターに内田有香（同）をそれぞれ起用[232]。

    - 【中京広域圏】CBCテレビ（TBS系）はこの日より平日夕方18時台に地域報道番組『NewsX』[注 73]（ニュースクロス、18時15分 - 19時）を放送開始。メインキャスターの若狭敬一（CBCアナウンサー）を始め、同局平日夕方枠の地域情報番組『チャント!』の出演者が同番組も出演するシフトとなる[233]。
    - 【石川県】北陸放送（MRO、TBS系）の夕方枠ローカルニュース番組『Atta』はこの日よりキャスターを変更。月 - 水曜を石川映夏（いしかわ・はるか、北陸放送アナウンサー）が[234]、木・金曜を大野紘乃（おおの・ひろの、同）がそれぞれ担当する[235]。

  - 【報道・BS】
    - BS-TBS（2K・4K）の平日19時30分枠の報道番組『報道1930』は、新年度となるこの日よりサブキャスターのシフトチェンジを実施。その内訳は月曜：齊藤初音（CBCアナウンサー）、火曜：近藤夏子[注 74]（TBSアナウンサー）、水曜：上村彩子（同）、木曜：篠原梨菜[注 75]（同）、金曜：森田絹子（HBCアナウンサー）の布陣となる[236]。
    - BSフジ（2K・4K）『プライムニュース』で、前述した第三者委員会による調査報告で女性に対するハラスメント行為が公表された反町理（フジテレビ報道局解説委員長）が、「状況に鑑み番組の出演を見合わせたい」として、この日より出演を見合わせることとなった。なお番組はアシスタントキャスターの長野美郷が当面の間メインキャスターを代行[237]。その後6月5日に調査報告を受けて行われた処分に関連し、6月末で嘱託契約の終了と更新打ち切りとなった反町に関して「今後の出演はない」と事実上降板することになった[238]。

  - 【編成・アニメ・徳島県】四国放送（JRT、日本テレビ系）で月曜午前帯に放送していたフジテレビ系のアニメ『サザエさん』の遅れネット放送をこの日をもって取りやめ。取りやめの理由についてスポーツニッポンの取材に応じた同局は「編成上の都合でありフジテレビの一連の問題とは一切関係ない」としている[注 76][239]。

### 4月

#### 4月上期
- 1日
  - （3月31日深夜）
    - 【バラエティ】テレビ朝日系平日深夜のバラエティゾーン『バラバラ大作戦』がこの日よりリニューアル。『見取り図じゃん』が月曜（日曜深夜）0時10分枠へ昇格[240]。火曜（月曜深夜）2部にはMEGUMI（タレント・女優）の冠番組『MEGUMIママのいるBar』を、同3部には伊沢拓司（クイズプレイヤー、QuizKnock代表）とみなみかわ（お笑い芸人）による『伊沢みなみかわのクイズに出ない世界』を、水曜（火曜深夜）2部にはダイアン（お笑いコンビ）の冠番組『ジャイキリダイアン』を、同3部にはマヂカルラブリー（お笑いコンビ）が司会を務め声優をゲストに迎える『声優談子』を、木曜（水曜深夜）3部には同枠初のオーディション番組『ゴールデンドリーム』を、金曜（木曜深夜）2部にはFRUITS ZIPPER（女性アイドルグループ）による『FRUITS ZIPPERのNEW KAWAIIってしてよ?』を、土曜（金曜深夜）2部には近藤千尋（モデル・タレント）が初めて地上波でレギュラー番組の司会を務める『わたし界隈 オーダーメイド・ドキュメント』をそれぞれ放送開始[241]。
    - 【スポーツ・中京広域圏】東海テレビ（THK、フジテレビ系）火曜未明（月曜深夜）枠放送のゴルフレッスン番組『ダイアン津田のバーディーチャンすー』アシスタントを2023年5月の放送開始から務めた雪平莉左（タレント）がこの日の放送をもって1年10か月出演した同番組を降板した[242]。
    - 【音楽・通信販売・BS】燈音舎[注 77]制作によりBSデジタル等[注 78]で放送されていた通販型音楽番組『音楽のある風景』（2002年4月 - ）がこの日[注 79]をもって終了、23年の歴史に幕[注 80][244][245]。

  - NHK総合
    - 【音楽】『うたコン』の新アシスタントとして、赤木野々花（NHKアナウンサー）に代わり、石橋亜紗（同）がこの日の放送から登板[204][246]。
    - 【バラエティ】前年不定期で放送された若者向けバラエティ番組『NHKでやらなそうなアレ(仮)』をレギュラーに昇格して火曜23時枠で放送開始（ - 6月3日）。不定期放送時代から出演していたやす子（お笑いタレント）が続投する[128][129]。

  - 【編成・報道】フジテレビ系平日深夜枠の『FNN Live News α』の月 - 木曜の放送時間が10分繰り上がり23時30分 - 翌0時15分となる[223]。
  - 【情報・北海道・中京広域圏・近畿広域圏・福岡県】日本テレビ系の基幹局である札幌テレビ、中京テレビ、読売テレビ、福岡放送の4局がこの日、放送持株会社「読売中京FSホールディングス」を共同設立し経営統合したのを記念し、札幌テレビ『どさんこワイド朝』、中京テレビ『あさドレ♪』、読売テレビ『す・またん!』、福岡放送『バリはやッ!』の、4局の朝のローカル情報番組がコラボレーションした企画をこの日同時放送。各局のアナウンサーが読売テレビのスタジオに集結し、『〜FYCS連動企画〜各局アナが大集合!プロ野球開幕イチオシ情報』と題して、各局の地元球団[注 81]の一押し情報をアピールした[247][248]。
- 2日
  - 【情報・ワイド】日本テレビ系『ZIP!』水曜パーソナリティーに、陣内貴美子（スポーツジャーナリスト、元バドミントン選手）が就任[249]。
  - 【アニメ】テレビ朝日の深夜アニメ枠「IMAnimation」の姉妹枠として、同局系水曜23時45分枠に「IMAnimation W」を新設。第1弾作品として菊石まれほによるライトノベルが原作のSFクライムサスペンス作品『ユア・フォルマ』を放送開始（ジェノスタジオ制作、 - 6月25日）[250][251][252]。
- 3日 - 【バラエティ】
  - NHK総合で2021年より不定期で放送されている、日村勇紀（バナナマン）が中型バスを運転し人々を目的地に送り届けるドキュメントバラエティ番組『ひむバス!』をレギュラーに昇格して木曜20時15分枠で放送開始[129][253]。
  - テレビ東京系木曜21時枠のバラエティ番組『ナゼそこ?』は、この日の放送より前週まで担当した新井恵理那（フリーアナウンサー）及び秋元真夏（タレント、元乃木坂46）に代わる新MCとして加藤綾子（フリーアナウンサー、元フジテレビアナウンサー）を起用するとともに、番組名を『ナゼそこ?+』に改題した[254][255]。
- 4日
  - （3日深夜）【バラエティ・声優・関東広域圏】日本テレビで、NHK Eテレで3期にわたりテレビアニメが放送されたメディアミックスプロジェクト『ラブライブ!スーパースター!!』のアイドルグループ・声優ユニット「Liella!」の初の地上波冠番組となる『Liella!のちゅーとりえら!!』がこの日より5週連続で放送（金曜（木曜深夜）0時59分 - 1時29分）。『ラブライブ!シリーズ』としても初の地上波冠番組となり、番組ではLiella!のメンバーが様々なトレーニングに挑戦する[256]。
  - 【情報・ワイド・アニメ】日本テレビ系『ZIP!』で、新コーナー「ZIP!1分アニメ」を開始、その第1弾作品として『すみっコぐらし ここがおちつくんです』を放送開始（金曜 7時30分頃）[257]。
  - 【アニメ】フジテレビの深夜アニメ枠「ノイタミナ」がこの年放送開始20周年になるのを機に、これまでの金曜（木曜深夜）0時55分枠から金曜23時30分枠に移動し全国ネットに昇格[注 82]。枠移動第1弾作品として、東川篤哉のミステリー小説で、2011年には同局でテレビドラマ化[注 83]もされた、『謎解きはディナーのあとで』をアニメ化して放送開始（マッドハウス制作、 - 6月20日）。花澤香菜、梶裕貴、宮野真守らが声の出演を務める[258][259][260]。
  - 【経済・ドキュメンタリー】テレビ東京系『日経スペシャル ガイアの夜明け』のこの日の放送から、2020年から3代目案内人を務めていた松下奈緒（女優・ピアニスト）に代わる4代目案内人として長谷川博己（俳優）が登場。また初代案内人だった役所広司（同）らが番組内で行っていた寸劇もこの日から復活[261]。
  - 【地域報道・情報・関東広域圏・甲信越】NHK首都圏放送センター金曜19時30分枠の地域情報番組『首都圏情報 ネタドリ!』の新キャスターとして、首藤奈知子（NHKアナウンサー）がこの日より就任[262]。
  - 【紀行・バラエティ・神奈川県】テレビ神奈川金曜22時30分枠で、お笑いトリオ・ネプチューンの堀内健が、番組ディレクターと共に神奈川県各地を散策する紀行バラエティ『ココホリケンケン』を放送開始。初回は堀内の故郷である横須賀をノープランで散策した[263]。
- 5日・10日（9日深夜）・16日 - 【アニメ・東京都・近畿広域圏・BS】アークシステムワークスの対戦型格闘ゲーム『GUILTY GEARシリーズ』初のテレビアニメ化作品となる『GUILTY GEAR STRIVE: DUAL RULERS』（森川滋監督、サンジゲン制作）が5日よりTOKYO MX（独立局）22時30分枠で（ - 5月24日）、10日（9日深夜）より朝日放送テレビ「水曜アニメ〈水もん〉」第2部枠で（ - 5月29日（28日深夜））、16日よりBS松竹東急で（ - 6月4日）、それぞれ放送開始[264][265]。
- 5日
  - NHK総合
    - 【情報】土曜9時枠で、2月にパイロット版が放送された『週刊情報チャージ! チルシル』を放送開始[193]。司会を江原啓一郎（NHKアナウンサー）と佐々木希（女優）が、番組キャラクター「ちるる」の声をみちょぱ（モデル・タレント）がそれぞれ務める[266]。
    - 【紀行】2008年にパイロット版として放送し、2009年10月から2024年3月にかけてレギュラーシリーズが4シリーズに渡って放送された、タモリ（タレント・司会者）MCの紀行番組『ブラタモリ』がレギュラー放送を再開、この日より第5シリーズを放送開始（土曜 19時30分 - 20時）[267][268]。2024年11月に放送した特番の反響が大きく、レギュラー放送の復活を決断したという。アシスタントは前年11月の特番に引き続き佐藤茉那（NHK広島放送局アナウンサー）が務めるほか[269][270]、ナレーションも前年11月の特番に引き続きシンガーソングライターのあいみょんが務める[271]。
    - 【教養・ドキュメンタリー・編成】前年度より新装開店の形で放送が開始された『新プロジェクトX〜挑戦者たち〜』は、上記『ブラタモリ』再開に伴い、土曜20時 - 20時50分に放送枠を変更[193][272]。
    - 【報道】土曜21時枠の『サタデーウオッチ9』の新キャスターとして、山下毅（NHK解説委員長）が就任[204]。

  - 日本テレビ系
    - 【情報・バラエティ】2011年より日曜朝枠で放送されている中山秀征（俳優・タレント）MCの情報バラエティ『シューイチ』が土曜朝枠にも進出して放送開始（5時55分 - 9時25分）[180][273][274]。なお土曜版のMCには中山と共に田辺大智（日本テレビアナウンサー）を起用[275]。
    - 【報道】土曜昼枠の新報道番組として読売テレビ制作の全国ネット番組『サタデーLIVE ニュース ジグザグ』（11時55分 - 13時30分）を放送開始。番組メインキャスターには小澤征悦（俳優）を、進行アシスタントには足立夏保（読売テレビアナウンサー）を、ニュース解説に高岡達之（読売テレビ特別解説委員）をそれぞれ起用する[154][276][277][278]。
    - 【音楽・編成】これまで水曜20時枠で放送されていた『1億人の大質問!?笑ってコラえて!』が本月より土曜20時枠に移動（後述）することに伴い、3月22日まで土曜20時枠で放送していた音楽番組『with MUSIC』はこの日から土曜22時枠へ放送時間枠を繰り下げ移動[279][280]。
    - 【トーク・バラエティ】前年9月と本年1月の2回にわたって特番として放送された日村勇紀（バナナマン）と佐久間大介（Snow Man）によるトークバラエティ『サクサクヒムヒム ☆推しの降る夜☆』をレギュラー化し、この日から土曜23時30分枠で放送開始[281][282][283]。
    - 【スポーツ】週末23時55分枠のスポーツ情報番組『Going!Sports&News』は、土曜担当のスペシャルキャスター兼ベースボールサポーターとしてこの日の放送より田畑志真（女優）を起用[284]。
    - 【アニメ】読売テレビ制作土曜17時30分枠で、青山剛昌の漫画作品で、1993年 - 1994年にはテレビ東京系で『剣勇伝説YAIBA』のタイトルでテレビアニメ化[注 84]された『YAIBA』が再アニメ化、『真・侍伝 YAIBA』のタイトルで放送開始（WIT STUDIO制作）。主人公・鉄刃（くろがね・やいば）役の声優は旧作から引き続き高山みなみが担当、これにより18時枠の『名探偵コナン』とあわせて、原作者・主演声優・放送局を同じくする2作品が続けて放送されることになる[285][286]。
    - 【情報・北海道】札幌テレビ（STV）で放送されている北海道ローカルの情報番組『どさんこWEEKEND』は、この日より時間帯を11時55分 - 13時から9時25分 - 10時25分に放送枠を移動[287]。メインキャスターは、アンヌ遙香（フリーアナウンサー）と明石英一郎（元STVアナウンサー）が担当。

  - テレビ朝日系
    - 【紀行】朝日放送テレビ制作『朝だ!生です旅サラダ』のこの日の放送から、男性新MC[注 85]として藤木直人（俳優）が就任。松下奈緒（女優・ピアニスト）とのダブルMC体制となる[288][289]。また同日の放送から、4代目テーマ曲として音楽ユニット・いきものがかりと松下が共作した「遠くへいけるよ meets 松下奈緒」が使用される[290]。
    - 【報道・情報】土曜昼枠にて前年12月まで放送されていた『中居正広の土曜日な会』の後継番組として、新年度より平日午前・昼枠の『ワイド!スクランブル』[注 86]を編成し、タイトルを『ワイド!スクランブル サタデー』として放送開始（11時30分 - 13時30分）[注 87][注 88][291][292]。キャスターは松尾由美子と菅原知弘（いずれも同局アナウンサー）が務める[292]。
    - 【バラエティ・編成】15日より『プラチナファミリー』のレギュラー放送開始に伴い（後述）、3月まで火曜19時枠で放送されていたバラエティ番組『出川一茂ホラン☆フシギの会』は土曜22時30分枠へ放送時間枠を移動、また3月まで土曜22時枠の1時間番組として放送していた『THE 世代感』は30分番組に短縮され、土曜22時 - 22時30分に放送時間枠を変更[293]。
    - 【音楽・BS】BS朝日（2K・4K）『人生、歌がある』のこの日の放送から、新たな男性メイン司会者として坪井直樹（テレビ朝日アナウンサー）が登場。岡田美里（女優・タレント）とのコンビで放送。局アナが同番組のメイン司会を務めるのは初めてとなる[294]。

  - 【バラエティ】毎日放送制作・TBS系『所さんお届けモノです!』のこの日の放送から、新レギュラーメンバーとして岡崎紗絵（女優・モデル）が加入[295]。
  - 【スポーツ・公営競技】テレビ東京系・BSテレ東（2K・4K）土曜午後枠の競馬中継番組『ウイニング競馬』の新MC[注 89]として田中裕二（爆笑問題）がこの日の放送より就任。就任は田中自身が3月22日分にゲスト出演した際に発表した[296][297]。
  - 【情報・バラエティ】関西テレビ制作・フジテレビ系『土曜はナニする!?』が、この日より放送時間を30分拡大し土曜8時30分 - 10時25分となる[注 90][298]。
  - 【アニメ】
    - NHK Eテレ土曜18時25分枠で、L・M・モンゴメリの小説で、1979年にはフジテレビ系「世界名作劇場」の第5作としてアニメ化[注 91]された『赤毛のアン』が再アニメ化、『アン・シャーリー』のタイトルで放送開始（アンサー・スタジオ制作）[299][300]。
    - 【東京都・BS・CS】 増田こうすけの同名漫画が原作で、2005年から4期にわたりキッズステーションや独立局、2010年放送の第4期では読売テレビ・中京テレビでも放送された『ギャグマンガ日和』が、原作漫画連載25周年を記念し、15年ぶりとなる第5期『増田こうすけ劇場 ギャグマンガ日和GO』を放送開始（キッズステーション、TOKYO MX、BS11、 - 6月21日）。監督の大地丙太郎や第3期以降を制作しているスタジオディーン[注 92]、声優陣など主要スタッフ・キャストが再集結して制作される[301][302]。
- 6日
  - （5日深夜）
    - 【バラエティ】これまで日曜13時25分枠で放送されていた朝日放送テレビ制作・テレビ朝日系『あなたの代わりに見てきます!リア突WEST.』がこの日から放送時間を日曜（土曜深夜）1時に移動の上、関西広域圏ローカルに降格して放送を継続。ただしTVer及びU-NEXTで全国で視聴可能[303]。
    - 【スポーツ】
      - TBS系週末（土・日曜深夜）枠のスポーツニュース番組『S☆1』[注 93]は、2022年4月から3年間担当した近藤夏子（TBSアナウンサー）に代わり、この日の放送から御手洗菜々（同）がキャスターとして登板。なお、相方の男性アナウンサーである石井大裕（同）は続投。また御手洗は土曜深夜枠のスポットニュース担当も兼務する[304]。
      - テレビ東京系日曜（土曜深夜）0時 - 0時25分枠で、モータースポーツ情報番組『RACING LABO SUPER GT+KYOJO』が放送開始。同局では2022年まで放送の『激走!GT』『SUPER GT+』で取り上げてきたSUPER GTに加え、女性限定の自動車レース「KYOJO CUP」についても扱う[305]。番組MCには吉村崇（タレント、平成ノブシコブシ）を、進行役に嶺百花（テレビ東京アナウンサー）、リポーターに山本倖千恵（同）を起用する[306]。

  - NHK総合
    - 【経済・教養・バラエティ・編成】『有吉のお金発見 突撃!カネオくん』は、上記記載の土曜夜編成の変更に伴い、この日より前月までの土曜20時台から日曜夕方枠に移動し、放送枠が18時5分 - 18時43分に変更となる[193][218]。
    - 【スポーツ】『サンデースポーツ』は、中川安奈に代わる新キャスターとして宮本真智（NHKアナウンサー）がこの日より登板[204][307]。
    - 【トーク・バラエティ・東北地方】仙台放送局制作で東北6県エリア[注 94]向けに放送されているローカルトークバラエティ番組『大好き♡東北 定禅寺しゃべり亭』は、この日より放送枠が日曜午後枠（13時5分 - 13時45分）に移動すると共に、公開生番組から事前収録番組に変更される。また新司会者として小田井涼平（俳優、元純烈）が起用され、岩﨑果歩（NHK仙台局アナウンサー）とのコンビ体制となる[308]。

  - 【ゲーム・トーク・バラエティ】日本テレビ系日曜21時枠の新番組として、前年9月と本年1月に放送された男性アイドルグループ「SixTONES」によるゲーム・トークバラエティ番組『Game of SixTONES』を装いを新たにしてレギュラー化し、題名も『Golden SixTONES』と改めたうえで放送開始。本件に関しては2月23日に同局放送の『ザ!鉄腕!DASH!!』にて発表された[309][310]。
  - 【バラエティ・食】朝日放送テレビ制作・テレビ朝日系日曜13時25分枠で前年10月に特番として放送された博多華丸・大吉の冠番組『華丸丼と大吉麺』を放送開始[311]。
  - フジテレビ系
    - 【ドキュメンタリー・スポーツ】日曜11時15分枠の『ミライ☆モンスター』が『ミラモンGOLD』に改題[223][312]。同時に司会が2014年の開始当初から務めた関根勤からせいや（霜降り明星）に交代する。
    - 【報道・情報】これまで日曜22時台から23時台にかけで生放送されていた報道・情報番組『Mr.サンデー』（関西テレビとの共同制作）がこの日から放送時間を1時間6分繰り上げ、20時54分から23時9分までの2時間15分の生放送となる[313][314]。
    - 【アニメ】
      - 日曜9時枠で、この日より『ゲゲゲの鬼太郎 私の愛した歴代ゲゲゲ』を放送開始。原作者の水木しげる（2015年没）の没後10年企画の一環で、これまで6期にわたり放送されたテレビアニメ（東映アニメーション制作）の中から、歴代鬼太郎役の声優[注 95]や、今回主題歌の歌唱を担当するAdo（歌手）、ウエンツ瑛士（タレント）[注 96]、松下奈緒（女優・ピアニスト）[注 97]、京極夏彦（小説家）[注 98]、佐野史郎（俳優）[注 99]など作品や水木にゆかりのある著名人が選んだお気に入りエピソードによる傑作選として放送される[315][316][317]。
      - 『ONE PIECE』（東映アニメーション制作）が、2024年10月13日放送分をもってクオリティ向上による充電期間に入るのに伴い新作放送を中断していた「エッグヘッド編」の放送を再開[注 100]、あわせて新たなレギュラー放送枠となる日曜23時15分枠に移動し全国同時ネットに昇格する[注 101]。またフランキー役の声優も前年12月に降板した矢尾一樹から木村昴に交代する[319][320]。
      - これまで『ONE PIECE』が放送されていた日曜9時30分枠を、フジテレビとアニプレックスがタッグを組んで新作アニメを放送する枠に転換、第1弾作品としてbilibiliとアニプレックスの共同製作による『TO BE HERO X』（BeDream制作）を放送開始[321][322]。

  - 【アニメ】
    - TBS系
      - スマートフォン向けゲームアプリで、2018年から2023年にかけて3期にわたりテレビアニメ化[注 102]もされた『ウマ娘 プリティーダービー』の、スピンオフ漫画作品（漫画：久住太陽、脚本：杉浦理史、企画構成：伊藤隼之介）を原作とした『ウマ娘 シンデレラグレイ』が、日曜16時30分枠で放送開始（CygamesPictures[注 103]制作、 - 6月29日）。主人公及びストーリーのモデルとなった競走馬オグリキャップ（2010年没）の生誕40周年記念として製作、分割2クールで放送される[323][324]。10月より第2クールを放送予定[325]。
      - 毎日放送製作「日5」枠で、篠原健太の同名漫画を原作とした『ウィッチウォッチ』が連続2クールで放送開始（博史池畠監督、バイブリーアニメーションスタジオ制作）。川口莉奈、鈴木崚汰らが声優を務め、オープニングテーマをYOASOBIが担当する[326]。

    - テレビ東京系
      - キングレコード、アリア・エンターテインメント、タカラトミーの3社による少女向けアニメ『プリンセッション・オーケストラ』（大沼心監督、SILVER LINK.制作）が、日曜9時台前半枠で放送開始。音楽を主題にした変身ヒロイン作品となる[327][328]。
      - これまで日曜10時台前半枠で放送されていた『ひみつのアイプリ』（OLM・DONGWOO A&E共同制作）が、この日より日曜9時台後半枠に時間移動[注 104]、第2期「リング編」の放送を開始。今期では同作品のアンバサダーを務める齊藤なぎさ（女優・タレント、元=LOVE）が「わこ先生」役で声優に初挑戦する[329]。

    - 【関東広域圏】テレビ朝日にて、るるてあによるコウテイペンギンの赤ちゃんのキャラクターとその仲間たちを描いたイラストストーリー『コウペンちゃん』をショートアニメ化して日曜8時28分枠で放送開始（レスプリ制作、青森朝日放送・岩手朝日テレビ・鹿児島放送で遅れネットあり）。コウペンちゃんの声優はメディア展開初期から担当している齋藤彩夏が続投する[330][331]。

  - 【特番・クイズ・BS】BS10『パネルクイズ アタック25 Next』（朝日放送テレビ共同制作）が、前身の『パネルクイズ アタック25』から通してこの日で放送開始から50周年を迎えるのを記念し、この日より番組タイトルを『BS10 パネルクイズ アタック25』に変更すると共に、番組史上初の5時間特番『BS10 パネルクイズ アタック25 番組開始50年記念SP! Presented by 日立ルームエアコン 白くまくん』を放送（10時 - 15時）。第1回芸能人大会（1975年7月27日放送）でトップ賞を獲得した石坂浩二（俳優）を始め、関根勤（タレント）、福澤朗（フリーアナウンサー）、大林素子（スポーツキャスター、元バレーボール選手）、三浦奈保子（タレント）などこれまで番組に出場した芸能人が出演し、初代司会者の児玉清（俳優、2011年没、同年4月10日放送回まで出演）時代の映像を見ながら番組の歴史を振り返ったほか、番組開始と同じ日に開校した東京都町田市の小学校を会場に、ロッシー（野性爆弾）ら同じ日に生まれ放送日に50歳を迎える出場者4人による番組初の出張収録の模様、番組同様にこの年で誕生50周年を迎える日立グループの家庭用ルームエアコン「白くまくん」とのコラボ企画も放送した[332][333][334]。
- 7日・8日（7日深夜） - 【アニメ・東京都・近畿広域圏・BS】堀越耕平の漫画で、2016年よりテレビアニメが7期[注 105]に渡って放送された『僕のヒーローアカデミア』の公式スピンオフ作品『ヴィジランテ-僕のヒーローアカデミア ILLEGALS-』（脚本：古橋秀之、作画：別天荒人）がアニメ化、7日23時よりTOKYO MXとBS日テレ（2K・4K）で（ - 6月30日）、8日（7日深夜）より読売テレビ「MANPA」第1部（1時59分 - 2時29分）枠（ - 7月1日（6月30日深夜））にて放送開始。アニメーション制作は本編シリーズ同様ボンズが担当する[335]。
- 7日 - 【編成・バラエティ】フジテレビ系月曜23時枠の新番組『月バラ☆イレブン』を放送開始。また、水曜同時間帯『週刊ナイナイミュージック』および木曜同時間帯『トークィーンズ』もこの月より終了時間が10分繰り上がり23時30分終了となる[223]。
- 9日
  - （8日深夜）【アニメ】サンライズ制作のロボットアニメ『ガンダムシリーズ』の新作テレビシリーズとなる『機動戦士Gundam GQuuuuuuX（ジークアクス）』が、スタジオカラーとの共同制作により日本テレビ系水曜（火曜深夜）0時29分枠で放送（ - 6月25日（24日深夜））[注 106]。監督を鶴巻和哉が務め、主人公のアマテ・ユズリハ役を黒沢ともよが演じる[336][337]。
  - 【バラエティ】TBS系で二宮和也（嵐）がMCを務め、「なのに」をキーワードに人物の意外な一面や物事を掘り下げる検証バラエティ番組として前年11月と本年1月に特番として放送された『ニノなのに』（極東電視台制作）をレギュラー化し、水曜21時枠にて放送開始。レギュラー化に先立って3月12日夜に同番組の第3回特番（20時30分 - 22時）を放送した[338][339][340][341]。
- 12日
  - 【バラエティ・編成】日本テレビ系で1996年7月より基本的に水曜ゴールデンタイム[注 107]で放送されてきた所ジョージ司会のバラエティ番組『1億人の大質問!?笑ってコラえて!』がこの日放送の2時間スペシャルより土曜20時枠に放送時間枠を移動[279][278][342]。
  - 【特番・近畿広域圏】翌13日に開幕する大阪・関西万博の見どころを紹介する関西民放テレビ5局（毎日放送、朝日放送テレビ、関西テレビ、読売テレビ、テレビ大阪）合同特番『民放5局 同時生放送!EXPO2025 大阪・関西万博 開幕前日SP』を生放送（11時 - 11時30分）。各局のアナウンサーやキャラクターが放送局の垣根を超えて出演した[343]。
  - 【トーク・バラエティ・BS】テレビ朝日で2007年から2020年まで放送していたお笑いコンビ・さまぁ〜ずの冠トークバラエティ番組『さまぁ〜ず×さまぁ〜ず』がBS朝日（2K・4K）で4年半ぶりに復活、タイトルを『さまぁ〜ず×さまぁ〜ず BSさまぁ〜ず』として放送開始（土曜 23時30分 - 翌0時）[344]。
- 13日
  - 【アニメ】CBCテレビ制作・TBS系「アガルアニメ」枠で、春場ねぎ原作で2024年4月 - 6月に第1期がTBS制作日曜16時30分枠で放送された『戦隊大失格』（さとうけいいち監督、Yostar Pictures制作）の第2期が放送開始（ - 6月29日）[345]。
  - 【バラエティ】フジテレビ系で3月まで日曜20時枠で放送されていた『千鳥の鬼レンチャン』が、この日より日曜19時 - 20時54分に放送時間を拡大[346][347]。
- 14日
  - （13日深夜）【アニメ・近畿広域圏】朝日放送テレビで、月曜（日曜深夜）0時台に新しいアニメーションの放送枠を設置。この枠のコンセプトは「視聴者の皆様と共に新たなアニメを盛り上げていきたいと考え従来のアニメ放送枠とは一線を画す新鮮で新たな魅力を提供すること」としている。その第1弾として、『日々は過ぎれど飯うまし』が放送開始（メ〜テレ、TOKYO MX、BS11他でも13日（12日深夜）より放送、 - 6月30日（29日深夜））[348][349]。なお、この放送枠の名称については、X（旧Twitter）を用いた一般公募を実施、選考の結果「ANiMiDNiGHT!!!（アニミナイト）」に決定したことが18日に発表された[350]。
  - 【バラエティ】テレビ東京系月曜20時枠で、過去数回特番として放送されたリバースインバウンドマーケティングバラエティ『JAPANをスーツケースにつめ込んで!〜世界に日本を持ってった〜』を放送開始[351]。司会をかまいたち（お笑いコンビ）が、ナレーションをTONIKAKU（とにかく明るい安村）が務める。
- 15日 - 【トーク・バラエティ】テレビ朝日系火曜19時枠で、前年3回特番として放送され、“華麗なる一族”を紹介する『プラチナファミリー』をこの日放送の3時間スペシャルよりレギュラー化し、放送開始。番組MCは特番と同様に小泉孝太郎（俳優）と高嶋ちさ子（ヴァイオリニスト）の2人が務め、進行役に藤森慎吾（タレント、オリエンタルラジオ）、番組特別顧問に黒柳徹子（女優）をそれぞれ充てる[293][352]。

#### 4月下期
- 16日 - 【バラエティ・動物】テレビ東京系水曜20時枠で、本年2月に特番が放送された『世界を救う!ワンにゃフル物語』をレギュラーに昇格して放送開始[351]。初回は18時25分からの2時間半スペシャルとして放送。MCを同局初、また独立後初レギュラーとなる亀梨和也、また番組マスコットとなる柴犬・七之助の声を小峠英二（バイきんぐ）がそれぞれ務める[353]。
- 19日 - 【バラエティ・北海道】テレビ北海道（TVh、テレビ東京系）で放送されているEXIT（お笑いコンビ）の冠番組『EXITのアヤシイTV アチ〜の見つけました!』は、放送開始から4年目に突入するこの日より番組名を『EXITのハッケン北海道!』に変更[354][355]。
- 20日 - 【バラエティ・紀行】フジテレビ系日曜10時枠の新番組としてお笑いコンビ：サンドウィッチマンと狩野英孝（お笑い芸人）の冠新番組『かのサンド』を放送開始。本番組ではサンドウィッチマンと狩野がゲストを招いて毎週一つの街をテーマに散歩をし、その土地の魅力を伝える[356][357][358]。4月のナレーションは鈴木京香（女優）が務める[359]。
- 23日 - 【バラエティ・編成】日本テレビ系土曜23時台後半枠の『千鳥かまいたちアワー』は、新年度改編より放送時間枠を水曜20時枠に移動し、番組タイトルを『千鳥かまいたちゴールデンアワー』と改め、この日より新装開店の形で放送開始[278][360]。
- 25日
  - 【バラエティ】TBS系金曜21時枠で、過去数度特番として放送された『知識の扉よ開け! ドア×ドア クエスト』をレギュラー化して放送開始[361][362]。初回は19時55分からの2時間SPとして放送した[363]。
  - 【地域報道・新潟県】テレビ新潟の夕方枠地域報道・情報番組『夕方ワイド新潟一番』の中継リポーター及び金曜ニュース担当の大谷萌恵（おおたに・もえ、同局アナウンサー）は、この日の放送をもって番組を降板した[364]。
- 27日 - 【お笑い・演芸・東京都】TOKYO MXがこの年開局30周年になるのを記念し、同局初のお笑い賞レース『のむシリカpresents MXグランプリ〜異端芸人決定戦〜』を開催し放送。芸人やマネジャーが推薦する型破りな芸人たちが“尖りすぎるネタ”と“激ヤバな個性”で競い合うもので、この日より7月まで毎月最終日曜19時枠にて計4回放送し、夏に特番を放送する予定。番組MCはケンドーコバヤシと田中陽南（TOKYO MXアナウンサー）が担当、ゲスト審査員として人気芸人が毎回出演。この日の放送ではハリウッドザコシショウ、くっきー!（野性爆弾）、マヂカルラブリーの3組が審査員を務めた[365][366][367]。
- 29日 - 【情報・北海道・中京広域圏・近畿広域圏・福岡県】読売中京FSホールディングス発足記念の傘下4局連動企画第2弾として、各局の夕方のワイド番組である、札幌テレビ『どさんこワイド179』、中京テレビ『キャッチ!』、読売テレビ『かんさい情報ネットten.』、福岡放送『めんたいワイド』の4番組が共同で制作する『ニッポン見知らんガイド』のコーナーを同時生放送した[368]。

### 5月
- 2日 - 【映画・アニメ】日本テレビ系「金曜ロードショー」で、2023年7月に公開された宮崎駿監督の長編映画復帰作で前年のアカデミー賞で長編アニメ映画賞を受賞した『君たちはどう生きるか』（スタジオジブリ制作）を放送（21時 - 23時39分）[369]。
- 4日（3日深夜） - 【バラエティ・北海道】北海道放送（HBC、TBS系）にてこの日より毎週日曜未明（土曜深夜）の新番組として、アイドルグループ「タイトル未定」の冠バラエティ番組『タイトル未定のパキラっしゅ★』を放送開始（0時58分 - 1時28分）[370][371]。
- 5日 - 【報道・BS】BSフジ（2K・4K）の夜枠報道番組『プライムオンラインTODAY』は、5月第1週より毎週金曜担当のサブキャスターが梅津弥英子（フジテレビアナウンサー）から小澤陽子（同）に交代[372]。
- 8日 - 【報道・情報】TBS系『THE TIME,』は、この日より毎週木曜及び金曜のスタジオキャスターとして2025年同局入社の新人男性アナウンサーの長尾翼と中谷恒幹が加入し、交互に出演。また毎週金曜の気象情報コーナーは、前週まで担当していた吉村恵里子（TBSアナウンサー）から慶應義塾大学在学中でセント・フォース所属の齊藤美雅が新たに登場して担当。これに伴い吉村はスタジオ専任に変更。なお、新規加入の3名とも4時30分枠で放送の『THE TIME'』（ザ・タイム ダッシュ[注 108]）より出演する[373]。
- 11日 - 【政治・討論】NHK総合『日曜討論』は、本年4月までサブ司会を務めていたアナウンサーの牛田茉友が本年7月20日に執行された『第27回参議院議員通常選挙』への出馬を理由に番組を降板し、かつNHKも退職したため、その後任のサブ司会者として、この日の放送から上原光紀（NHKアナウンサー）が登板した[374]。
- 16日 - 【地域情報・愛媛県】松山放送局のNHK総合にて不定期ながら金曜19時台後半枠で放送している地域情報番組『ひめDON!』は、この日よりキャスターとして条谷有香[注 109]を起用[215]。
- 22日 - 【音楽・賞】一般社団法人カルチャーアンドエンタテインメント産業振興会[注 110]が主催する新たな国際音楽賞「MUSIC AWARDS JAPAN」が創設、21日・22日に開催される第1回授賞式（京都市左京区・ロームシアター京都）の、22日の模様をNHK総合で生中継した（19時30分 - 20時45分、22時 - 22時45分）[375][376][注 111]。
- 24日 - 27日 - 【特番・バラエティ】日本テレビ系でこの期間、『大進化!レジェンド番組祭り』と題し、平成期に同局で放送された人気バラエティ番組の復活特番を放送した[377]。
  - 24日19時 - 20時54分に『マジカル頭脳パワー!!』（1990年10月 - 1999年9月）の復活版を放送[注 112]。MCを山里亮太（南海キャンディーズ）と永井美奈子（元日本テレビアナウンサー）が務め[注 113]、解答者として所ジョージ（タレント）、間寛平（お笑いタレント）、加藤紀子、松村邦洋、久本雅美らが出演した。
  - 【音楽】24日22時枠で『THE夜もヒッパレ』（1995年4月 - 2002年9月）の復活版を放送。MCはレギュラー時代の三宅裕司（コメディアン）、中山秀征（タレント）、赤坂泰彦（ディスクジョッキー）に加え、永瀬廉（King & Prince）が務めた。
  - 25日10時25分 - 11時25分に、香取慎吾とキャイ〜ン（天野ひろゆき・ウド鈴木）による『香取慎吾の特上!天声慎吾』（1997年4月1日から2008年9月）の復活版を17年ぶりに放送。ゲストとして山里亮太（南海キャンディーズ）、キンタロー。、兼近大樹（EXIT）が出演。
  - 本年1月で開催100回を迎えた『欽ちゃん&香取慎吾の全日本仮装大賞』の、1979年12月の開始以来46年で初めてとなる「グランドチャンピオン大会」を6日に大阪・関西万博EXPOホール・シャインハットで開催（後述）、その模様を26日19時 - 21時に放送。
  - 【ドキュメンタリー】『マスクマン!』（2002年4月 - 9月）の人気コーナー、「異人たちとの夏」を23年ぶりに完全復活させ、26日23時59分 - 27日0時54分に放送。村上信五（SUPER EIGHT）、藤本美貴（タレント）、佐久間宣行（テレビプロデューサー）がMCを務めた。ゲストに酒井一圭（純烈）とキンタロー。が出演。
  - 【音楽】27日19時 - 21時に音楽ランキング番組『速報!歌の大辞テン』（1996年10月 - 2005年3月）の20年ぶりの復活版『特報!歌の大辞テン2025』を放送。藤井貴彦（元日本テレビアナウンサー）と橋本環奈（俳優）がMCを務め、昭和・平成・令和3時代の6月のヒットソングをランキング形式で紹介した。ゲストにレギュラー版でMCを務めた徳光和夫のほか、志尊淳、三田寛子、せいや（霜降り明星）、近藤春菜（ハリセンボン）らが出演。
- 27日（26日深夜） - 【スポーツ・中京広域圏】東海テレビ（THK、フジテレビ系）火曜未明（月曜深夜）枠放送ゴルフレッスン番組『ダイアン津田のバーディーチャンすー』2代目アシスタントとして、この日の放送より森脇梨々夏が登板[378]。
- 30日 - 【地域情報・近畿広域圏】朝日放送テレビの早朝枠情報番組『おはよう朝日です』にて、金曜サブキャスターを務める澤田有也佳（朝日放送テレビアナウンサー）は、第1子懐妊に伴う産前産後休業入りのため、この日の放送を最後に番組を離れた[379]。

### 6月
- 1日 - 【アニメ・活動進退】フジテレビ系『サザエさん』で、1970年代から長きにわたり波野イクラ、かおりちゃん、リカの3役などを演じた声優の桂玲子が降板したことがこの日の番組公式ブログで発表された。あわせてこの日の放送よりイクラ役は平井祥恵、かおりちゃん役は小白川愛菜、リカ役は北原沙弥香[注 114]にそれぞれ交代した[381]。
- 3日 - 8日 - 【スポーツ・編成・追悼】読売ジャイアンツの元選手・監督で同球団終身名誉監督の長嶋茂雄が3日に死去（89歳没）したことを受けて、各局で追悼編成が実施された。
  - 3日
    - 【特番】日本テレビは、通常同局系で放送の『ヒューマングルメンタリー オモウマい店』（中京テレビ制作、8月12日に振替）『踊る!さんま御殿!!』（6月17日に振替）の放送を休止し、追悼特番『緊急特番 ありがとう長嶋茂雄さん ミスタープロ野球 永遠に…』を19時からの2時間枠で放送した[382]。同番組では平川健太郎と徳島えりか（共に同局アナウンサー）が司会を担当、ゲストに徳光和夫や巨人OBの元木大介、宮本和知、斎藤雅樹、中畑清らが出演した[383][384]。
    - 【CS】CS放送の日テレジータス（G+）では「追悼ありがとう長嶋さん」と題して、この日の21時から特別編成を組み、現役引退試合となった1974年10月14日の「巨人 対 中日」戦[注 115]（後楽園球場）の試合映像などを放送した[383]。

  - 4日・5日 - 【トーク】テレビ朝日系『徹子の部屋』はこの2日間、「追悼・長嶋茂雄さん」と題して故人の貴重な映像などを紹介した[注 116][385]。
  - 4日 - この日のNHK総合『クローズアップ現代』は、長嶋と松井秀喜（元プロ野球選手）との師弟関係を取り上げた「長嶋茂雄と松井秀喜ふたりでかなえた夢」を放送[386]。
  - 8日 - この日のNHK総合『NHKスペシャル』は、追悼企画として脳梗塞の手術後のロングインタビューや関係者の証言などで構成した「さよならミスタープロ野球 長嶋茂雄」を放送[387]。
- 3日 - 【情報・スポーツ・北海道・中京広域圏・近畿広域圏・福岡県】日本テレビ系の基幹局である札幌テレビ、中京テレビ、読売テレビ、福岡放送の4局が、放送持株会社「読売中京FSホールディングス」の連動企画第3弾として、札幌テレビ『どさんこワイド朝』、中京テレビ『あさドレ♪』、読売テレビ『す・またん!』、福岡放送『バリはやッ!』の、4局の朝のローカル情報番組がコラボレーションした企画を放送。当日はプロ野球のセ・パ交流戦が開幕するにあたり「北海道日本ハムファイターズ×阪神タイガース」と「福岡ソフトバンクホークス×中日ドラゴンズ」と偶然にも傘下4社の地元球団同士での開幕カードであったことから、朝番組に出演するアナウンサーが試合が行われる球場から見所を伝える交流企画を実施した[388]。
- 13日 - 【バラエティ・千葉県】千葉テレビ（チバテレ・CTC、独立局）金曜23時30分枠で、元フジテレビアナウンサーの渡邊渚が独立後初のMCを務めるバラエティ『昨日のアレ観』を放送開始。また共演者としてアイドルグループ「なみだ色の消しごむ」が出演する[389]。
- 20日
  - 【バラエティ・近畿広域圏】朝日放送テレビ『探偵!ナイトスクープ』は、この日より新制度「今週の特命局長」を導入。この日は村上信五（SUPER EIGHT）が担当した[390]。
  - 【活動進退】国分太一（当時TOKIO）に過去に複数のコンプライアンス上の問題行為が確認され、無期限活動停止を発表したことを受けて、国分がレギュラー出演している各局番組は対応に追われた。
    - 【バラエティ】最初に問題行為が確認されたことを発表した日本テレビは『ザ!鉄腕!DASH!!』から降板させると発表した[391]。
    - 【バラエティ・BS】BS10『国分太一のTHE CRAFTSMEN』は放送中止を決定。グループ会社のジャパネットたかたも国分が出演するCMの放送差し止めを発表した[392]。
    - 【バラエティ・料理・音楽】テレビ東京『男子ごはん』は、22日放送予定回を『円卓コンフィデンシャル』の再放送[393]に差し替え[394][395]。またMCとして出演予定だった、7月9日に放送の『テレ東音楽祭2025〜夏〜』についても出演見合わせが発表された[396]。
    - 【経済・ドキュメンタリー・近畿広域圏】毎日放送『TOKIOテラス』は21日の放送を休止し、通常関西ではネットしていない『バナナマンの早起きせっかくグルメ!!』[注 117]に差し替え。28日以降の放送については検討中としていたが[397][398]、24日に番組公式サイトで「当面の間、放送を休止します」と発表した[399]。
- 22日
  - 【報道・選挙・特番】この日投開票の東京都議会議員選挙に関する選挙特別番組を各局で放送。
    - NHK総合は大河ドラマ『べらぼう〜蔦重栄華乃夢噺〜』を46分前倒しの19時14分より放送したうえで、19時59分より開票速報の第1部を、22時30分より第2部をそれぞれ放送[400]。
    - 【東京都】TOKYO MXは『堀潤 Live Junction』の特番として『都議選開票特番 選挙Junction』を3部構成で放送[注 118]。キャスターを堀潤（ジャーナリスト）と田中陽南（TOKYO MXアナウンサー）が務め、第1部のコメンテーターとして八代英輝（元裁判官、国際弁護士）、金子恵美（元衆議院議員、元新潟県議会議員）、青山佾（元東京都副知事、明治大学名誉教授）が出演した[401]。

  - 【活動進退・バラエティ】TBSテレビは上述の国分太一の複数にわたるコンプライアンス違反による活動休止表明を受け、国分がレギュラーを務め、25日に放送予定の『世界くらべてみたら』2時間SP（一部系列局にもネット）[注 119]について予告動画を削除、さらに同局公式サイトの番組表の出演者欄から国分の名前を除去する措置をこの日までに行った[402]。その後24日に同局は「状況を総合的に判断した結果」として、国分の番組降板、および収録済みの回において（TBSおよび同時ネット局の放送、および25日放送分以降で遅れネットを行う場合[注 120]では）出演部分をカットして放送することを発表した[403]。
- 26日
  - 【トーク・バラエティ】読売テレビ制作・日本テレビ系木曜22時枠で、お笑いコンビ「ダウンタウン」がMCを務めていたトークバラエティ『ダウンタウンDX』（1993年10月21日 - ）がこの日の放送をもって終了、31年9か月の歴史に幕[404][405]。番組終了について読売テレビ側は「司会のダウンタウンのお2人より『活動休止の状況で、多くの方々にご迷惑をおかけしている』との意向を戴いたことなど、総合的な判断の下で放送終了に至った」としている[404]。4月以降浜田雅功は出演せず、かまいたち、千鳥、今田耕司、東野幸治、田村淳、フットボールアワーらが司会を代行していた[注 121]。最終回もダウンタウンは出演せず、この日は勝俣州和、木村祐一、石原良純、ベッキー、山之内すずら同番組の常連ゲストによるドライブトークを放送した[406][407]。
  - 【情報・タイトル変更・近畿広域圏】朝日放送テレビはこの日、TOKIOが25日に解散したことを受け、月曜昼枠で放送中の元リーダーの城島茂MCの冠情報番組『TOKIO城島 らくらく茂』（関西ローカル）の番組タイトルを30日放送分から『らくらく茂』に改題して放送を継続することを発表[408]。
- 28日
  - テレビ東京系
    - （27日深夜）【バラエティ・育児・特番】乳幼児向けバラエティ番組『シナぷしゅ』のスピンオフとして、同番組の制作陣による大人向けバラエティ特番『ヨルぷしゅ』をこの日0時12分 - 0時42分に放送。「“おとな応援系”バラエティ」をコンセプトとし、育児や家事が一段落した夜の時間帯に、肩の力を抜いて楽しめる赤ちゃんや家族にまつわる様々な企画を放送した。番組キャラクターとして、藤森慎吾（オリエンタルラジオ）が声を担当する「セロ」と詩羽（水曜日のカンパネラ）が担当する「ニン」が登場した[409]。
    - 【バラエテイ・紀行・関東広域圏】土曜11時30分枠の紀行バラエテイ番組『モヤモヤさまぁ〜ず2』[注 122]の4代目アシスタントを務めた田中瞳（同局アナウンサー、2019年8月より在任）が、この日放送の1時間50分スペシャルをもって5年10か月間出演した同番組を降板。降板については5月31日の放送で田中自らが発表した[410][411]。

  - 【アニメ】鳥山明（2024年没）の漫画『SAND LAND』を原作とし、2023年3月に劇場アニメが公開され、それを元に再構成かつストーリーを追加し、Disney+で独占配信された『SAND LAND: THE SERIES』（アニメーション制作：サンライズ、神風動画、ANIMA）が、NHK総合土曜23時45分枠で放送開始[412]。
- 29日 - 【特番・バラエティ・地域情報・北海道・中京広域圏・近畿広域圏・福岡県】読売中京FSホールディングス（FYCS）傘下の読売テレビ、中京テレビ、福岡放送、札幌テレビは、FYCS発足後初となる傘下4局の共同制作による特別番組『未来人に残したい!ふるさとタイムレスカプセル』を15時 - 16時55分に放送。男性アイドルグループ・timeleszの冠番組として、北海道、東海、関西、北部九州の“タイムレス”な魅力を持つ物や事柄を紹介、一部メンバーがロケにも参加した。番組進行はタイムマシーン3号（お笑いコンビ）が担当した[413]。

### 7月
- 1日・4日・8日 - 【紀行・食・BS】BS朝日（2K・4K）『バナナマン日村が歩く! ウォーキングのひむ太郎』（火曜22時）とBS-TBS（2K・4K）の『サンド伊達のコロッケあがってます』（金曜22時）の街歩き・食の2番組がこの3日間、コラボレーション放送。BS朝日では7月1日と8日に「サンドウィッチマンさん思い出の地 板橋ウォーキング」と題して伊達みきお（サンドウィッチマン）をゲストに迎え、日村勇紀（バナナマン）と伊達が板橋区内を散策する模様を放送した。また、BS-TBSでは4日に伊達と日村が板橋区の仲宿商店街とハッピーロード大山商店街を訪問し、それぞれの地の精肉店でコロッケを食べる模様を放送した[414]。
- 2日
  - 【アニメ】真倉翔・岡野剛原作で、1996年 - 1997年にテレビ朝日系にて放送[注 123]された『地獄先生ぬ〜べ〜』が再アニメ化、同局系深夜アニメ枠「IMAnimation W」の第2弾作品として放送開始（スタジオKAI制作、初回は2話連続で放送）。主人公・鵺野鳴介役の声優は旧作から引き続き置鮎龍太郎が担当する[415][250][416]。
  - 【情報・人形劇】フジテレビ系『めざましテレビ』で、番組初のパペットショートムービー『パペットスンスン』を放送開始（水曜 7時40分頃 - ）[417]。
- 5日 - 【音楽・特番】日本テレビ系で、夏恒例の音楽特番『THE MUSIC DAY 2025』を8時間にわたって生放送（15時 - 22時54分）。総合司会は13年連続で櫻井翔（嵐）が務めた[418][419]。
- 6日 - 【倫理問題・特番】フジテレビは、一連のコンプライアンス問題に関する検証番組『検証 フジテレビ問題 〜反省と再生・改革〜』をこの日の10時から11時45分までフジテレビ系全国ネットで放送した[420]。
- 7日 - 【アニメ・東京都・近畿広域圏・愛知県・BS】あらゐけいいちの漫画『CITY』を原作としたテレビアニメ『CITY THE ANIMATION』がこの日よりTOKYO MX、朝日放送テレビ、テレビ愛知、BS11で放送開始（BS11以外は日曜深夜枠で放送、朝日放送テレビは「ANiMiDNiGHT!!!」枠第2弾作品）。制作する京都アニメーションとしては、続編を除くと6年ぶりとなる新作アニメとなる[421]。
- 9日（8日深夜） - 【アニメ】赤塚不二夫（2008年没）の漫画『おそ松くん』[注 124]の続編として、2015年から2021年にかけて3期にわたりテレビ東京系で放送された『おそ松さん』（studioぴえろ制作）の第4期が、この日より同局系水曜（火曜深夜）0時枠で放送開始[422][423]。
- 10日
  - （9日深夜）【アニメ】2010年10月 - 12月にBS日テレほかで放送された『パンティ&ストッキングwithガーターベルト』の新作アニメ『New PANTY & STOCKING with GARTERBELT』が同局（2K・4K）やTOKYO MXなどで放送開始。監督の今石洋之らが設立したトリガーが、2023年7月に旧作制作元のガイナックス[注 125]から原作権を取得、制作することが発表されていた[424][425]。
  - 【バラエティ】読売テレビ制作・日本テレビ系木曜22時枠で、お笑いコンビ「見取り図」がMCを務め、過去6回特番として放送された『見取り図の間取り図ミステリー』をレギュラー化して放送開始[426]。また横澤夏子（お笑い芸人）がサブMCを務める[427]。初回は同じく同局制作の『秘密のケンミンSHOW 極』との2時間合体SPとして放送[428]。
- 11日（10日深夜） - 【アニメ・東京都・近畿広域圏・長崎県・BS】出端祐大の同名漫画を原作とし、本年1月 - 2月にTOKYO MXでテレビドラマ化[注 126]された『ふたりソロキャンプ』が、この日より同局で放送開始（SynergySP制作、BS朝日（2K・4K）・長崎文化放送・読売テレビでも放送予定）[429]
- 12日
  - 【バラエティ・教養】NHK総合で新たな知的エンターテインメント番組として『知的探求フロンティア タモリ・山中伸弥の!?（びっくりはてな）』を、この日より土曜19時30分 - 20時50分枠で隔月放送される『NHKスペシャル「人体 神秘の巨大ネットワーク」』でコンビを組んだタモリ（タレント・司会者）と山中伸弥（京都大学iPS細胞研究所所長・教授）および吉岡里帆（俳優）が、感動と好奇心に満ちた世界の最先端を探究する。進行役として吉村崇（平成ノブシコブシ）が出演[430]。
  - 【アニメ・映画】フジテレビ系『土曜プレミアム』で、2023年に『ゲゲゲの鬼太郎』の作者・水木しげるの生誕100周年を記念してテレビアニメ第6期を元に制作・公開され、第47回日本アカデミー賞優秀アニメーション作品賞を受賞した『鬼太郎誕生 ゲゲゲの謎』（監督：古賀豪、制作：東映アニメーション）を本編ノーカットで地上波初放送（21時30分 - 23時40分）[431]。
- 18日 - 【映画】日本テレビ系『金曜ロードショー』で、2024年に公開され、第48回日本アカデミー賞ではインディーズ映画としては初めて最優秀作品賞を受賞した時代劇コメディ映画『侍タイムスリッパー』（監督：安田淳一、主演：山口馬木也）を地上波初放送（21時 - 23時29分）[432]。
- 19日
  - 【特番・音楽】TBS系夏恒例の大型音楽特番『音楽の日2025』を、この日の14時から21時56分の約8時間にかけて放送。総合司会は15年連続となる安住紳一郎と3年ぶり2回目の江藤愛（共にTBSテレビアナウンサー）が務めた[433]。
  - 【バラエテイ・紀行・関東広域圏】土曜11時30分枠の紀行バラエテイ番組『モヤモヤさまぁ〜ず2』[注 122]の5代目アシスタントとして、この日の放送から今年度入社の同局新人アナウンサーである齋藤陽が登板[434][435]。
- 20日 - 21日未明 - 【報道・選挙・特番】第27回参議院議員通常選挙投開票日（20日）、NHK総合・民放各局で開票特番を放送。
- 21日 - 【お笑い・演芸】日本テレビと読売テレビが共同で開催する新たなお笑い賞レース『アサヒビール スマドリ ダブルインパクト〜漫才&コント 二刀流No.1決定戦〜』を創設、この日に同局系で決勝戦を約3時間にわたって生放送（19時 - 22時4分）。漫才とコントの両方ができる「二刀流芸人」の頂点を決めるもので、2人以上であればプロアマ問わず、芸歴制限無しでエントリー可能。優勝者には賞金1000万円が贈呈される。決勝戦のMCはかまいたち（濱家隆一・山内健司）[436][437][438]と橋本環奈（女優）が[439]、また審査員を千原ジュニア（千原兄弟）、中川家・剛、後藤輝基（フットボールアワー）、塙宣之（ナイツ）、田中卓志（アンガールズ）の5名がそれぞれ務めた[440]。初代王者にはニッポンの社長（吉本興業東京本社所属）が輝いた[441]。
- 23日・24日 - 【スポーツ・BS・CS】テレビ朝日系にて、プロ野球『マイナビオールスターゲーム2025』（23日：大阪市西区・京セラドーム大阪、24日：横浜市中区・横浜スタジアム）を中継放送（両日ともに18時30分 - 20時54分）[442]。BS朝日（2K・4K）でも地上波終了後からリレー中継、CS放送・テレ朝チャンネル2でも完全中継したほか、BS・CSではホームランダービーの模様も中継した[443]。
- 30日 - 【報道・災害・編成】この日の8時24分（日本時間）、ロシア・カムチャツカ半島沖を震源とする地震により津波警報・津波注意報が発令された影響で、NHK・民放いずれも番組休止や内容の一部変更が生じた。
  - NHKは放送中の『あさイチ』を8時38分で打ち切り地震報道に切り換え[444]。連続テレビ小説『とと姉ちゃん』『あんぱん』の昼の再放送[445]や『クローズアップ現代』が休止となった。この日『クローズアップ現代』で放送予定だった福山雅治（俳優・歌手、長崎市出身）が被曝80年で平和について語るインタビューについては8月5日に放送した[446]。
  - 民放もテレビ東京が津波情報のテロップを出したまま通常編成を継続したのを除き、通常編成を取りやめ夕方まで津波警報の情報を伝えた[447]。

### 8月
- 2日・9日・16日・23日・30日（予定） - 【紀行・情報・バラエティ】テレビ東京系『出没!アド街ック天国』の放送30周年企画として、東武鉄道沿線をこの1か月間にわたり特集[448]。2日は東武動物公園、9日は日光、16日は新越谷、23日は鐘ヶ淵、30日は北千住を取り上げる。
- 5日 - 23日（予定） - 【スポーツ】日本高校野球の全国大会である『第107回全国高等学校野球選手権大会』（兵庫県西宮市・阪神甲子園球場、大会期間18日間[注 127]）が開催、NHK総合・Eテレ及び、朝日放送テレビ[注 128]、BS朝日 4K、スカイAで連日中継放送予定。また、テレビ朝日系で例年通り『熱闘甲子園』（朝日放送テレビ・テレビ朝日共同制作）を連日23時台に放送予定。番組キャスターは昨年に引き続いて古田敦也（テレビ朝日野球解説者、元ヤクルトスワローズ捕手・監督[注 129]）、斎藤佑樹（元北海道日本ハムファイターズ投手、株式会社斎藤佑樹代表）、ヒロド歩美（フリーアナウンサー、元朝日放送テレビアナウンサー）の3人が担当[449][450]。また本年の番組テーマ曲兼“2025 夏の高校野球応援ソング”としてダンス&ボーカルグループ「Da-iCE」が歌唱する「ノンフィクションズ」を起用[451]。
- 8日 - 【映画】日本テレビ系『金曜ロードショー』は、汐見夏衛の同名小説を映画化して、2023年に公開された『あの花が咲く丘で、君とまた出会えたら。』（監督：成田洋一、主演：福原遥・水上恒司）を、戦後80年の節目にあわせて地上波初放送（21時 - 23時29分）[452]。
- 9日
  - 【特番・音楽】NHK総合で、放送100年と戦後80年の節目を記念して新たに開始する大型音楽特番『MUSIC GIFT 2025 〜あなたに贈ろう 希望の歌〜』をNHKホールから生放送（第1部：19時30分 - 20時55分、第2部：22時 - 22時55分）。MCは二宮和也（嵐）、二階堂ふみ（女優）、中山果奈（NHKアナウンサー）が担当した[453]。
  - 【ドキュメンタリー・福岡県】九州朝日放送（KBC、テレビ朝日系）では、この日から『KBC戦後80年企画「戦争の声をつなぐプロジェクト」』として、同局がこれまでに制作した戦争体験者の証言を記録したテレビドキュメンタリーを『戦後80年 KBCアーカイブス』と題して、再放送を実施する[454]。
- 11日 - 【特番】
  - 【バラエティ・お笑い】フジテレビ系で、2007年2月に特番として開始、2008年4月から2010年8月まで水曜22時枠（2008年4月 - 2009年3月）、土曜19時枠（2009年4月 - 2010年3月）、日曜20時枠（2010年4月 - 8月）でレギュラー放送され、以後2014年元旦まで特番として放送されていた『爆笑レッドカーペット』が11年ぶりに復活。タイトルを『爆笑レッドカーペット〜真夏のオール新ネタ60連発!大復活SP〜』と銘打ってこの日に2時間半のスペシャルとして放送（18時30分 - 21時）。レギュラーMCだった今田耕司、高橋克実（俳優）に加え、山﨑夕貴（フジテレビアナウンサー）が進行を、またお笑い好きの西畑大吾（なにわ男子）がスペシャルMCをそれぞれ務め、さらに池田美優、片寄涼太（GENERATIONS from EXILE TRIBE）、鈴木浩介、角田夏実、戸田恵子、原菜乃華、吉岡里帆がパネラーを務めた[455][456][457]。
  - 【音楽】日本テレビ系で、戦後80年と昭和100年の節目を記念した音楽特番『昭和平成令和 日本人を支えた80年80曲』を放送（19時 - 21時54分）。戦後80年間の音楽シーンを彩った楽曲を1年1曲厳選し、アーカイブ映像やアーティスト本人による歌唱で披露した。MCは各年代を代表し、昭和から堺正章（歌手・タレント）、平成から小泉孝太郎（俳優）、令和からSixTONESがそれぞれ起用された[458]。
- 12日 - 【映画・追善・BS】NHK BS1ではこの日、没後40年の命日を迎えた坂本九（歌手、43歳没）を偲び、当日午後の『プレミアムシネマ』枠にて坂本自身の主演映画である『上を向いて歩こう』（1962年、日活、監督：舛田利雄）を放送した[459]。
- 12日 - 15日  - 【情報】TBS系平日午後枠情報番組『ゴゴスマ -GO GO!Smile!-』（CBCテレビ制作）では、夏企画としてJNN各局の女性アナウンサーが日替わりアシスタントとしてこの期間出演。12日は杉本真子（静岡放送）が、13日は海渡未来（毎日放送）が、14日は本田奈也花（RKB毎日放送）が、15日は渡邉百音（北陸放送）が出演した[460]。
- 15日
  - この日で第二次世界大戦の終戦から80年を迎えることから、各局で関連した番組を放送。
    - 【特番・式典】本年の全国戦没者追悼式の中継は、例年行っているNHK総合（11時50分 - 12時5分）に加えて、フジテレビ系（11時50分[注 130] - 12時10分）でも生中継を実施。後者については、フジテレビを巡る事案を受けた再生・改革に向けての具体策の一つとして、開局以来初の編成を行った[461]。
    - 日本テレビ系
      - 【特番・報道】この年同局系で展開している戦後80年プロジェクト「いまを、戦前にさせない」の一環として、日曜18時枠の報道番組『真相報道バンキシャ!』の特番『真相報道バンキシャ!特別編 “終末時計”を早める世界のトップたち』を放送（19時 - 20時54分）。世界中に広がる“戦争の予兆”を取材して放送するもので、同プロジェクトのメッセンジャーを務める『news zero』キャスターの櫻井翔（嵐）が海上自衛隊のミサイル船に乗船し日本近海を頻繁に通過するロシア艦船の動向や海上で起きている異常事態の現場を取材。『バンキシャ!』キャスターの桝太一（研究者、フリーアナウンサー）はアメリカの分断の実情を取材した。さらに吉高由里子（女優）が祖母の故郷の広島を訪ね、被爆体験を語り継ぐ取り組みについて取材した模様を7月27日放送分の『バンキシャ!』とあわせて放送した[462][463]。
      - 【映画・アニメ】『金曜ロードショー』は、野坂昭如（2015年没）の同名小説を原作とする、スタジオジブリ制作のアニメ映画『火垂るの墓』（1988年、高畑勲監督）を放送。地上波での放送は高畑の死去を受けて追悼放送された2018年4月13日[注 131]以来約7年ぶり[注 132]となった[465][466]。

  - 【情報・東京都】TOKYO MX『5時に夢中!』の放送開始20周年と放送回数5000回、および同局の開局30周年を記念した特番『祝!放送5000回記念 5時に夢中!万博』を有楽町よみうりホール（東京都千代田区）より放送時間を2時間に拡大して放送（17時 - 19時）[467][468]。
- 16日
  - 【スポーツ】6月3日に死去した読売巨人軍終身名誉監督の長嶋茂雄の追悼試合が東京ドーム（東京都文京区）で開催されたこの日、日本テレビ系で『長嶋茂雄終身名誉監督追悼試合 巨人×阪神』と題して放送（13時30分 - 16時、BS日テレおよび日テレジータスでも放送）。この試合の解説は、高橋由伸と上原浩治が担当したほか、原辰徳と松井秀喜がスペシャルゲストとして登場した[469][470]。
  - 【特番・福岡県】九州朝日放送（KBC、テレビ朝日系）の平日朝の情報番組『アサデス。KBC』の特別版として、そのレギュラー出演者とスタッフが総力取材を行った終戦80年の特別番組『アサデス。KBC 終戦80年 特別番組 そのとき戦争が生活の中にあった』を放送（12時55分 - 15時）[471]。
- 30日 - 31日（予定） - 【特番・福祉】日本テレビ系列31局[注 133]で恒例の『24時間テレビ48-愛は地球を救う-』を両国国技館（墨田区横網）をメイン会場[注 134]に生放送予定（30日18時30分 - 31日20時54分）。今回のテーマは「あなたのことを教えて」とし、総合司会は前回に引き続き総合司会を羽鳥慎一（フリーアナウンサー、元日本テレビアナウンサー）、水卜麻美（日本テレビアナウンサー）、上田晋也（くりぃむしちゅー）が担当。メインパーソナリティーは前回に続き設置しないかわりに新たな取り組みとして「チャリティーパートナー」を新設、浜辺美波（女優）が就任し前年1月に発生した能登半島地震からの復興を目指す故郷石川県でチャリティー企画を行うほか、志尊淳（俳優）、King & Prince（男性デュオグループ）、氷川きよし（歌手）、長嶋一茂（元プロ野球選手・タレント）、やす子（お笑い芸人、前年度チャリティーマラソンランナー）らが就任[472][473][474]。チャリティーマラソンランナーは横山裕（SUPER EIGHT）が務める[475]。

### 9月
- 13日 - 21日（予定） - 【スポーツ】TBS系にてこの期間、『東京2025世界陸上』（東京都：国立競技場）を放送予定[注 135]。スペシャルアンバサダーとして、1997年アテネ大会から2022年オレゴン大会までTBS系の同大会メインキャスターを務めていた織田裕二（俳優）が、TBS系の大会アンバサダーに今田美桜（女優）がそれぞれ就任[476][477]。
- 月内（予定）
  - テレビ朝日系 - いずれも【教養・バラエティ】
    - 火曜深夜（水曜未明）の深夜番組枠にて放送が開始され、2021年より火曜20時枠に移動して放送している教養バラエティ番組『家事ヤロウ!!!』（2018年4月 - ）は、この月をもって7年半の歴史に幕を下ろす[478]。
    - 木曜19時枠の『楽しく学ぶ!世界動画ニュース』（2022年10月[注 136] - ）は、この月をもって前身番組の『電脳ワールドワイ動ショー』（2021年10月 - 2022年9月）時代を含めて4年の歴史に幕を下ろす[479]。

  - 日本テレビ系
    - 【食・特番】『THEグルメDAY』という3時間の食を題材にした特別番組を放送予定。番組内では、中京テレビ制作の『ヒューマングルメンタリー オモウマい店』と日本テレビ制作の『ぐるぐるナインティナイン』の番組内コーナーである『ゴチになります!』とのコラボレーションが展開されるほか、同系で放送されているグルメ番組同士のコラボも展開される。司会はヒロミとナインティナインが務める[480]。
    - 【クイズ】本年で第45回目を迎える『全国高等学校クイズ選手権』を放送予定[注 137]。パーソナリティは前年に引き続きアイドルグループ・SixTONESに加え、初担当のお笑いコンビ・チョコレートプラネット（松尾駿・長田庄平）とタレントの佐藤栞里が務める。進行のメインアナウンサーは前年に引き続き石川みなみ（日本テレビアナウンサー）が担当[481]。

### 10月
- 2日（予定） - 【アニメ】TBS系木曜23時56分枠で、河原和音の同名漫画が原作の、初恋を題材に中学校を舞台にした『太陽よりも眩しい星』（スタジオKAI制作）が放送開始予定。主人公である岩田朔英役を藤寺美徳が、相手役の神城光輝役を小野友樹がそれぞれ務め、オープニングテーマを秦基博が手掛ける[482][483][484]。
- 4日（予定） - 【アニメ】読売テレビ制作・日本テレビ系土曜17時30分枠で、堀越耕平の漫画を原作とした『僕のヒーローアカデミア』[注 105]の第8期かつ最終章となる「FINAL SEASON」（ボンズ制作）が放送開始予定。2024年8月に連載が終了した原作漫画の40巻から始まる物語となる[485][486]。
- 5日（予定） - 【アニメ】フジテレビ系日曜9時前半枠にて、東映アニメーション制作のアニメ『デジモンシリーズ』第10作となる『DIGIMON BEATBREAK（デジモンビートブレイク）』が放送開始予定。テレビシリーズは同枠で2021年10月 - 2023年4月に放送された『デジモンゴーストゲーム』以来約2年ぶりとなる[487][488]。主人公の天馬トモロウ役を入野自由が、パートナーデジモンのゲッコーモン役を潘めぐみが務める[489]。
- 6日・9日・13日（予定） - 【アニメ・東京都・近畿広域圏・兵庫県・BS】ままかりによる同名漫画を原作とし、2022年11月・12月にはTOKYO MXでテレビドラマ版[注 138]が放送された『デブとラブと過ちと!』がテレビアニメ化（Marvy Jack制作）、同局及びサンテレビで6日より、BSフジ（2K・4K）で9日より、朝日放送テレビ「ANiMiDNiGHT!!!」枠で13日（12日深夜）より放送開始予定。TOKYO MXが30分テレビアニメとしては初めて製作幹事を務めるほか、楽天グループも製作幹事として参画する[490][491]。
- 7日（6日深夜、予定） - 【アニメ】空知英秋の同名漫画を原作とし、テレビ東京系で2006年から2018年にかけて4期にわたって放送された『銀魂』のスピンオフ小説（大崎知仁・著）をアニメ化した『銀魂まるちばーすアニメ『3年Z組銀八先生』』（バンダイナムコピクチャーズ制作[注 139]）が同局系火曜（月曜深夜）0時枠にて放送開始予定[492][493]。
- 12日（予定） - 【アニメ】毎日放送製作・TBS系「日5」枠10月期作品として、2011年1月期に前2局およびCBCテレビで放送された[注 140]『魔法少女まどか☆マギカ』（シャフト制作）を元に、総集編として前後編に再編集し2012年に劇場公開された『劇場版 魔法少女まどか☆マギカ [前編] 始まりの物語 / [後編] 永遠の物語』を、改めてテレビ放送向けに全11話に再編成した『「魔法少女まどか☆マギカ 始まりの物語/永遠の物語」TV Edition』を放送開始予定[494][495][496]。
- 月内（予定）
  - テレビ朝日系
    - 【バラエティ】
      - 火曜20時枠の新番組として、石原良純（俳優・タレント・気象予報士）と小泉孝太郎（俳優）が出演し、本年7月15日と8月5日に特番として放送された『日本探求アカデミックバラエティ 火曜の良純孝太郎』をレギュラー化して放送開始予定[478][497]。
      - 木曜19時枠の新番組として、ヒロミ（タレント）と相葉雅紀（嵐）の出演により過去に単発特番として4度放送された『相葉ヒロミのお困りですカー?』をレギュラー化して放送開始予定[479]。

    - 【アニメ】
      - 『NUMAnimation』枠で、三河ごーすとの同名ライトノベル小説を原作にした『友達の妹が俺にだけウザい』（BLADE制作）が放送開始予定。普通の男子高校生である大星明照役に石谷春貴が、大星のその親友の妹である小日向彩羽役に鈴代紗弓がそれぞれ起用される[498][499]。
      - 『IMAnimation』枠で、アルトによる同名のライトノベル小説を基にした『味方が弱すぎて補助魔法に徹していた宮廷魔法師、追放されて最強を目指す』（月虹制作）が放送開始予定。主人公であるアレク・ユグレット役に梅田修一朗が、ヒロインであるヨルハ・アイゼンツ役に久保ユリカが、アレクが所属しているパーティのメンバーであるクラシア・アンネローゼ役に田澤茉純が、アレクの悪友であるオーネスト・レイン役に水中雅章がそれぞれ起用される[500][501][502][503]。

  - 【バラエティ】
    - テレビ東京系水曜21時枠で、過去3度特番として放送されたバカリズム（タレント・脚本家）MCのバラエティ『ちょっとバカりハカってみた』をレギュラー化して放送開始予定。現在同枠で放送中の『何を隠そう…ソレが!』（特番を経て2024年4月からレギュラー化）の去就については未定[504]。
    - 日本テレビ系で、本年に3回単発放送された『X秒後の新世界』をレギュラー化して放送開始予定（放送曜日・時間は未定）。レギュラー化は8月18日放送分の中で発表された[505]。

  - 【情報】関西テレビ制作で、2025年7月現在はフジテレビ系列16局で生放送されている青木源太（フリーアナウンサー・元日本テレビアナウンサー）MCの情報番組『旬感LIVE とれたてっ!』（2023年10月 - ）がこの月から14時45分からの1時間枠で全国ネットに昇格予定[506][507]。
  - 【アニメ】
    - 遠藤達哉原作で、2022年と2023年の2期にわたりテレビ東京系で放送された『SPY×FAMILY』の第3期が、この月より放送開始予定[508]。
    - 畠中恵のファンタジー時代小説で、過去にはラジオドラマ[注 141]やテレビドラマ[注 142]を始めとするメディア展開が行われてきた『しゃばけ』がテレビアニメ化し、フジテレビ系「ノイタミナ」枠で放送開始予定（バンダイナムコピクチャーズ制作）。主人公の一太郎役を山下大輝が演じる[509][510]。
    - 高橋留美子の同名漫画を原作とし、1989年 - 1992年にフジテレビ系で放送された[注 143]『らんま1/2』の新作アニメシリーズの第2期（宇田鋼之介監督、MAPPA制作）が、日本テレビ系[注 144]にて放送開始予定。声優陣は山口勝平、林原めぐみ、日髙のり子らに加え、ムース役に旧作から続投の関俊彦、新規キャストとして久遠寺右京役に名塚佳織[注 145]、八宝斎役に井上和彦[注 146]が起用される[511]。
    - 【BS】BS朝日（2K・4K）金曜23時枠で、臼井儀人（2009年没）の漫画で、テレビ朝日系でテレビアニメも放送されている『クレヨンしんちゃん』の主人公野原しんのすけの父・ひろしを主人公に据えた公式スピンオフ作品『野原ひろし 昼メシの流儀』（作画：塚原洋一）をアニメ化して放送開始予定（制作：シンエイ動画、アニメーション制作：DLE）。ひろしが昼飯にこだわるグルメ漫画を元にフラッシュアニメーションで制作、ひろし役は本編同様森川智之が担当する[512]。

## その他テレビに関する話題

### 1月
- 1日

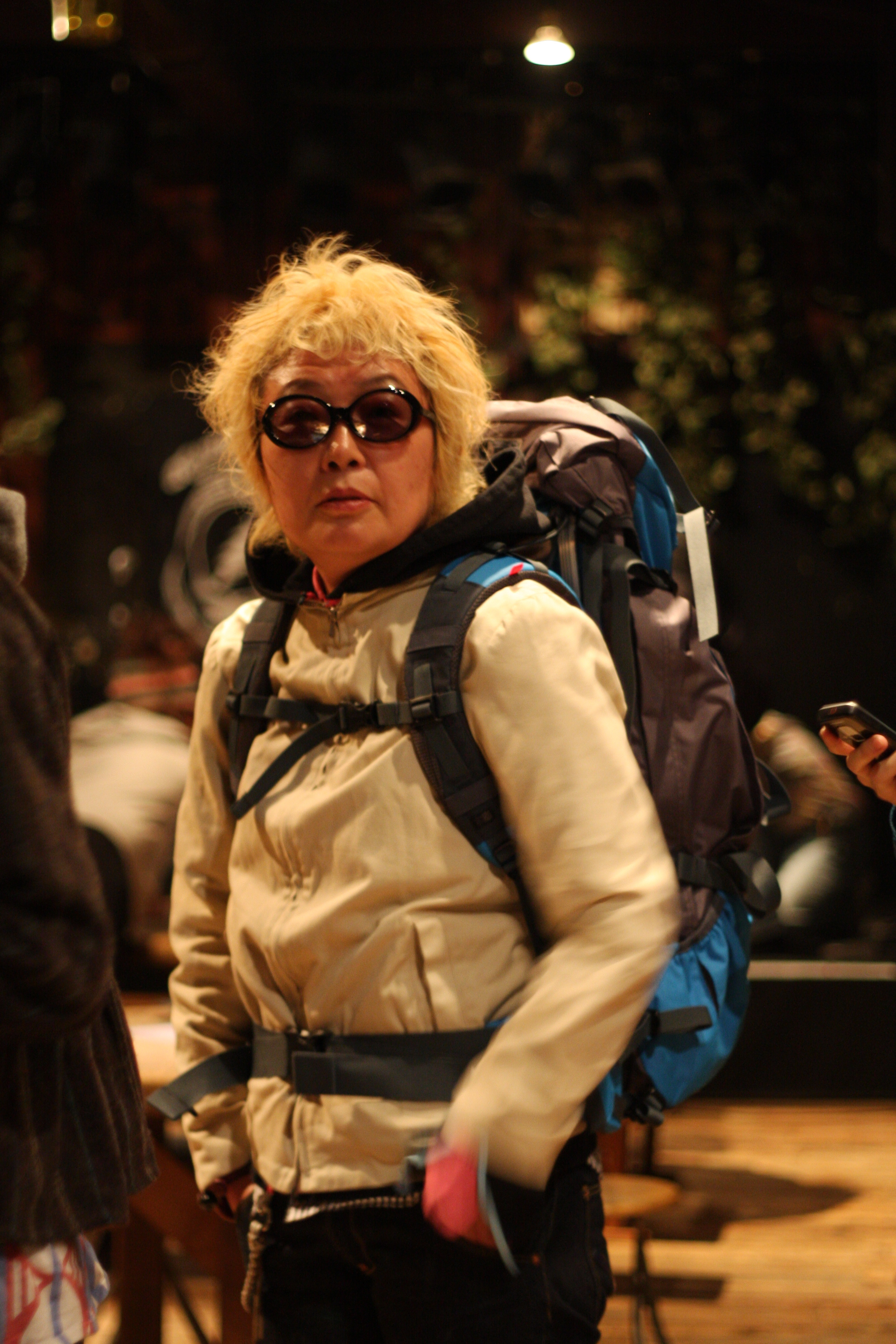
MAYA MAXX死去（1月9日、63歳没。写真は2010年3月撮影）

  - 【人事・キー局・放送持株会社】日本テレビ及び日本テレビホールディングス（日テレHD）両社の代表取締役社長の石澤顕が、読売中京FSホールディングス（後述）の代表取締役社長に就任するのに伴い、前日の2024年12月31日付で代表を辞任し、この日付で日テレHDの取締役副会長（非常勤）に就任、新たに日テレHD取締役兼日本テレビ副社長の福田博之が両社の代表取締役社長に昇任する人事を執行[513]。
  - 【訃報】1953年に東京大学を卒業し、産業経済新聞社（産経新聞）に入社して大阪本社社会部を経て東京本社政治部記者として首相官邸や日本社会党の番記者を務め、1965年に同社論説委員に就任。1969年に産経を退職した後に文化放送に転じてニュースキャスターを務めた後、1978年から1987年までフジテレビで『FNNニュースレポート23:00』などのキャスターを務め、タレントとしても日本テレビ系の教養クイズ番組『マジカル頭脳パワー!!』にレギュラー解答者として1990年から1994年まで出演したり、エプソン（現・セイコーエプソン）や日本国際通信（ITJ）などのテレビコマーシャルに出演するなど幅広い活動でお茶の間に知られた政治評論家・ジャーナリストの俵孝太郎がこの日午前、肺がんのため東京都内の病院で死去（94歳没）。訃報は晩年までコラムを寄稿していた北國新聞（石川県）が25日に報じたことで明らかになった[514][515]。
- 7日 - 【結婚・近畿広域圏】毎日放送（MBS、TBS系）アナウンサーの中野広大（2021年入社）はこの日、自身のインスタグラムを更新し、MBSラジオの番組に出演している気象予報士の林保捺美（はやし・ほなみ、南気象予報士事務所所属）と前年12月25日に結婚したことを公表した[516]。
- 8日
  - 【活動進退・キー局】フジテレビアナウンサーの木下康太郎（2010年入社、2022年7月から報道局社会部記者兼務）が前年12月末をもって同局を退社していたことがこの日明らかに。木下は「アメリカの大学院に留学する」ことを理由に2023年12月から同局を休職していた[517]。→2023年のテレビ (日本)#その他テレビに関する話題の12月18日の項も参照
  - 【経営問題・CATV・長崎県】長崎県五島市をエリアにケーブルテレビ事業やインターネットプロバイダ事業を手掛けていた福江ケーブルテレビがこの日付で長崎地方裁判所五島支部から破産手続き開始決定を受け倒産。倒産は23日に明らかになったもので、信用調査会社・東京商工リサーチ長崎支店によると負債総額は約2億4000万円。なお事業は同じ五島市に本社を置く五島テレビが1月1日付で引き継いでいる[518][519]。
- 9日 - 【訃報】画家として作家・吉本ばななの書籍の装丁を手掛ける傍ら、フジテレビ系の子ども向け番組『ポンキッキーズ』に出演するなどメディアでも活動し、2020年に北海道岩見沢市に移住して画家活動を続けていたMAYA MAXX（マヤ・マックス、本名・小林摩矢＝こばやし・まや）がこの日の夜、肺がんのため札幌市内の病院で死去（63歳没）[520][521]。
- 10日
  - 【BS・局名変更・チャンネル変更】ジャパネットブロードキャスティングが運営し、現在BS263ch（物理チャンネルBS-23ch）で放送している「BSJapanext」がチャンネルをBS10ch（物理チャンネルBS-15ch、論理チャンネルBS200ch）に移動し、現在BS10chで放送している「スターチャンネル」[注 147]を吸収統合の上局名を「BS10」（ビーエステン）に変更してこの日の19時に開局[522]。従来のスターチャンネルは「BS10スターチャンネル」に名称を変更したうえでBS10-2ch（論理チャンネルBS201ch[注 148]）に移行[注 149]、マルチチャンネル体制になる。なお、これまで通りBS10は無料、BS10スターチャンネルは有料放送となる。また同局のPR大使としてサンリオキャラクターの「ポチャッコ」が就任する[523][524]。
  - 【バラエティ・BPO】TBS系で前年10月19日に放送したバラエティ『熱狂マニアさん!』で、家具・インテリア小売り大手のニトリの商品が番組内で多数登場したことについて、放送倫理・番組向上機構（以下、BPOと表記）の放送倫理検証委員会はこの日、「企業の広告放送と誤認される恐れがある」として審議入りしたことを発表した。今回の決定についてTBSテレビは「事実を重く受け止め、真摯に対応する」とコメント[525][526]。その後同委員会は7月11日、「企業の広告放送との誤解を招く内容」と判断して放送倫理違反があったとする意見を公表した。これを受け同局は同日、「番組と広告との区別について適正な対策を講じ、視聴者の皆様の信頼回復に努める」とのコメントを発表した[527][528]。
- 11日 - 【訃報】1953年に日本ビクター（ビクター・レコード）より「さすらいの恋唄」で歌手としてデビューし、「弁天小僧」「踊子」などのヒット曲を発表。『NHK紅白歌合戦』には通算8回出場したほか、フジテレビ系公開バラエティ番組『森田一義アワー 笑っていいとも!』にレギュラー出演した経歴を持ち、2012年までステージ活動も行っていた歌手の三浦洸一（本名：桑田利康）がこの日、老衰のため死去（97歳没）。訃報は21日に日本歌手協会より公表された[529]。
- 13日 - 【訃報】1970年代より関西エリアを中心に声優活動を開始、国鉄やかに道楽、積水ハウスなどの企業コマーシャルのナレーションを数多く担当し、その他には交通機関の音声案内を担当するなど多彩なジャンルで活動していた声優の津田英治（本名・津田栄司）がこの日午後、大阪府高槻市内の病院で死去（76歳没）。訃報は18日に所属事務所のオフィスBANより公表された[530][531][532]。
- 14日 - 【訃報・キー局】京都大学を卒業し、東京海上火災保険（現・東京海上日動火災保険）を経て1992年4月にフジテレビに入社。制作畑を歩み、『プロ野球ニュース』、『F1グランプリ』（いずれも地上波放送時代）や『スーパー競馬』、『すぽると!』など主にスポーツ番組を担当。その後は同局人事局長や情報制作局長、取締役制作局長などを歴任し、2022年6月に取締役、さらに前年6月に専務取締役に就任したばかりだった矢延隆生（やのべ・たかお）がこの日、原発不明がんのため死去（60歳没）。訃報は20日に同局より公表され、併せて14日付で取締役を退任したことも発表された[533][534][535]。
- 17日 - 【ドキュメンタリー・BPO】2023年3月28日にテレビ東京系で放送した『激録・警察密着24時!!』（番組終了）の中で、吾峠呼世晴原作の人気漫画『鬼滅の刃』に関わる不正競争防止法違反事件を取り上げた内容について、BPOの放送倫理検証委員会はこの日、「放送倫理違反があったと判断した」との検証結果を発表。これを受けテレビ東京は「視聴者の皆様の信頼を損なうことのないよう、適正な対策を講じ再発防止に努める」との声明を発表した[536]。→2024年のテレビ (日本)#その他テレビに関する話題の5月28日の項も参照
- 18日 - 【訃報】1953年にテイチクレコードの歌手採用試験に合格し、「黒田春雄」の芸名で「裏街ながし唄」で歌手デビューするも、路線の食い違いで会社側と揉め、一時テイチクを離れて流しの歌手をした後、森繁久彌（2009年没）率いる森繁劇団の舞台に立った後、1959年にトリオ・ロス・パンチョスの日本公演の前座を務めたことを契機に芸名を「アイ・ジョージ」と改めてジャズ・ラテンミュージック歌手としてテイチクと再契約して再デビュー。これ以後は「硝子のジョニー」や「赤いグラス」[注 150]などのヒットを飛ばし、『NHK紅白歌合戦』には1960年の第11回から1971年の第22回まで12回連続出場、また俳優としても活動、日本のラテンミュージックの第一人者としてその名を知られた歌手のアイ・ジョージ（本名：石松譲治）がこの日、自宅で心筋梗塞のため死去（91歳没）。訃報は週刊誌の取材により判明していたが、2月20日になり正式な死没日と死因が報道された[537][538][539]。
- 19日 - 【訃報】鉄道旅行に関する著作を多数著し、自身が旅の案内人として携わった鉄道ルポ漫画『鉄子の旅』（菊池直恵・作）[注 151]が2007年にファミリー劇場でアニメ化された（グループ・タック制作）ほか、MONDO21『乗り鉄おすすめ!鉄道トラベラーズ』などへの出演や旅チャンネル『出発進行!全国ローカル線巡礼』の監修も務めた、トラベルライターの横見浩彦がこの日、急性心不全のため死去（63歳没）。訃報は2月21日に月刊サンデーGX編集部より発表された[540][541]。
- 27日 - 【人事・活動進退】芸能プロダクションの生島企画室はこの日、代表取締役会長を務めていた生島ヒロシ（元TBSアナウンサー）について全ての役職からの解任、および無期限の芸能活動自粛を発表した。なお、この日をもってTBSラジオ制作『生島ヒロシのおはよう定食』と『生島ヒロシのおはよう一直線』の緊急降板も同社およびTBSラジオより発表されておりそれについても公式サイトで謝罪。理由については「パワーハラスメント、セクシャルハラスメントへの認識の欠落」としている[542]。その後2月21日に生島企画室は生島の退所と資本関係が無くなったことを発表、あわせて同日付で社名をFIRST AGENTに変更したことも発表した[543]。
- 28日
  - 【不祥事・近畿広域圏】朝日放送テレビは、この日、臨時取締役会を開催し、取締役を務めていた清水厚志の1月31日付けをもって辞任する申し出を了承した。理由として、朝日放送テレビの社内のルールに反し、会食費用の不適切利用の疑いが発覚したため、調査を行った結果、社内やグループでの会食を行っていたにも関わらず、社外の関係者が出席していたと嘘をついて、交際費を申請していたという。なお、清水は過去にさかのぼって弁済することを確約している[544][545]。
  - 【訃報】東京大学経済学部卒業後、日本専売公社（現・日本たばこ産業（JT））に入社。その後研究所勤務を経て1990年代後半から「経済アナリスト」としてテレビ朝日系『ビートたけしのTVタックル』『ニュースステーション』やTBS系『がっちりマンデー!!』を始めとするテレビ・ラジオ番組でコメンテーターとして活動、またサブカルチャーにも造詣が深く様々なジャンルのコレクターとしても知られていた、経済アナリストの森永卓郎がこの日午後、原発不明がんのため埼玉県所沢市内の自宅で死去（67歳没）。訃報は所属事務所により発表され、2023年末にニッポン放送『垣花正 あなたとハッピー!』でステージ4の膵臓がんに罹患していることを公表、闘病生活を続けながらメディア出演をこなし、死去前日の27日に放送した文化放送『大竹まこと ゴールデンラジオ!』でのリモート出演が最後となった[546][547][548]。
- 29日 - 【訃報】俳優の下條正巳（2004年没）・田上嘉子（2007年没）夫妻の子息として誕生し、少年時代にNHKのクイズ番組『私の秘密』に出演した経歴を持ち、その後1969年に俳優としてデビューした後には数々の作品に出演。また声優としても外国映画の日本語版吹き替えを担当、特にアメリカ合衆国の俳優・エディ・マーフィの吹き替えを担当したことで知られ、ナレーターとしても毎日放送製作・TBS系『世界ウルルン滞在記』やテレビ東京『今夜解明!ミイラが暴く世界三大ミステリーツアー』などの番組やアートネイチャーのCMをそれぞれ担当するなど幅広い活動を展開した俳優・声優・ナレーターの下條アトム（本名同じ）がこの日、東京都内の病院にて死去（78歳没）。訃報は2月13日に所属事務所のトム・プロジェクトより発表され、その中で2023年に急性硬膜下血腫で倒れ、闘病生活を送っていたことも明らかにされた[549][550]。
- 31日 - いずれも【活動進退・キー局】
  - TBSテレビの元アナウンサーで、CSR推進室室長の高野貴裕（2003年アナウンサーとして入社）がこの日付で21年10か月在職した同局を退職。2024年12月20日にTBSラジオ『金曜ワイドラジオTOKYO えんがわ』に出演した際に自ら発表した[551]。退職後は都民ファーストの会の公認候補として東京都議会議員選挙に出馬[552]、6月22日に投開票の結果、世田谷選挙区で初当選を果たした[553]。
  - 早稲田大学を卒業して外務省に専門職員として入省後、在外公館での勤務を経て1990年に中途採用でフジテレビに入社。入社後は外務省での経験を買われて報道局外信部記者となり、ニューヨーク支局特派員やワシントン支局長を務め、本社への帰任後は『ニュースJAPAN』編集長や外信部長を経て報道局解説委員室解説委員に就き、『Live News イット!』キャスターや『めざまし8』解説キャスターなどを務めたジャーナリストの風間晋がこの日付で約34年間在職した同局を退職。退職後はフリージャーナリストとして活動する[554]。

### 2月
- 3日

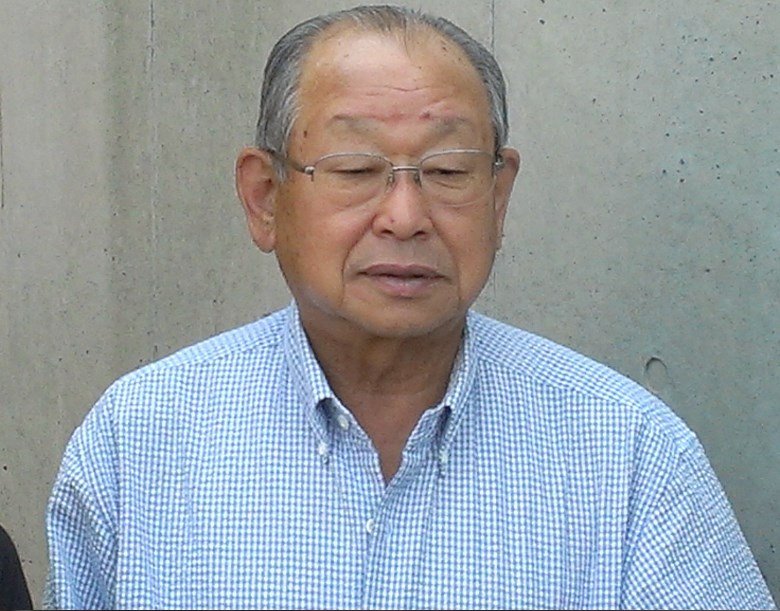
吉田義男死去（2月3日、91歳没。写真は2013年5月撮影）

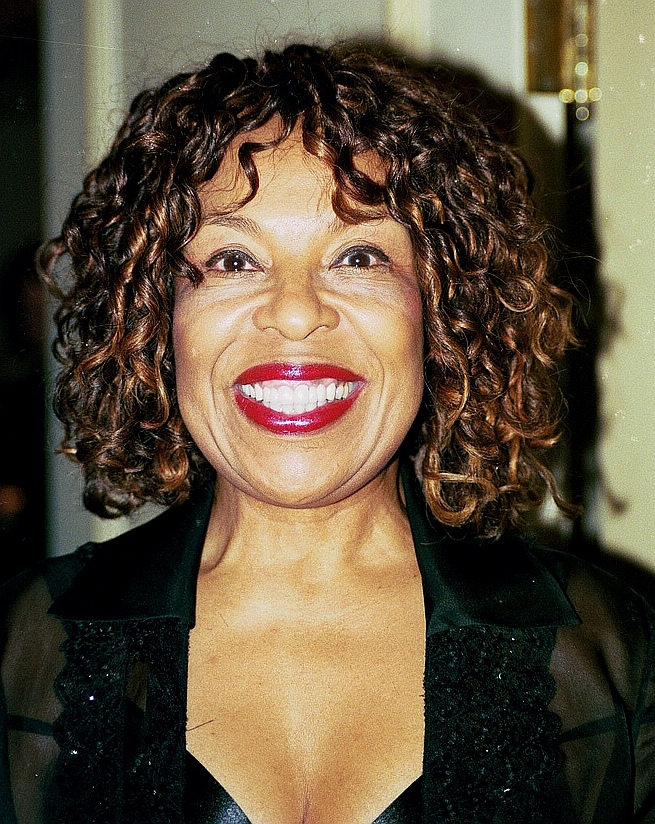
ロバータ・フラック死去（2月24日、88歳没。写真は2002年3月撮影）

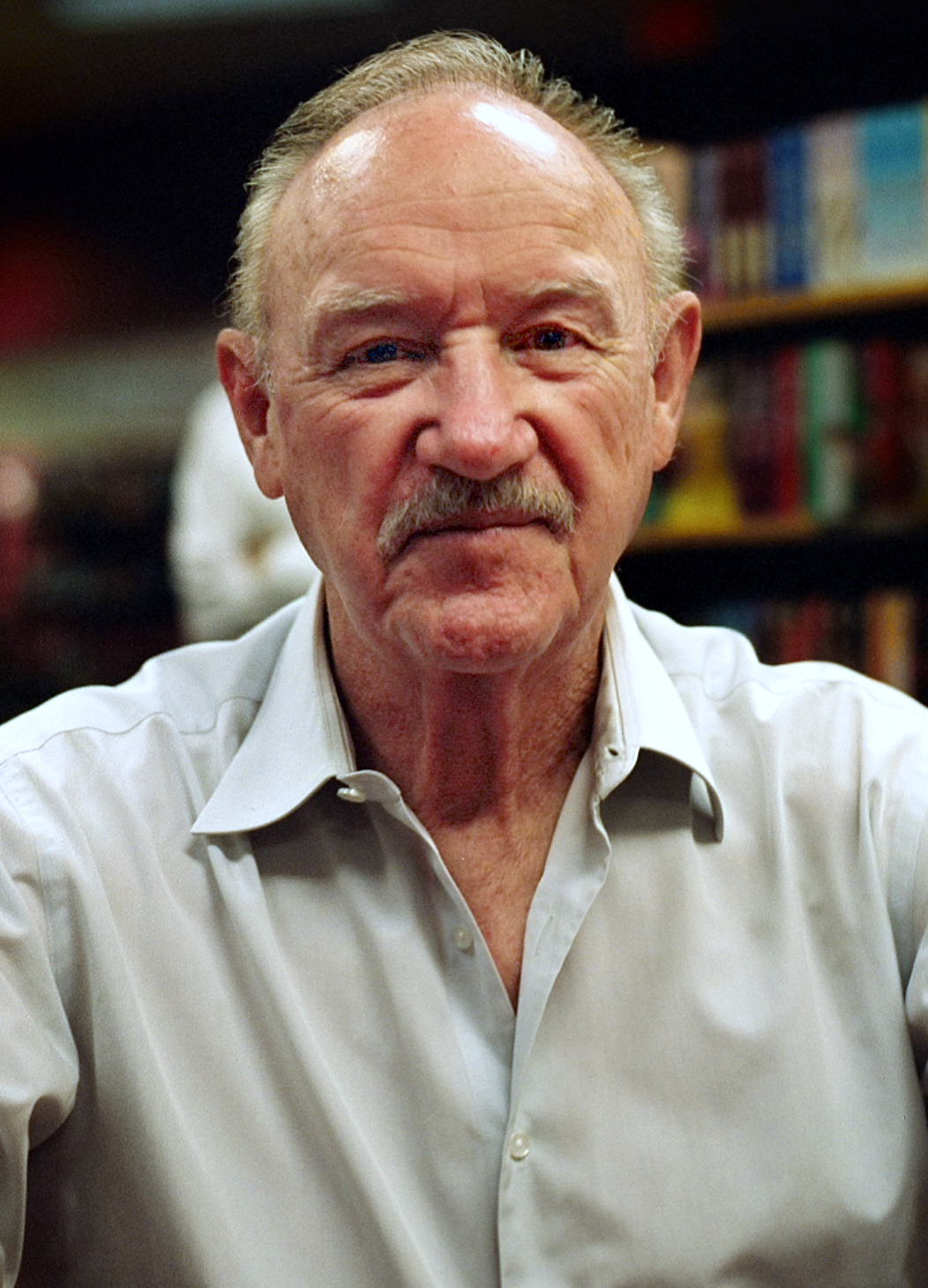
ジーン・ハックマン死去（2月26日（遺体発見日）、95歳没。写真は2008年6月撮影）

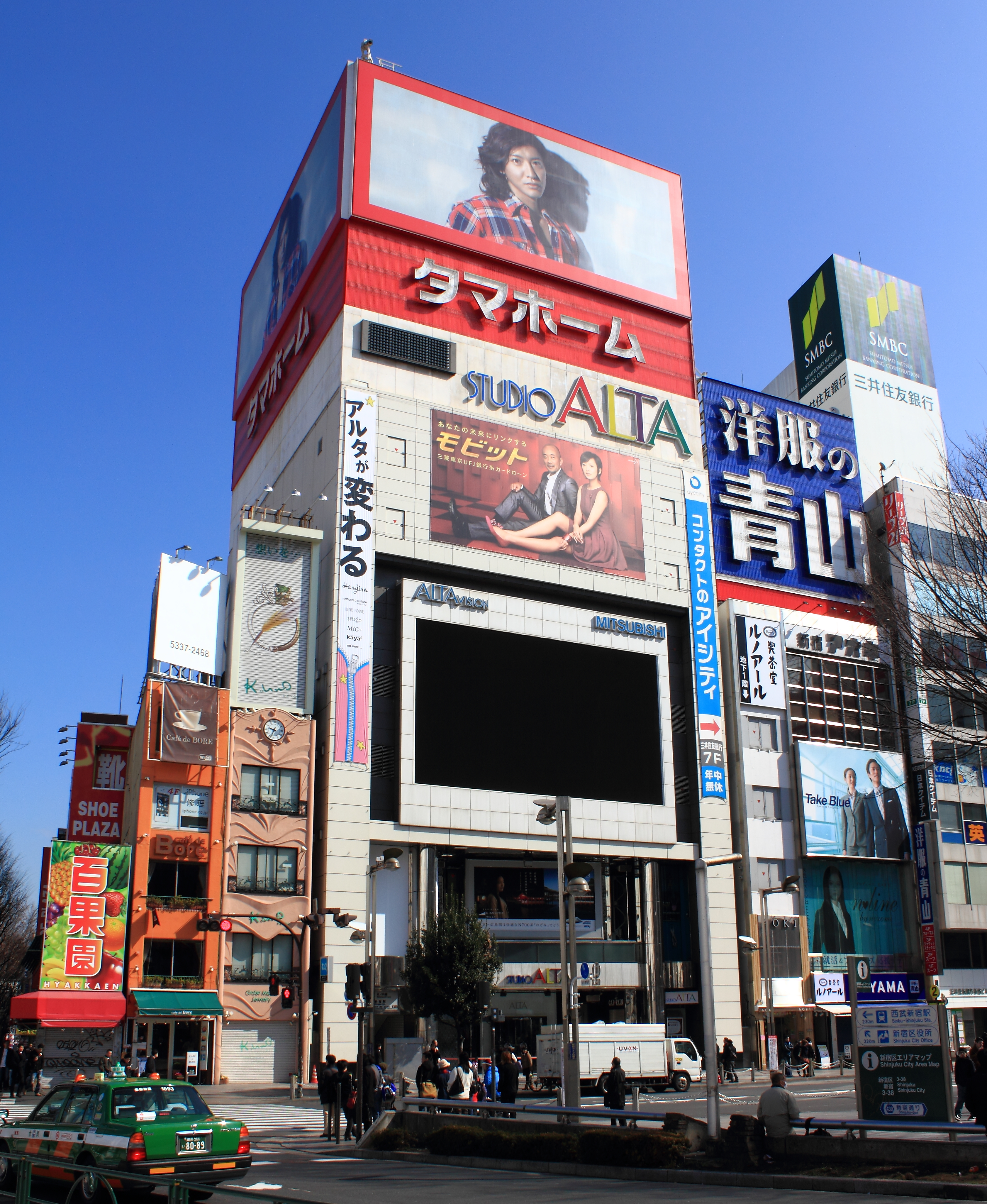
新宿アルタ閉館（2月28日。写真は2012年3月撮影）

  - 【経営問題・訴訟】NHKは日本IBMに対し、システム開発にかかる業務委託契約の解除に伴う既払の代金の返還および約55億円の損害賠償を求める民事訴訟をこの日付で東京地方裁判所に提起したと4日に発表した。受信料関係業務全般を支える営業基幹システムを刷新するため、2022年12月に日本IBMと新システムの開発に関する業務委託契約を締結したが、日本IBMから開発方式の見直しと納期の大幅な延伸が必要との申し入れがあった事から、2024年8月に契約解除するとともに代金の返還を求めたが、日本IBMから返還されないことから訴訟に踏み切った。朝日新聞の報道によれば、NHKは2024年度の中間財務諸表で33.4億円の特別損失を計上している事も明らかになっている[639][640]。この提訴を受けてIBM側は7日に声明を発表、既存システムを解析したところ、長年の利用の中で複雑に作り込まれた構造になっていることが判明、予定通りの納期までにリスクが伴い品質を確保した履行は困難であるとして、NHKに対し複数の代替策を提示したものの受け入れられず契約が解除され、IBM側が建設的な協議の開始についても幾度も申し入れたものの、NHKは協議に応じていないと反論している[641]。
  - 【不祥事・奈良県】奈良テレビ放送（TVN、独立局）の大阪支社長を務める51歳の男がこの日夕方、奈良県生駒市の近鉄生駒駅の上りエスカレーターで、乗っていた女性のスカートの下に手提げカバンを差し入れて盗撮していたとして、奈良県警生駒署に奈良県迷惑防止条例違反の現行犯で逮捕。調べに対し容疑を認め、「仕事の忙しさやイライラから解消したかった」と供述。社員の逮捕について同局は朝日新聞の取材に対し「事実なら大変遺憾。今後コンプライアンスを徹底すると共に被害者に対してお詫び申し上げる」とコメントした[642][643]。
  - 【訃報】立命館大学から1953年に日本プロ野球・大阪タイガース[注 159]に内野手として入団し、現役時代には今牛若丸と謳われた守備力を誇る名手として鳴らし、1969年に現役を引退した後は野球評論家を経て三度阪神タイガース監督を務め、特に1985年には球団初の日本シリーズ優勝を果たすなどの実績を示し、後にはフランスでの野球指導を行うなど野球の国際普及にも尽力、また関西テレビ（1970年 - 1974年及び1978年 - 1984年）と朝日放送（1999年以後）で専属野球解説者を務めた元プロ野球選手・指導者の吉田義男がこの日、脳梗塞のため兵庫県西宮市内の病院で死去（91歳没）[644]。
- 5日 - 【不祥事・倫理・活動進退】吉本興業はこの日、同社所属の一部タレントについて「コンプライアンス違反の疑いがあることが判明したため、現在、外部弁護士等を交え、事実関係を調査中」とし、当該タレントの活動自粛を発表した。同社の発表の時点で個人名は明かされなかったが、後に所属芸人の吉本大（ダイタク）、なかむら★しゅん（9番街レトロ）がオンラインカジノで賭博をした疑いで警視庁から任意の事情聴取を受けていることが判明した。警視庁は他にも同社所属のタレント複数人が関与している疑いがあるとみて、任意で調べを進めていたが[645][646]、4月3日に同事務所所属タレント6名が書類送検され[647]、5月22日に略式起訴された[648]。
- 6日 -【CM】回転寿司チェーン大手のスシローは、落語家の笑福亭鶴瓶を広告から削除していた問題について「ご心配をおかけし、心よりお詫び申し上げます」と、広告削除を巡る騒動を謝罪。同日より鶴瓶を起用した広告を順次再開すると表明[649]。
- 14日 - 【不祥事】吉本興業所属タレントのオンラインカジノ賭博疑惑について、警視庁保安課が新たに所属タレント10人弱から任意で事情を聞いていることが捜査関係者への取材でこの日判明。その中には『M-1グランプリ』優勝経験のある久保田かずのぶ（とろサーモン）と髙比良くるま（令和ロマン）が含まれていることも分かった。久保田は関与を否定、髙比良を含めた他のタレントは大筋で関与を認めている[650]。
- 15日
  - 【配信・健康問題・活動進退】テレビ朝日やBS10などがクラブオーナーとして参加しており、ABEMAの麻雀チャンネルで連日試合が生中継されている『Mリーグ2024-25』（リーグスポンサー：大和証券グループ、朝日新聞社）について、リポーターを務めていた伊藤友里（フリーアナウンサー）が体調不良のため降板することを自身のInstagramで発表した。伊藤を巡っては、1月24日にKADOKAWAサクラナイツに所属する岡田紗佳（モデル、プロ雀士）が、所属チームのYouTube生配信内で伊藤へ不適切な発言を行ったことを発端にSNS上で騒動が起き、岡田や所属チームが謝罪する事案があった。その一方で伊藤は1月31日より本来担当予定だった日のリポーターを休演しており「体調の回復の見通しがたたない」ことから降板に至った[651]。
  - 【不祥事】お笑いコンビの令和ロマンがこの日YouTubeの動画を公開し、髙比良くるまが14日に報じられていたオンラインカジノ賭博について事実と認め謝罪。「2019年末から2020年末までオンラインカジノをしており、違法ではないという認識だった」と明かしている[652]。
- 17日
  - 【活動進退・健康問題】テレビ東京系『じっくり聞いタロウ〜スター近況（秘）報告〜』や毎日放送『痛快!明石家電視台』などに出演しているお笑いコンビ「次長課長」の河本準一がこの日更新した自身のX（旧Twitter）アカウントにおいて、「昨年から体調不良に悩まされ、仕事にも支障を来すようになったため、専門の医者との相談の結果、明日18日からしばらくの間休養する」と報告[653]。その後6月1日に再びXアカウントでパニック障害とうつ病を患っていたことを告白[654]。同月28日にラジオの生放送番組で仕事復帰を果たし[655]、テレビ番組では8月2日放送の『明石家電視台』で復帰した[656]。
  - 【訃報】20歳の頃に木下蓮三（1997年没）が設立したプッペプロダクションでアニメーターとしてのキャリアを開始、虫プロダクションを経てフリーランスとなり、NHK『おかあさんといっしょ』内のミニアニメや『みんなのうた』の「コンピュータおばあちゃん」などのアニメを手掛けたほか、ヤマトホールディングス・ヤマト運輸のイメージキャラクター「クロネコ・シロネコ」の初代キャラクターデザインも手掛けたことで知られる、映像作家・アニメーターの堀口忠彦がこの日、病気のため札幌市内の病院で死去（81歳没）。訃報は5月27日に堀口のXにて関係者より発表された[657]。
- 19日 - 【活動進退】この日、吉本興業所属タレントの活動進退に関する発表が相次いだ。
  - 【健康問題】2023年に『キングオブコント』で優勝したお笑いコンビ「サルゴリラ」の児玉智洋は、喉のポリープの手術のためこの日より休養することを発表した[658]。
  - 【不祥事】過去にオンラインカジノを利用していたことを認め謝罪していた、お笑いコンビ「令和ロマン」の髙比良くるまは、「今回の件を真摯に受け止め、自らを律する機会とする」としてこの日より芸能活動を自粛することを発表した。なお相方の松井ケムリは芸能活動を継続する[659][660]。
- 21日 - 【訃報】海上自衛官を経て1972年に九代目桂文治（1978年没）に入門、「桂文太」の名で初高座を踏み、二ツ目に昇進した後に師匠・九代目文治の死去を受けて三代目古今亭志ん朝門下に移籍して「古今亭朝次」と名を改め、1980年に死去した四代目三遊亭小圓遊の後任として日本テレビ系『笑点』の大喜利メンバーとして登場、その間の1983年に真打に昇進したことにより現在の高座名を襲名し、1988年3月まで同番組に出演、その後も精力的な活動を続けた落語家の七代目桂才賀（本名：谷富夫）がこの日、虚血性心疾患のため死去（74歳没）。訃報は22日に落語協会より発表された[661]。
- 24日
  - 【情報・謝罪】TBS系早朝枠の情報番組『THE TIME,』で、メインキャスターの安住紳一郎（TBSテレビアナウンサー）が「今朝の新聞のテレビ欄について、番組側の手違いによって誤って3日に放送した内容を通信社に送信してしまい、それがそのまま掲載されてしまった」として視聴者及び取材先に対して「大変ご迷惑をお掛けして申し訳ありませんでした」と謝罪した[662]。
  - いずれも【訃報】
    - 1972年にクリント・イーストウッド監督の映画『恐怖のメロディ』の挿入歌として使用された『愛は面影の中に』、また翌1973年にリリースした『やさしく歌って』（原題：Killing Me Softly with His Song）で2年連続でグラミー賞を受賞し、日本でも『やさしく歌って』がネッスル日本（現・ネスレ日本）のインスタントコーヒー「ネスカフェ」のCMソングに起用され大ヒットした米国人歌手のロバータ・フラックがこの日、ニューヨークへの病院搬送中に心不全のため死去（88歳没）。訃報はフラックの広報関係者によって明らかにされた[663][664]。
    - 2000年に3人組女性ボーカルユニット「Angelique」（アンジェリーク）のメンバーとしてデビュー。ユニット解散後にソロタレントでの活動を始め、日本テレビ系『ズームイン!!SUPER』『ズームイン!!サタデー』でそれぞれリポーターとしてレギュラー出演、またBS朝日で『シンデレラ・ビューティー』の司会を安めぐみと共に務めるなどの活動を展開したタレントの岸本梓がこの日、癌のため死去（39歳没）。訃報は3月7日に所属のオスカープロモーションより公表された[665][666]。
- 26日
  - 【謝罪】
    - 【バラエティ・表現】この日放送されたフジテレビ系『ぽかぽか』で、ゲストの寺島進（俳優）とのトークコーナーの中で、「言葉を滑らかに言えない表現」として不適切な表現があったとして、番組内で進行の男性アナウンサー（当時）が謝罪した[667]。
    - 【配信・倫理】ABEMA・麻雀チャンネルで放送の『Mリーグ2024-25』関連で、1月24日にKADOKAWAサクラナイツに所属する岡田紗佳が、所属チームのYouTube生配信内で伊藤友里へ行った不適切発言を巡る騒動（前述）に関し、チームのオーナー企業であるKADOKAWA、および所属チーム監督の森井巧（同社Mリーグ運営室室長）の連名で監督不行届きについての謝罪および経過報告を所属チームの公式サイトに発表。この件について「事案発生直後から現在に至るまで状況の共有を行い、解決に向けて協議を重ねております。また、（伊藤の所属事務所である）セント・フォース様との協議の中で本件についての謝罪文を提出し、受領頂いております」と説明している[668]。セント・フォースも同日、所属タレントに対しインターネット上での誹謗中傷や虚偽の情報の拡散を確認しているとして「タレントの安全と尊厳を守るため、悪質な誹謗中傷・デマの拡散について、法的措置を含めた厳正な対応を進めてまいります」などの声明を公式サイト上で発表した[669]。岡田は3月25日に今季初勝利を果たしている[670]。

  - 【訃報】1971年公開の『フレンチ・コネクション』、1992年公開の『許されざる者』などに出演したことで知られ、また日本でも1988年に放送されたキリンビール「キリンドライ」のテレビCMに出演した経歴を持つ俳優のジーン・ハックマンがこの日午後、米国ニューメキシコ州サンタフェの自宅で夫人と共に遺体で発見された（95歳没）。当初地元保安当局は事件性はないとしていたが[671][672]、その後3月7日に夫人が先に呼吸器疾患で死亡し、ハックマン自身も重度の心臓病を患い、さらに重度のアルツハイマー病の兆候があったため最低でも1週間、夫人の死亡に気づいていなかった可能性があるとした[673]。
- 27日
  - 【健康問題・活動進退】お笑いコンビ「ナイツ」の塙宣之が25日の夜に山梨県富士吉田市内で顔面を骨折する怪我を負ったため休養することが、この日所属事務所のマセキ芸能社より発表された[674]。3月10日より復帰した[675][676]。
  - 【事業・BS】松竹がこの日、グループとして映像関連事業のBS放送事業から撤退することを発表。これにより持分法適用関連会社のBS松竹東急で今後発生する撤退費用などを、同局の筆頭株主である松竹ブロードキャスティングの完全親会社である松竹が適切な範囲で負担することを決定した[677]。
  - 【不祥事・鹿児島県】この日の23時頃、鹿児島市の市道で、南日本放送（MBC、TBS系）の元アナウンサーで現在はフリーで活動している柳佐知が運転する乗用車がトラックと正面衝突する事故を起こし、駆けつけた警察官が調べたところ、柳から基準値を超えるアルコールが検出されたことから、酒気帯び運転の疑いで現行犯逮捕された[678][679]。
  - 【訃報】明治大学卒業後に舞台俳優を志しつつ、料理店の店員を経て料理研究家となり、NHK『きょうの料理』『ひとりでできるもん!どこでもクッキング』、中部日本放送（CBCテレビ）『キユーピー3分クッキング[注 160]』などの料理番組に講師として出演、また自身が代表理事となり社団法人「チームむかご」を立ち上げて農業支援活動なども幅広く行っていた料理研究家の枝元なほみ（本名：東菜穂美＝あずま・なほみ）がこの日、間質性肺炎のため東京都内の病院で死去（69歳没）。訃報は「チームむかご」より3月12日に公表された。枝元は2019年に間質性肺炎に罹患し入退院を繰り返しながら活動していたが、2023年に新型コロナウイルスに感染し病状が悪化するなどして療養中だったという[680][681][682]。
- 28日
  - 【BS・4K放送・放送終了】WOWOWの4Kチャンネル「WOWOW 4K」が、この日の24時（3月1日0時）をもって放送終了。終了は前年9月27日に行われた取締役会で決定したもので、理由として「継続可能性について慎重に検討したが、中長期的な経営資源の選択と集中を鑑みて終了を決定した」としている[683]。
  - 【活動進退】
    - 【キー局】TBSテレビアナウンサーの加藤シルビア（2008年入社）が、この日付で16年11か月在職した同局を退職。2024年12月27日、この日が最後の出演となった『Nスタ』で報告し、併せて本年春に第4子を出産予定であることも公表した[684][685]。
    - 【静岡県】静岡放送（SBS、TBS系）アナウンサーの近江由佳（2022年入社）がこの日付で2年11か月在職した同局を退職。この日の同局ラジオ『IPPO』の放送中に発表され、同番組の公式Xで近江本人からのメッセージも伝えられた[686]。
    - お笑い芸人のなべやかんがこの日付で所属事務所の「FIRST AGENT」（旧生島企画室）を退所。退所理由については旧生島企画室の設立者・生島ヒロシに報じられたハラスメントの件とは無関係で「今後の活動に向けて辞めることを決めていた」としている。3月以降は自身が設立し、以前に所属していた芸能事務所「ゴッデス・エンターテインメント」に復帰して活動する[687]。
    - 【不祥事】吉本興業所属タレントによるオンラインカジノ賭博疑惑に関連し、この日よりお笑いコンビ「ダンビラムーチョ」の大原優一が活動自粛に入ることが明らかになった（判明の経緯については「テレビ番組関係の出来事」の同月項を参照）[100]。

  - 【営業終了・東京都】1980年に新宿駅東口に開業、商業施設のほか7階ではテレビスタジオ「スタジオアルタ」を2016年3月まで運営、フジテレビ系『笑ってる場合ですよ!』（1980年10月 - 1982年10月）『笑っていいとも!』（1982年10月 - 2014年3月）『ライオンのいただきます』シリーズ（1984年10月 - 1990年12月）などの生放送番組を始めとするテレビ番組が制作されたことで知られたほか、壁面の大型街頭ビジョン「アルタビジョン」でも知られ、待ち合わせスポットとしても使われていた東京都新宿区のファッションビル、新宿アルタがこの日をもって営業を終了[688]。
  - 【訃報】聖心女子大学在学中の1951年に同人誌にて小説『裾野』を発表して作家となり、大学時代から知己を得ていた詩人の阪田寛夫（2005年没）の伝手で朝日放送の番組にコント脚本を投稿するなどした後に本格的に小説家として活動を始め、『誰のために愛するか』や『二十一歲の父』をはじめとする自身の小説や随筆作品が数多くテレビドラマや映画化されたことでも知られ、1995年に「第46回NHK放送文化賞」を受賞、また1968年の『第19回NHK紅白歌合戦』では審査員として出演、他にも日本財団会長などの役職を担うなど幅広く活動を展開した小説家の曽野綾子（本名：三浦知壽子）がこの日、老衰のため東京都内の病院で死去（93歳没）[689]。訃報は3月4日に明らかにされた。

### 3月

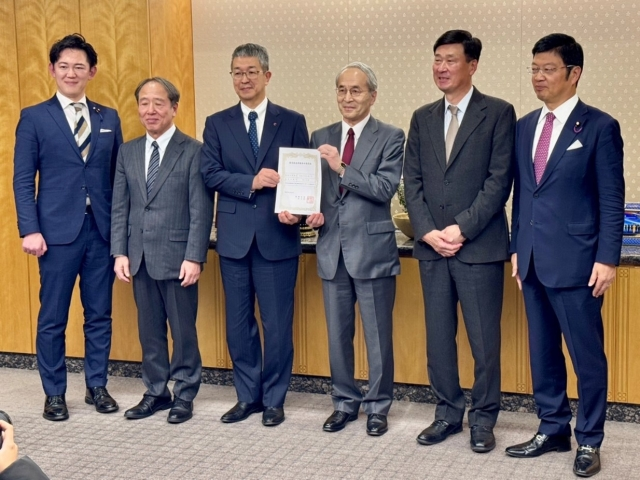
「読売中京FSホールディングス」認定証交付式の様子（2025年3月11日）

- 1日 - 23日 - 【イベント・東京都】NHKは放送開始100周年記念イベントとしてこの期間、本年で3回目となる『超体験NHKフェス2025』を開催。今回のイベントではNHK放送センターのある東京都渋谷近辺（渋谷キャスト スペース・ガーデン、渋谷区立宮下公園、NHKホールなど）を会場に、同局のテレビ・ラジオ各番組に関係する各種イベントなどを企画し、実施した[724]。
- 1日 - 31日 - 【キャンペーン】NHKと在京民放キー局5社及びTOKYO MXの各社は、8日の「国際女性デー」に合わせ、この1か月間に於いて『#これが私だから』と題するキャンペーンを展開。本キャンペーンでは女性の生き方や心と体に関する様々な課題とその解決への手掛かりを幅広く発信して行くことを狙いとする。またキャンペーン参加各局の女性アナウンサー[注 163]によるスペシャルコラボ座談会『カラダとココロ 幸せですか?』を開催し、各局の放送にて紹介した[725]。
- 1日 - 【訃報】1967年に立教大学卒業後、文化放送にアナウンサーとして入社、文化放送時代はプロ野球中継や深夜番組『セイ!ヤング』の初代パーソナリティを務めた後、1979年に営業部への人事異動を機に同局を退職してフリーとなり、フリー転向後はフジテレビ系『プロ野球ニュース』キャスターや日本テレビ系『午後は○○おもいッきりテレビ』『秘密のケンミンSHOW』（読売テレビ制作）、TBS系『どうぶつ奇想天外!』『学校へ行こう!』、テレビ東京系『愛の貧乏脱出大作戦』、フジテレビ系『クイズ$ミリオネア』、『第56回NHK紅白歌合戦』（2005年）などで司会を担当、またTBS系『みのもんたの朝ズバッ!』『みのもんたのサタデーずばッと』のメインキャスターなどを務めるなど数々の番組に携わったほか、フジテレビ系『プロ野球珍プレー・好プレー大賞』での軽妙洒脱なナレーションでもお茶の間に親しまれ、2006年には「1週間で最も多く生番組に出演する司会者」としてギネス世界記録に認定された[726]フリーアナウンサーのみのもんた（本名：御法川法男＝みのりかわ・のりお）がこの日未明死去（80歳没）[727]。関係者によれば1月中旬に東京都内の焼肉店で食事中に肉を喉に詰まらせ、心肺停止状態に陥り入院治療を受けていたという[727][728]。訃報は同日に自身が会長を務めていた水道メーター製造メーカーのニッコクの公式サイトで公表された[729]。
- 3日
  - 【賞】NHKが令和6年度『第76回NHK放送文化賞』受賞者を発表。本年度の受賞者は中島みゆき（歌手）、片岡仁左衛門（歌舞伎役者）、野村万作（狂言師）、井上由美子（脚本家）ら10名[730][731]。
  - 【経営問題・近畿広域圏】読売テレビは、この日開催された臨時の取締役会において、通販子会社のセンテンスを9月末をもって解散ならびに清算することを決議したことを明らかにした。理由として「コロナ禍以降の経済状況や市場環境の変化により業績低迷に見舞われて以降、さまざまな業績改善の努力を続けてまいりましたが、想定した規模の売上利益の確保が難しく、解散及び清算の判断に至りました」と説明している。これに先立ち、同局で放送されてきた通販番組「B-tops」は6月末をもって放送を終了する[732][733]。
- 7日 -【放送持株会社】総務省の諮問機関である電波監理審議会は、日本テレビ系列局4社（札幌テレビ・読売テレビ・中京テレビ・福岡放送）からなる放送持株会社『読売中京FSホールディングス』の設立を認める答申を出した[734][735]。
- 10日 - 【健康問題】お笑いコンビ「ダウンタウン」の浜田雅功が体調不良で当面の間休養することが、この日所属事務所の吉本興業から発表された。同社からの発表文や妻の小川菜摘（女優）のブログによれば、昨年末から不調を訴え、診断の結果医師から静養することが望ましいと助言を受け、体調を万全にするためにも休養に入ることになったという。なお関係者によれば休養は重病や一部の吉本芸人によるオンラインカジノ問題によるものではないとした。これにより相方で前年より無期限活動休止中の松本人志と共にダウンタウンがメディアから不在となる[736][737][738]。その後、5月2日に活動再開を発表した[739]。
- 11日
  - 【放送持株会社】総務省が日本テレビ系列局4社（札幌テレビ、中京テレビ、読売テレビ、福岡放送）を傘下とする放送持株会社『読売中京FSホールディングス』の設立を認定。傘下となる4社に対し、認定証を交付[740]。併せて4社は「読売中京FSホールディングス」のロゴを発表。4社のイメージカラー（レッド（STV・FBS）・ピンク（CTV）・イエロー（ytv））のリボンで、日本列島を表現したデザインとなっている[741]。
  - 【イベント・東京都】関西テレビのバラエティ番組『千原ジュニアの座王』[注 164]のイベントが日本武道館（東京都千代田区）で開催された[742][743]。
  - 【訃報】少女時代にはフィギュアスケートを習いながら児童劇団に入り、子役として梅田コマ劇場（現・梅田芸術劇場）の舞台を踏んだ後、14歳でいずみたく（1992年没）に弟子入り、本名の石田良子名義で歌手活動を行った後に1964年に現在の芸名に改名して女優として活動する傍ら、日本ビクターから歌手として「ネエ、聞いてよママ」」で本格的にデビュー。1968年に日本コロムビアへ移籍して発売した「ブルー・ライト・ヨコハマ」が大ヒットし、1969年の『第20回NHK紅白歌合戦』に初出場。紅白には通算10回出場の記録を持ち、1960年代後半から1970年代にかけて「今日からあなたと」「あなたならどうする」など数々のヒット曲を発表。また1980年代からは女優業を中心に精力的な活動を展開。実生活では俳優・歌手の萩原健一（2019年没）の元妻でもあったいしだあゆみ（本名：石田良子＝いしだ・よしこ）がこの日早朝、甲状腺機能低下症のため東京都内の病院で死去（76歳没）。訃報は3月17日に所属事業所のイザワオフィスより公表された[744][745]。
- 12日
  - 【活動進退・キー局】TBSテレビアナウンサーの宇内梨沙（2015年入社、ライブエンタテインメント局→新規IP開発部のeスポーツ研究所所員を2020年より兼務）がこの日付で約10年在職した同局を退職。2024年12月4日に自身のInstagramおよびTBSラジオ『アフター6ジャンクション2』内で発表しており、TBSアナウンサーとしての活動は2024年内で終了した[746]。本年1月11日に公開されたYouTubeチャンネル『GAME × GAME powered by TBS【ガメガメ。】』の動画では退職時期について触れた上で、今後の進路は未定としていたものの「労働は何かしらのところでしていきたい」と語っていた[747]。退職日のこの日自身のSNSを更新し、退職を正式に報告[748]。翌13日、芸能事務所には所属せず個人として活動、ゲーム実況についても今後行っていくことを発表した[749]。
  - 【訃報】俳優座養成所を経て劇団民藝に入団し、1960年に師匠の宇野重吉（1988年没）演出の『檻』で初舞台を踏んだ後は舞台演劇や映画、テレビドラマなどに俳優として数多く出演。また声優として『恋人たち』[注 165]（1970年、東京12チャンネル）、『フォレスト・ガンプ/一期一会』[注 166]（1998年、日本テレビ）などの外国映画作品の日本でのテレビ放送に際して吹き替えを担当するなど広く活動した俳優・声優の稲垣隆史がこの日、肺炎のため東京都町田市内の病院で死去（87歳没）[750]。
- 18日
  - 【ドキュメンタリー・BPO】BPOの放送人権委員会は、2023年5月28日放送のテレビ東京系『激録・警察密着24時!!』での吾峠呼世晴原作の人気漫画『鬼滅の刃』に関わる不正競争防止法違反事件を取り上げた内容について、「事件関係者への配慮を欠き、過度に社会的制裁を与えるものである」として放送倫理上の問題があるとの見解を発表。同番組を巡ってはBPOの放送倫理検証委員会も1月17日に「放送倫理違反があったと判断した」との検証結果を発表している[751][752]。→当節の1月17日の項も参照
  - 【訃報】東放学園放送学部声優学科卒業後にテアトル・エコー養成所で修行し、1980年頃に外国アニメ『ムクムクおやじとゴーゴー娘』の吹き替えでデビュー、その後はアメリカ合衆国のテレビドラマ『白バイ野郎ジョン&パンチ』（日本語版、日本ではTBS系にて放送）、テレビアニメではテレビ朝日系『機動戦士ガンダム』（名古屋テレビ・日本サンライズ制作、1979年 - 1980年）や『夢戦士ウイングマン』（東映動画（現・東映アニメーション）制作、1984年 - 1985年）、フジテレビ系『Dr.スランプ アラレちゃん』（同、1981年 - 1986年）、テレビ東京系『ミスター味っ子』（サンライズ制作、1987年 - 1989年）、『装甲騎兵ボトムズ』（日本サンライズ制作、1983年 - 1984年）などの作品で声優として出演し、また日本テレビ系『世界まる見え!テレビ特捜部』ではナレーションを担当するなど幅広く活動した声優の川浪葉子がこの日、腹膜播腫のため死去（67歳没）。訃報は27日に所属の青二プロダクションより公表された[753][754]。
- 19日 - 【不祥事・キー局】テレビ朝日はこの日、制作担当エグゼクティブディレクターの社員について『2019年から2025年1月まで個人的会食費約517万円を社内経費扱いにして不適切な経理処理を行っていたこと』及び『担当番組のスタッフなどにパワーハラスメントと疑われる言動を行っていたこと』などを確認したとして当該社員に対して役職からの降格、同社コンテンツ編成局長を減給とする処分を行ったこと、これを受けて同社常務取締役で編成担当役員の西新（にし・あらた）が役員報酬の10%を3か月分自主返納する措置を執ったことをそれぞれ発表した[144]。
- 24日 - 【訃報】中央大学商学部からライターを経てアニメーションスタッフルームに入社し、アニメーターとして活動。特に粘土を用いた個性的アニメーションの制作で知られ、フジテレビ系のバラエティ番組『とんねるずのみなさんのおかげです』のオープニングアニメーション「ガラガラヘビがやってくる」（1991年8月 - 1992年9月に使用）や、NHK『みんなのうた』にて「サボテンがにくい」（1988年、歌唱：山田邦子）のアニメーションなど数々の作品を手掛けたことで知られたアニメーターで東京造形大学名誉教授の森まさあきがこの日死去（69歳没）。訃報は27日に東京造形大学より公表された[755]。
- 25日
  - 【地方自治体・三重県】三重県松阪市長の竹上真人はこの日の定例記者会見で、「松阪市ブランド大使」を委嘱していた田村真子（TBSテレビアナウンサー）ら2名がこの月末をもって委嘱を辞退することを発表。田村は1月29日にブランド大使に就任したが、TBSテレビで4月から担当番組が増えることに伴う業務多忙を理由に辞退するとしている[756]。
  - 【訃報】早稲田大学競走部の選手として「第27回箱根駅伝」（1950年）の2区[注 167]に出走、大学卒業後に松竹に入社し、大島渚（2013年没）、吉田喜重（2022年没）と共に“松竹ヌーヴェルバーグ”の旗手として『乾いた花』などの作品を発表、1966年に松竹から離れて独立プロダクションを旗揚げしてからも数々の作品を発表。テレビの世界ではTBS系の情報番組『日本が知りたい』（1987年）で司会を務めたほか、塩野義製薬「シオノギS胃腸薬」やキクチメガネなどのテレビCMにも出演。実生活では女優の岩下志麻とのおしどり夫婦としても知られた映画監督の篠田正浩がこの日早朝、肺炎のため東京都内の病院で死去（94歳没）。訃報は27日に篠田が代表を務めていた映画制作会社「表現社」から発表された[757][758]。
- 26日 - 【不祥事・鳥取県】日本海テレビ（NKT、日本テレビ系、本社：鳥取市）に勤務し、同社経営戦略局長を務めていた男（懲戒解雇処分済み）が、2023年11月に発覚した『24時間テレビ』の寄付金264万円や売上金など総額1,118万円を着服した事件について、捜査を行っていた鳥取地検はこの日、元局長の男を業務上横領罪容疑で鳥取地裁に在宅起訴する手続きを執り行った[759]。→2023年のテレビ_(日本)／その他テレビに関する話題の11月の項も参照
- 27日 - 【不祥事・BPO・キー局】日本テレビが3月24日に放送した同局のバラエティ番組『月曜から夜ふかし』にて、街頭インタビューを受けた中国人女性が「（母国の中華人民共和国では）カラスを食す」などと実際に言っていないにも関わらず、制作スタッフが「カラスを食している」などと意図的にコメントを捏造して放送したことが判明。これを受けて同局はこの日、番組公式サイトで詳細を報告の上で謝罪を行い、「制作プロセスを徹底的に見直し、再発防止に努める」と表明した[760]。その後、3月31日に開いた同局社長の福田博之の定例会見にて福田が本件について「演出の範囲を越えており、あってはならないこと」として改めて謝罪すると共に、同番組での街頭インタビューコーナーを当面中止として再発防止策を講じることとし、過去にさかのぼって不適切な編集の有無についても検証することを明らかにした[761]。その後、BPOの放送倫理検証委員会は4月11日、「放送倫理違反の疑いがある」として同番組を審議入りしたことを明らかにした[762]。
- 28日
  - 【経営・活動進退】フリーアナウンサーの田口尚平（元テレビ東京アナウンサー）が代表取締役を務める株式会社「Gamchew（ガムチュー）」はこの日、宇内梨沙（元TBSテレビアナウンサー）、永尾亜子（元フジテレビアナウンサー）、原口大輝（フリーアナウンサー、元静岡放送アナウンサー）ら9名が新メンバーとして加入することを発表。同社は「新たな仲間を迎えることで、より多くの領域にて活動を行っていく」としている[763]。なお、同社は専属所属ではなく業務提携という形をとっており、新メンバーの宇内は「個人で進めたい活動なども並行して取り組みながら、ポップカルチャーの領域で自分にできることに努めていく」としている[764]。
  - 【訃報】旧制中学校を卒業後、実兄の西部清（後の芦屋雁之助、2004年没）と漫才コンビ「若松ただし・きよし」を結成して芸能界入り。その後漫才師の芦乃家雁玉に兄弟揃って弟子入りし、「芦乃家雁之助・小雁」の芸名を授かるが兄の発案により「芦屋雁之助・小雁」とコンビ名を改めて活動を始め、毎日放送（MBS）の公開コメディドラマ番組『番頭はんと丁稚どん』（1959年 - 1961年）などに出演、劇作家の花登筺（1983年没）が結成した劇団「笑いの王国」に大村崑や雁之助らと共に参加して本格的に喜劇役者への道を歩み、舞台演劇を中心に活動。また2006年から4年間放送されたKBS京都・関西テレビ☆京都チャンネル・BS11デジタル共同製作の教養番組『京のいっぴん物語』ではナレーションを担当した喜劇役者の芦屋小雁（本名：西部秀郎＝にしべ・ひでお）がこの日の朝、老衰のため京都府京都市内の自宅で死去（91歳没）。訃報は30日に所属事務所から発表された[765][766]。
- 29日 - いずれも【結婚】
  - 【キー局】テレビ朝日アナウンサーの山崎弘喜（2015年入社）が一般女性と結婚したことがこの日判明[767]。
  - 【福岡県】テレビ西日本（TNC、フジテレビ系）アナウンサーの浜﨑日香里（2017年入社）はこの日、自身のInstagramを更新して『ある男性と結婚した』ことを公表した[768]。
- 31日
  - 【経営問題】東北新社傘下の映像制作会社オムニバス・ジャパンが、この日をもってポストプロダクション事業から撤退する。あわせて声優・俳優の野沢那智（2010年没）が2003年に創設し、2012年12月より同社傘下にあった声優事務所のオフィスPACも同日付で事業終了し解散、今後清算に入る。東北新社グループの構造改革による事業の見直しに伴うもので、オムニバス社は今後CGやVFXを中心としたデジタル映像制作事業に特化する[769][770]。
  - 【活動進退】
    - NHKアナウンサーの豊原謙二郎（1998年入職、退職時点で名古屋放送局所属で27年在職）と中川安奈（2016年入職、9年在職）が共にこの日付で同局を退職[771][772]。中川は4月よりホリプロのスポーツ文化事業部に所属し、アナウンサーの枠にとらわれず幅広く活動することになっている[773]。
    - 【キー局】フジテレビアナウンサーの西岡孝洋（1998年入社、27年在職）、椿原慶子（2008年入社、17年在職）、永島優美（2014年入社、11年在職）がこの日付で同局を退職[774][775]。また退職後について西岡は「法律や不動産などビジネスの世界で活動していく」とし、「オファーがあればアナウンサーとしての仕事も行いたい」との意向を持っていることも明らかにし、椿原は「家族を大切にしつつ、自分のペースで人生を歩みたい」、永島は「スポーツに関する仕事や、フルーツの魅力を伝える仕事に携わりたい」との意向をそれぞれ示している[775]。なお、3人とも退職に踏み切った背景については一連のフジテレビ問題と無関係であるという。
    - 【近畿広域圏】
      - 毎日放送（MBS、TBS系）アナウンサーで同局総合編成局アナウンス担当局長の馬野雅行[注 168]（1989年入社）がこの日付で36年間在職した同局を退職。4月以後はフリーアナウンサーに転身し、東京に拠点を移してニッポン放送の野球中継『ショウアップナイター』実況陣に加入する[776]。
      - 読売テレビ（ytv、日本テレビ系）プロデューサーの西田二郎がこの日付で35年間在職した同局を退職。なお、西田は5月1日付でIT企業「エビリー」の顧問に就任した[777]。

    - 【福島県】福島中央テレビ（中テレ、日本テレビ系）アナウンサーの直川貴博（のうがわ・たかひろ、2017年入社）は、この日付で8年間在職した同局を退職。4月からはセント・フォース所属のフリーアナウンサーとして活動する[778]。
    - 【新潟県】新潟放送（BSN、TBS系）アナウンサーの行貝寧々（なめがい・ねね、2019年入社）がこの日付で6年在職した同局を退職。7日のラジオ番組放送内及び自身のInstagramアカウントで公表した[779]。
    - 【石川県】北陸放送（MRO、TBS系）アナウンサーの兵藤遥陽（ひょうどう・はるひ、2020年入社）は、この日付で5年間在職した同局を退職。なお、兵藤は退職後も石川県を拠点にしてフリーアナウンサーとして活動する意向を示している[160]。
    - 【福井県】福井放送（FBC、日本テレビ系）アナウンサーの山﨑航（やまざき・わたる、2020年入社）が、この日付で5年間在職した同局を退職[780]。なお山﨑は4月1日付で長野県をエリアとする信越放送（SBC、TBS系）にアナウンサーとして移籍した[781]。
    - 【広島県】中国放送（RCC、TBS系）アナウンサーの小宅世人（おやけ・さんと、2021年入社）が、この日付で4年間在職した同局を退職。27日にRCCラジオ『夕暮れ全力タイムズ ラジオポストマン!』で自ら発表したもので、4月からは文化放送の正社員のアナウンサーとして活動する[782]。
    - 【福岡県】九州朝日放送（KBC、テレビ朝日系）エグゼクティブアナウンサーの沢田幸二（1980年入社）は、この日付で45年在職した同局を退職。2月23日に開催したKBCラジオ『PAO〜N』の番組イベントで自ら発表したもので、4月以降も同番組のメインパーソナリティを続けるなど、同局専属タレントとして活動を続ける[783]。

  - 【不祥事・沖縄県】琉球放送（RBC、TBS系）の元アナウンサーの女（2023年入社）が、在職中の2024年1月に那覇市内の路上で同僚の女性に睡眠薬などを混ぜた飲み物を飲ませ、急性薬物中毒にさせたとして、沖縄県警は本年3月に元アナウンサーを傷害容疑で逮捕・送検し、この日那覇地検が起訴した。4月8日に起訴事実が判明するとともに、琉球放送は同日この件に対して謝罪し、「従業員・関係者の安全とコンプライアンスの徹底を最優先とした取り組みを進める」と表明している。なお、元アナウンサーは事件後の本年1月に退職している[784][785]。

### 4月
- 1日

読売中京FSホールディングスのロゴ（2025年4月1日設立）

  - 【経営・人事・放送持株会社・北海道・中京広域圏・近畿広域圏・福岡県】日本テレビ系列の基幹局である札幌テレビ放送（STV）・中京テレビ放送（CTV）・讀賣テレビ放送（ytv）・福岡放送（FBS）の4局が、新たに認定放送持株会社「読売中京FSホールディングス」（FYCSHD）をこの日付で設立し経営統合を実施。2024年11月29日に発表されたもので、4局が共同株式移転方式で設立、代表取締役会長に中京テレビ会長の丸山公夫、代表取締役社長に日本テレビホールディングス（日テレHD）副会長の石澤顕がそれぞれ就任、日テレHDの持分法適用会社になる[801]。
  - 【社名変更・近畿広域圏】読売テレビは、この日、これまで使用してきた正式社名である『讀賣テレビ放送株式会社』から、『読売テレビ放送株式会社』に変更した。これは、一般的に親しまれている略称である『読売テレビ』と統一させるためのもので、すでに、2024年12月24日に開催された臨時株主総会で承認されている[802][803]。
  - 【BS・4K放送・チャンネル再編】BS4Kの通信販売チャンネル「ショップチャンネル4K」「4K QVC」の2チャンネルが、前月末までのBS左旋帯域から同右旋帯域に移動して放送を開始。これにより、左旋帯域でのBS4K放送は消滅する[804]。
  - 【放送終了・中継局・京都府】この日の12時をもって、京都府京田辺市にあるテレビ中継局「田辺大住ミニサテライト中継局」での民間放送5社（毎日放送・朝日放送テレビ・関西テレビ・読売テレビ・KBS京都）の送信を終了。NHK（総合・Eテレ）については引き続き送信される[805][806]。
  - 【活動進退・人事異動・キー局】テレビ東京報道キャスター（元アナウンサー）の片渕茜（2016年入社）は、この日付で同局ニューヨーク支局（アメリカ合衆国）駐在特派員として異動した[807]。
- 3日 - 【不祥事・熊本県】NHKはこの日、熊本放送局在勤の30代の報道記者の男が『家庭における単身赴任状態が解消されているにも関わらず、家族在住の家へ帰宅した際に支給される手当金を不正に4回申請し、受給していたばかりか、適正な手続きを経ずに2024年12月までに単身赴任手当金を不正受給していた』などとして、この報道記者の男に対して不正受給した金額（188万8,300円）を全額弁済返還させた上、4月10日付にて諭旨免職処分とすることを発表した[808][809]。
- 8日 - 【訃報・近畿広域圏】1997年に吉本興業から芸人としてデビューし、主に吉本新喜劇の役者として舞台を中心に活動。テレビでは毎日放送の『よしもと新喜劇』に度々準レギュラーで出演した経歴を持つお笑い芸人・喜劇役者の山田亮がこの日、うっ血性心不全のため死去（51歳没）[810][811]。訃報は10日に明らかにされた。
- 9日 - 【キー局】フジテレビはこの日、一連の中居正広問題とは別の2件の問題事案について謝罪・説明を行った。
  - 【不祥事・謝罪】本年3月に終了した深夜番組『オールナイトフジコ』において、2023年夏頃に番組出演者で「フジコーズ」の当時未成年のメンバー1人が飲酒していた事実を認め謝罪した。当該メンバーについては深く反省していることから、厳重注意ならびに6か月間の謹慎処分となっている[812]。
  - 【コンプライアンス】同局系『Live News イット!』のキャスターを務める青井実（フリーアナウンサー、元NHKアナウンサー）について、本年2月から弁護士を交え社内で慎重かつ適切に調査を実施したところ、前年に2件の不適切な言動と認定される事案があったとして、番組出演継続にあたり2度と同様な言動がないよう申し入れた。青井からも関係者への謝罪と反省の意が示されたとしている。その一方で、同局社員の対応についても不備があったとして処分を行う方針[813]。
- 13日
  - 【イベント・大阪府】
    - 大阪・関西万博（大阪市此花区夢洲）が開幕したこの日、毎日放送が主催する『1万人の第九 EXPO2025』が万博会場の大屋根リング[注 169]とウォータープラザで開催。このイベントは、NTTグループの技術協力の元、同グループが提唱する次世代通信インフラ「IOWN」を用いて開催された[815][816][817]。この模様は5月6日に放送された（関西ローカル）[818]。
    - この日から20日までの期間、大阪・関西万博の会場内にあるEXPOメッセ「WASSE」において、TBSのコンテンツの中から『SASUKE』『東京2025世界陸上』を子供たちが体感できるイベント「TBSキッズアトラクション」が開催[819][820]。
- 15日 - 【コミカライズ・バラエティ】日本テレビ系のバラエティ番組『有吉の壁』から誕生したコント「京佳お嬢様と奥田執事」（金子きょんちぃ（ぱーてぃーちゃん）・奥田修二（ガクテンソク））を漫画化した『漫画 京佳お嬢様と奥田執事』（作画・砂尾）が、この日発売の月刊コミックジーン5月号（KADOKAWA）より連載開始[821]。
- 16日
  - 【報道・再放送延期】NHK Eテレ『ETV特集』で、5日に放送された埼玉県川口市の在日クルド人に関するドキュメンタリー「フェイクとリアル〜川口 クルド人 真相〜」は、SNS上の誹謗中傷やデマの拡散を専門家とともに解析し検証する内容であった[822]。4月9日に予定されていた再放送は、編成上の都合により直前に延期され、NHKプラスでの見逃し配信も停止された[823][824]。4月16日に行われたNHKの定例会見では、視聴者などから多様な意見が寄せられていることを認識していると説明し、「より取材を深めた上で改めてお伝えしたい」と述べた。再放送の延期は内容の修正や追加取材を検討するためであり、政治的圧力によるものではないと明言した[825][824]。その後、5月1日に再放送が行われたが[826]、番組の構成や出演者はほぼ変更されず、街宣・デモ団体の主張を追加取材した部分や、日本音響研究所による音声解析の映像が新たに挿入された程度の微修正にとどまった[822][827]。番組内では産経新聞の名前や記事画像を表示し、同紙の記事がヘイト投稿の拡大に寄与したと描写している。一方、産経新聞は番組制作に対する取材を受けておらず、記事の無断使用であると主張し、番組の偏向報道を批判していた[827][828]。
  - 【不祥事・福井県】この日の夜、福井市内の道路を横断していた高齢女性が、福井放送（FBC、日本テレビ系）の29歳の女性アナウンサー（2019年入社）が運転する軽自動車に跳ねられ、その後死亡する事故が発生した。福井放送は翌17日に謝罪するとともに、警察による調査に対応し、交通法規の遵守や安全運転の徹底を図るとしている[829]。
  - 【訃報】早稲田大学卒業後の1951年にNHKにアナウンサーとして入職、札幌放送局にて日米野球のラジオ中継の実況を担当したあと、1954年に日本テレビへ移籍し、スポーツ中継アナウンサーとして蔵前国技館（東京都台東区、1984年閉鎖）より日本初のプロレスリング中継（1954年2月20日、力道山光浩・木村政彦組 VS ベン・シャープ・マイク・シャープ組）の実況を担当、また長く同局のプロ野球中継のメインアナウンサーとして読売ジャイアンツの試合の中継の実況を担当したほか、同局の野球情報番組『ミユキ野球教室』など数多くの番組に携わり、1975年に同局を退職した後はスポーツジャーナリストとして数々の著作を発表したフリーアナウンサーでスポーツジャーナリストの越智正典（おち・まさのり[注 170]）がこの日、老衰のため東京都内の自宅で死去（96歳没）。訃報は6月5日に公表された[830]。
- 17日 - 【訃報】2011年にスターダストプロモーションのスカウトを受けて子役としてデビュー、2014年から2020年までアイドルボーカルダンスユニット「M!LK」のメンバーとして活動。また2014年から映画『闇金ウシジマくん Part2』に出演して俳優活動も始め、これ以後は数々の映像作品に俳優として出演、タレントとしてもフジテレビ系情報番組『めざましテレビ』にて2021年10月度マンスリーエンタメプレゼンターとして出演、また富士通「FMV」や資生堂「Uno」などのテレビCMにも出演した俳優・タレントの板垣瑞生（いたがき・みずき）が不慮の事故で死去していたことが、この日板垣のInstagramアカウントで家族より公表された（24歳没）。前年3月に所属していたスターダストプロモーションを退所、11月にInstagramで精神疾患の悪化で入院していたことを明かしていたが、本年1月に入り精神疾患が元で行方不明となり、捜索を続けていたところ、3月中旬に警察より東京都内で遺体で発見されたと連絡を受けたという[831][832]。
- 18日
  - 【活動進退】NHKアナウンサーの牛田茉友（2009年入職）は、この日付で17年在職した同局を退職。今後については国民民主党に入党し、7月20日に施行された第27回参議院議員通常選挙にて同党の公認候補者として東京選挙区に立候補することを23日に発表[833]。牛田は同選挙で当選した[834]。
  - いずれも【訃報】
    - 1953年に兵庫県立高砂高校から入団テストを経て大阪タイガース[注 171]に入団、抜群の制球力で頭角を現して1962年には村山実（1998年没）と共にチームの大黒柱としてタイガースの優勝に貢献、その後は山内一弘（2009年没）との交換トレードで大毎オリオンズ[注 172]へ移籍した後にも活躍して通算320勝を挙げ、現役引退後はタイガースでコーチを務めるなどし、また野球評論家としても朝日放送（テレビ・ラジオ）及びサンテレビで解説を長く担当するなどお茶の間に親しまれた元プロ野球選手・指導者の小山正明がこの日、急性心不全のため死去（90歳没）。訃報は24日に明らかにされた[835]。
    - NHK俳優養成所、劇団俳優小劇場などを経て俳優としてテレビドラマや映画など数多くの作品に出演、田宮二郎（1978年没）の後を受けてテレビ朝日系『クイズタイムショック』の2代目司会（1978年 - 1986年）やフジテレビ系『スター千一夜』司会などを務めてお茶の間に親しまれた俳優の山口崇（本名・山口岑芳＝やまぐち・たかよし）がこの日午後、肺がんのため入居していた高齢者施設で死去（88歳没）。訃報は21日に所属事務所のオフィス天童より公表された[836][837]。
- 19日 - 【放送事故・機器障害】この日放送されたTBS系『情報7daysニュースキャスター』内で、映像送出用のサーバーが故障しVTR映像が約5分半にわたって中断するアクシデントが発生。当該VTRはその後放送されたものの、番組の最後に総合司会の安住紳一郎（TBSテレビアナウンサー）が「映像を再生するサーバーがダウンし、違う方法で再生したということで、まだ直っていないということで大変ご迷惑をお掛けしました。失礼しました」と謝罪した[838]。
- 23日 - 【訃報】東京大学薬学部を経て電通に就職し、同社でコピーライターとして勤務し、2006年に独立して個人事務所「大宮エリー事務所」を立ち上げた後はテレビドラマやコマーシャル、ミュージック・ビデオの脚本・演出を手掛けたのを始め、ラジオパーソナリティ、作詩家、芸術家での活動でも知られ、テレビ界ではフジテレビ系『情報プレゼンター とくダネ!』や日本テレビ系『真相報道 バンキシャ!』などの情報・報道番組で度々コメンテーターとして出演するなどジャンルを問わずマルチな活動を展開した大宮エリー（本名：大宮恵里子）がこの日、病気のため死去（49歳没）。訃報は27日に自身の事務所より公表された[839][840]。
- 24日
  - 【イベント・公開収録・大阪府】テレビ朝日系で放送されているトーク番組『徹子の部屋』の公開収録が、大阪・関西万博の会場内にあるEXPOホール「シャインハット」で開催。ゲストは落語家の六代 桂文枝（5月5日に放送）とファッションデザイナーのコシノヒロコ・コシノジュンコ・コシノミチコ（5月6日に放送）の2組[841][842]。
  - 【バラエティ・BPO・近畿広域圏】毎日放送が前年7月17日に放送した『ゼニガメ』において、買い取り会社による民家の遺品整理の模様が事実と異なる内容だったことに関し、BPO放送倫理検証委員会はこの日審議結果を公表した。この中で、買い取り依頼自体が架空の物で、依頼人も買い取り会社の社長が仕立てた「偽物」であるとし、番組スタッフが事前に調べていれば「仕込み」に気づけた可能性があると指摘、「基本的な事実の確認が不十分で、放送倫理違反があった」とした。これを受けて毎日放送は「ご指摘を真摯に受け止め、今後の番組制作において事実確認の徹底など、引き続き再発防止策を実行してまいります」とするコメントを発表した[843][844]。
- 28日 - 5月4日 - 【キャンペーン・自己啓発】TBSグループ3社（TBSテレビ・BS-TBS・TBSラジオ）は、2020年秋より毎年春と秋に実施しているSDGsプロジェクト『地球を笑顔にするWEEK 2025春』をこの期間に実施。昨年に引き続き「ACTION!未来の子どもたちへ」をテーマにし、さらに具体的な行動を促すステージとして捉え、そのきっかけづくりを目指すとしている。SDGs大使は今回より就任となる杉山真也（TBSテレビアナウンサー）と、前年度より継続となる日比麻音子（同）が務めた[845]。
- 28日 - 【活動進退】オンラインカジノへの関与を巡り活動を自粛していたお笑いコンビ・令和ロマンの髙比良くるまについて、所属事務所の吉本興業はこの日、髙比良とのマネジメント契約を終了すると発表した。髙比良もコンビのYouTubeチャンネルで吉本を退所した上で活動再開すると報告するとともに、カジノ問題の経緯説明の動画を公開したことに関し吉本側から「会社との信頼関係が壊れた」と告げられ、契約解除に至ったと説明している。なおコンビとしての活動も再開・継続するとともに、相方の松井ケムリは引き続き吉本に所属する[846][847]。
- 30日
  - 【行政問題・キー局・スポーツ】前年のプロ野球日本シリーズのテレビ中継の裏番組として、フジテレビがこの年中継権を得ていたワールドシリーズのダイジェスト番組を放送したことから、日本野球機構（NPB）が「信頼関係が著しく毀損された」として取材パスをフジテレビから没収した件を巡り、公正取引委員会が「取材機会が奪うだけで無く、番組編成の制約に繋がる恐れがあるほか、NPBが競合相手の大リーグ機構の取引を不当に妨害した恐れもある」として、私的独占の禁止及び公正取引の確保に関する法律（独占禁止法）違反（不公正な取引方法）の疑いでNPBを調査していることがこの日明らかとなった。NPBはこの件について「コメントを差し控える」とし、またフジテレビも「社としてコメントできることはない」とした[848][849]。→2024年のテレビ (日本)#その他テレビに関する話題の11月11日の項も参照
  - 【活動進退・近畿広域圏】関西テレビ（カンテレ・KTV、フジテレビ系）アナウンサーの坂元龍斗（2008年入社）は、この日付で17年間在職した同局を退職。退職後はフリーアナウンサーに転身すると共に、自らのYouTubeチャンネルなどを駆使してゴルフに関する情報や動画を発信するゴルフ系YouTuberとして活動する方針[850]。また現在リポーターとして出演中の同局制作の情報番組『旬感LIVE とれたてっ!』（一部地域にもネット）についても引き続き出演を継続する[851]。

### 5月
- 1日
  - 【キー局】日本テレビ
    - 【結婚】アナウンサーの郡司恭子（2013年入社）が一般企業に勤める男性と結婚したことをこの日、自身のInstagramと読売テレビ制作『情報ライブ ミヤネ屋』のニュースコーナーの中で報告した[874]。
    - 【経営】この日、人材に関するサービスを担う新しい会社として、「日テレHR総合研究所」を設立した。2019年に新規事業のアイデアを募集する同局の社内制度がきっかけで、同局がこれまで培ってきた映像制作の手法を活かした人材事業を同局の社内で実施していたが、この度、分社化する形で、新しい会社を設立した[875]。

  - 【報道・協定・北海道】日本放送協会（NHK）と北海道の民放テレビ4局（北海道放送（HBC、TBS系）、札幌テレビ（STV、日本テレビ系）、北海道テレビ（HTB、テレビ朝日系）、北海道文化放送（UHB、フジテレビ系））は、主に千島海溝や日本海溝の周辺で巨大地震が発生した際に、道内の沿岸に大津波警報が発令された場合、その道内の沿岸をそれぞれの放送局がヘリコプターを飛行させて、分担して取材を行うといった覚書をこの日付で締結した[876][877]。
- 4日 - 【イベント・東京都】テレビ朝日系のバラエティ番組『アメトーーク!』初のリアルイベント「アメトーーク初ライーーブ」をEX THEATER ROPPONGI（東京都港区）で開催[878]。イベント昼の部では「ザキヤマ&フジモンがパクリたい-1グランプリ」と「アメトーーク常連芸人」を、夜の部では「ひんしゅく体験! ナダル・アンビリバボー」と「芸能界のいらん情報もってる芸人」を行った。
- 6日
  - 【イベント・大阪府】日本テレビ系『欽ちゃん&香取慎吾の全日本仮装大賞』がこの日、大阪・関西万博EXPOホール・シャインハットにて、46年間4171作品の中から珠玉の作品を生披露するグランドチャンピオン大会を開催。司会は萩本欽一と香取慎吾が務めた。イベントの模様は26日に『大進化!レジェンド番組祭り』の一環として放送された[879][880]。
  - 【活動進退】2020年末を持って活動休止した男性アイドルグループ・嵐（相葉雅紀、松本潤、二宮和也、大野智、櫻井翔）がこの日、公式サイトにおいて、翌2026年春のコンサートツアーに向けて再始動するとともに、ツアーが終了する翌年5月をもって解散することを発表した。ソロ活動も含め芸能活動を全面的に休止していたリーダーの大野もこの発表を持って活動再開するが、ファンクラブ向けコンテンツ以外のメディア出演は未定[881][882]。
- 7日 - 【訃報】1960年に東京外国語大学卒業後、東京放送（現・TBSテレビ）に報道記者として入社。中国政治を専門に外報記者として取材活動を続けるなどし、1980年より料治直矢（1997年没）とのコンビで担当した『JNN報道特集』キャスターや『JNNニュースコープ』キャスターなどを歴任、TBSを定年退職した後はジャーナリストとして活動しつつ、テレビ朝日の『やじうまワイド』などのコメンテーターも務めていたジャーナリスト・中国政治研究者の田畑光永（たばた・みつなが）がこの日、東京都杉並区の病院で死去（89歳没）。訃報は21日に明らかにされた[883]。
- 8日 - 【イベント・公開収録・大阪府】関西テレビ（カンテレ・KTV、フジテレビ系）で放送されているトーク番組『おかべろ』の公開収録が、大阪・関西万博の会場内にあるEXPOホール「シャインハット」で開催。ゲストは万博テーマ曲「この地球の続きを」を歌唱しているコブクロら[884][885]。この模様は6月7日・14日・21日・28日に4週連続で放送された。
- 9日
  - 【人事・活動進退・近畿広域圏】関西テレビ（カンテレ・KTV、フジテレビ系）はこの日、同社専務取締役の喜多隆が7日付で一身上の都合により辞職したことを発表[886]。その翌週に一部週刊誌に喜多のセクハラ加害が報じられたことを受けて同局では本件に関して『本年4月に社外の女性より喜多に性的加害を加えられたとの訴えがあった』として社内調査を実施し、その結果、『喜多自身は行為を否定しているものの、当事者女性による喜多からの加害の訴えに真実性がある』と判断、社として喜多に辞任を促した上で当人から辞職の申し出を受けたことによるものとする辞任理由を説明した[887]。
  - 【訃報】早稲田大学卒業後、1963年にNHKにアナウンサーとして入職、地方局勤務を経て1979年以後は東京アナウンス室に在籍し、『にっぽん列島朝いちばん』や『趣味の園芸』などの番組を担当、1996年に同局を退職してフリーランスになってからはマスコミでの仕事と共に、環境問題への関心から樹木医となったり、東京都杉並区の生涯学習事業「すぎなみ地域大学」の学長も務めるなど社会的活動も精力的に行っていたフリーアナウンサーで環境活動家の松田輝雄がこの日死去（85歳没）。訃報は12日に子息より公表された[888]。
- 12日 - 【訃報】1963年にラジオ京都（現・KBS京都）が髙島屋京都店に開設した西日本初のサテライトスタジオでマイクキャリアを開始、読売テレビ制作・日本テレビ系『2時のワイドショー』や朝日放送テレビ『晴れ時々たかじん』など関西のテレビ・ラジオ番組に多数出演したほか、エッセイストやアナ・トーク学院学院長として後進の指導にあたるなど多岐にわたる活動も行っていた、ラジオパーソナリティでタレントの鈴木美智子がこの日、老衰のため死去（85歳没）。訃報は13日に所属する吉本興業より発表された[889][890]。
- 14日
  - 【ゲーム・新規IP開発】TBSテレビはこの日、ゲームソフト開発・販売会社のスクウェア・エニックスと完全新規オリジナルIPのゲーム開発で協業することを発表。エンタテインメント分野における両社の知見を合わせて生み出す新たなオリジナルIPを展開していくとしている[891]。
  - 【アニメ】TBSホールディングスは、アニメをはじめとしたIP（知的財産）ビジネスの創出と拡大を目指し、総額300億円の投資枠を設定した新会社「株式会社CIP」を設立することを発表。新会社は、アニメーションを中心としたIPの企画、開発、制作を主に見据えており、アニメ分野での実績が豊富な毎日放送（MBS）と協業する。TBSのコンテンツ制作力とMBSのアニメ分野での実績を活かした協力体制を構築するとしている[892]。
  - 【訃報】本田技研工業の広報として1987年からF1に携わり、1990年にモータースポーツジャーナリストとして独立。以後フジテレビ及び動画配信サイト「DAZN」でのF1中継、J SPORTSでのFIA 世界耐久選手権中継などで解説者を務め、“オグたん”の愛称でも知られていた小倉茂徳がこの日の夜、自宅で心臓突然死により死去（62歳没）。訃報は24日に明らかにされた[893][894]。
- 15日 - 【キャンペーン・社会貢献】フジテレビは、同社を中心としたフジ・メディア・ホールディングスグループ各社が2021年より展開しているSDGsキャンペーン『楽しくアクション! SDGs』について、本年秋に日本初開催となる『2025年東京デフリンピック』を見据えた今年度のスペシャルサポーターとして足立梨花（タレント）とHANDSIGN（手話パフォーマンスユニット）を起用することを発表[895]。
- 19日 - 【行政問題・キー局・スポーツ】前年のプロ野球日本シリーズ開催時に於ける、日本野球機構（NPB）のフジテレビの取材パス没収問題を巡って公正取引委員会が『私的独占の禁止及び公正取引の確保に関する法律（独占禁止法）違反により、NPBに対して事案の再発防止を求める警告を行う』とこの日、各マスコミにて報道されたことを受け、NPBは「事実認定、評価などに誤りがあり、法解釈について疑義がある」として本警告に対して受け入れがたいとする声明を発表した[896][897]。→2024年のテレビ (日本)#その他テレビに関する話題の11月11日の項及び2025年のテレビ (日本)#その他テレビに関する話題の4月30日の項も参照
- 20日
  - 【賞】フジテレビ系のバラエティ番組『新しいカギ』の企画「学校かくれんぼ」の2024年7月27日放送分[注 173]が「ワールド・メディア・フェスティバル2025」の「Children & Youth： Omnia Open（子供と若者・オープン）部門」で銀賞を受賞[898]。
  - 【訃報】1963年に東洋大学から読売ジャイアンツに捕手として入団し、公式戦32試合出場の後に1967年に高倉照幸（2018年没）との交換トレードで西鉄ライオンズへ移籍し、これ以後ライオンズの守備の要としてプレーし、1974年シーズンをもって現役を引退した後にはテレビ西日本（TNC、フジテレビ系）専属野球解説者として同局の野球中継やフジテレビ系『プロ野球ニュース』に出演、また福岡県地区の少年野球リーグの発展にも尽力した野球評論家の宮寺勝利がこの日、老衰のため福岡県福岡市内で死去（84歳没）。訃報は23日に埼玉西武ライオンズより発表された[899]。
- 21日 - 【健康問題】日本放送協会（NHK）会長の稲葉延雄はこの日の定例記者会見で、先月受けた人間ドックで初期の肺がんが見つかったと明らかにした。自身の今後の業務については医師と相談し、早期の発見で転移もないことから、抗がん剤治療と手術を受ける予定だが、会長としての業務は継続する見通し[900]。
- 22日 - 【民放連・人事】日本民間放送連盟（民放連）は、フジテレビの一連の問題を受けて引責辞任した遠藤龍之介前会長の後任として、テレビ朝日会長の早河洋が会長に正式に就任[901]。
- 24日 - 【訃報】学生時代に庄田太一（のちの昭和こいる、2021年没）とアルバイト先で知り合ったことをきっかけに共に漫才師を目指し、獅子てんや・瀬戸わんやに入門、1964年に「花園のいる・こいる」の名でデビュー。その後「獅子のびる・瀬戸こえる」を経て「昭和のいる・こいる」を名乗り、1976年に「NHK漫才コンクール最優秀賞」を受賞、またNHKの正月特番『初笑い東西寄席』などコンビで数々の演芸番組に出演するなど演芸界で長く活動した漫才コンビ「昭和のいる・こいる」のメンバーで漫才師・タレントの昭和のいる（本名：岡田弘）がこの日、肺炎のため東京都北区内の病院で死去（88歳没）[902]。
- 31日 - 【活動進退】
  - NHK
    - アナウンサーの吉田賢（1983年入職、退職時点でNHKグローバルメディアサービスに出向し42年在職）が、2日の誕生日にて65歳を迎えたことからこの日付でNHKグローバルメディアサービスを定年退職。翌6月1日より個人事務所を設立しフリーとして活動を開始した[903]。
    - 東京アナウンス室アナウンサーの佐藤あゆみ（2016年入職）がこの日付で10年2か月在職した同局を退職。退職後はフリーアナウンサーとして活動する意思を自身のInstagramにて表明した[904][905]。

  - 【新潟県】テレビ新潟放送網（TeNY、日本テレビ系）アナウンサーの大谷萌恵（おおたに・もえ、2019年入社）は、この日付で6年間在職した同局を退職[364]。
  - 【中京広域圏】CBCテレビアナウンサーの山内彩加（2017年入社）が、この日付で8年間在職した同局を退職。前年11月末より体調不良で休職しており、6月12日に自身のSNSで退職していたことを明らかにした。あわせて体調が回復したことから、今後フリーに転身し活動再開する意向も表明した[906]。

### 6月

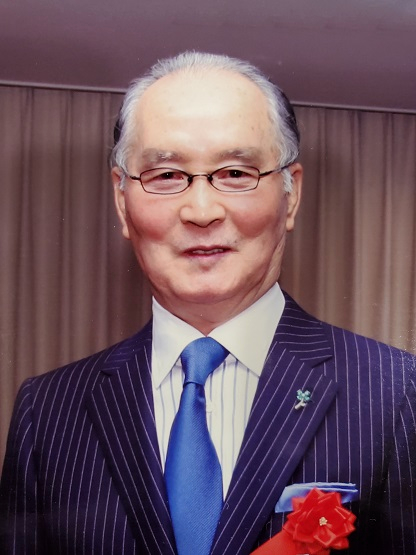
長嶋茂雄死去（6月3日、89歳没。写真は2021年11月撮影）

- 1日 - 【人事・活動進退・キー局】日本テレビはこの日発令・執行の人事異動に於いて、アナウンス部スポーツ担当主任の田中毅（2002年入社）を部次長、報道担当主任の鈴江奈々（2003年入社）をリードスペシャリストに、平松修造（2015年入社）を主任にそれぞれ昇格させた[919]。
- 2日 - 【賞】「第62回ギャラクシー賞」（NPO法人放送批評懇談会主催）の授賞式がこの日執り行われ、テレビ部門の大賞は2024年度上半期のNHK連続テレビ小説『虎に翼』[920]、特別賞はNHK Eテレ『バリバラ』、志賀信夫賞は南日本放送元社長・会長で現相談役の中村耕治がそれぞれ受賞した[921][922]。
- 3日
  - 【イベント・東京都】テレビ朝日系のバラエティ番組『激レアさんを連れてきた。』初のイベント「生レアさんLIVE 2025 若林が聞きたい地上波NGの夜」を昭和女子大学人見記念講堂（東京都世田谷区）で開催[923][924]。イベントでは「激レアさん」の中でも、内容は面白いものの地上波では紹介できなかったエピソードを一挙に公開、これまで放送で扱えなかった理由がある“訳アリ”な激レアさんが出演した。ゲストとしてホラン千秋と加藤史帆が出演。イベント開催は4月14日の同番組内で発表された。
  - 【不祥事・新潟県】NST新潟総合テレビ（フジテレビ系）が、関東信越国税局から2024年3月期までの6年間で、約11億円の所得隠しを指摘され、7億円の追徴課税を課されていた事がこの日判明した。CM制作費として架空の経費を計上、これにより捻出された裏金が広告会社への接待に使われていた。報道した読売新聞の取材に対し、NST側は修正申告と納税を済ませた上で、役員の報酬の一部を減額、また再発防止策を講じたとしている[925]。翌4日には記者会見を行い、社長の酒井昌彦は謝罪した上で、架空の経費は営業職だった元男性社員の親族名義の会社に流れており、元社員は社内調査に対し接待費や飲食費に使ったと明かしていること、元社員側とは話し合いを続け、今後訴訟も含めて検討していることを明らかにした[926]。なお、これを受けて同局では20日開催予定の定時株主総会及び取締役会に提案する予定であった人事のうち、再任予定としていた常務取締役の才田剛と取締役の太田和宏の2名が急遽退任することを6日に発表した[927]。
  - 【訃報】1958年に立教大学から東京読売巨人軍に入団、同球団で選手として17年間プレーして6度の首位打者を始めとして数々のタイトルを獲得、また同球団で2度に亘り監督を務めるなど“ミスタープロ野球”と謳われるなど日本野球界の顔としてその名を知られ、「カルピス」や三陽商会「バーバリースーツ」、「セコム」[928]などのテレビCMに出演、また野球解説者として日本テレビのプロ野球中継などに度々出演し、1991年の世界陸上東京大会では同局の中継キャスターを務めるなどお茶の間にも親しまれ[929]、実生活では元プロ野球選手・タレントの長嶋一茂とスポーツキャスターの長島三奈の実父でもあった元プロ野球選手・監督の長嶋茂雄がこの日、肺炎のため東京都内の病院で死去（89歳没）[930]。
- 6日
  - 【賞】「第51回放送文化基金賞」（公益財団法人放送文化基金主催）の受賞作品がこの日発表。ドキュメンタリー番組はNHK『NHKスペシャル』「調査報道・新世紀 File3 子どもを狙う盗撮・児童ポルノの闇（前編・後編）」（2024年6月8日（前編）・15日（後編）放送）、エンターテインメント番組はテレビ朝日『題名のない音楽会 山田和樹が育む未来オーケストラの音楽会』（本年1月11日・2月8日・15日・22日放送）[注 174]がそれぞれ最優秀賞を受賞した[931]。
  - 【倫理問題・裁判・愛媛県】あいテレビ（itv、TBS系）が制作し、愛媛県ローカルで放送されたバラエティ番組に出演していた女性フリーアナウンサーが、「番組内で共演者からセクハラを受け、局側も編集せずにそのまま放送し、重度のうつ病を患うなど精神的苦痛を受けた」として、同局を相手に4100万円余りの損害賠償請求を東京地方裁判所に起こしたことをこの日、女性の代理人弁護士が明らかにした。この件では女性が2022年にBPOの放送人権委員会に人権侵害を申し立てたが、翌2023年に「人権侵害は認められない」との判断を下している。今回の提訴について同局は「訴状を受け取り次第精査のうえ対応を検討したい」とコメントした[932][933]。
- 9日
  - 【不祥事・事故】TBS系平日朝枠の情報バラエティ番組『ラヴィット!』のこの日の生放送企画「ベアフリスビー対決」を実施した際に岩﨑大昇（歌手、KEY TO LIT）が同伴者が投げたフリスビーをキャッチしようとした際に転倒し、右腕を床地面に強打。その時点では岩﨑に痛みなどの症状が出なかったため企画を続行したが、当日の放送終了後に岩﨑が右手首の痛みを訴えたため、急遽医療機関へ向かい、MRI検査を受けたところ、「右橈骨遠位端骨折（みぎとうこつえんいたんこっせつ）」により全治6週間の診断が下された。岩﨑自身は「痛みはあるが深刻な症状でない」と明らかにしたが、TBS側は翌10日に本件を公表すると共に、「9日の当該企画では参加者全員が準備体操を行い、フリスビー専門競技者から基本技術の教えを受け、リハーサルも行うなど安全対策を行ったが、（岩﨑に）怪我をさせてしまい大変申し訳ない」と謝罪を行い、「番組制作上の安全対策を徹底する」との見解を明らかにした[934]。
  - 【訃報】日本大学芸術学部在学中にシナリオ作家協会新人シナリオコンクールに入賞、大学卒業後に近畿広告（現在の大広）社員となるも1959年に本格的に脚本家を目指して同社を退職。同年に日本テレビのドラマ『ママちょっと来て』（1959年 - 1963年）で脚本家としてデビュー。その後、1963年に日活に入社して渡哲也（2020年没）主演の『拳銃無宿 脱獄のブルース』（1965年）などを手掛け、1969年には松竹に転じて栗田ひろみ主演の『ときめき』（1973年）などを始めとする映画作品、また東映制作の『仮面ライダー』[注 175]（毎日放送・NET系、1971年 - 1973年）や円谷プロダクション制作の『ウルトラマンA』（TBS系、1972年）などの特撮作品及びNHK連続テレビ小説『水色の時』（1975年上期）などテレビドラマ作品、更にはテレビアニメではタツノコプロ制作の『樫の木モック』（フジテレビ系、1972年）などジャンルを問わず数々の作品を手掛けた脚本家の石森史郎がこの日、多血性肝細胞癌のため死去（93歳没）。訃報は14日に自身が主宰していた「石森史郎青春脚本塾」の公式Facebookが明らかにした[935][936]。
- 10日 - 【人事・中京広域圏】名古屋テレビ放送（メ～テレ、テレビ朝日系）は、この日開催された定時株主総会及び取締役会の決議・承認を経て代表取締役社長の狩野隆也が取締役会長に、代表取締役社長に同社取締役の清水伸司を、また代表権を持つ専務取締役に朝日新聞社常務取締役の金山達也を招聘してそれぞれ就任させる人事を発令・執行[937]。
- 11日 - 【不祥事・キー局】フジテレビはこの日、同局アナウンス室に所属する男性社員が過去にオンラインカジノを利用していたことを明らかにした。同局では当該社員について今般の事案に対する疑義が生じたとする5月下旬より出演番組を休ませるなど業務から外していたが、改めて『今般の事実関係を確認し、就業規則に則って厳正に対処する』と表明して謝罪を行うと共に、『再発防止に向けてオンラインカジノは違法行為である』ことを周知徹底するとした[938]。その後、警視庁は24日に賭博の容疑で当該社員を起訴を求める「厳重処分」の意見を付けて書類送検した[939][940]。
- 12日
  - 【人事】共同テレビジョン（共テレ）は、この日開催された定時株主総会及び取締役会の決議・承認を経て代表取締役社長の石井正幸が退任し、後任の代表取締役社長に日本映画放送代表取締役社長の石原隆を招聘して就任させる人事を発令・執行[941]。
  - 【訃報】1962年に大映専属女優として同社映画『破戒』でデビュー、1960年代後半からはNHK大河ドラマ『三姉妹』（1967年）で主演を務めるなどテレビドラマでも数多くの作品に出演、またタレントとしても1965年から4年間に亘り東京ガスのテレビCMに出演、バラエティ番組やトーク番組に度々ゲスト出演するなど多岐に亘り活動を展開した女優の藤村志保（本名：静永操＝しずなが・みさお、結婚前の旧姓：薄〈すすき〉）がこの日、肺炎のため死去（86歳没）。訃報は19日に公表された[942]。
- 14日 - 【訃報】俳優座養成所を経て1955年にテイチクレコードの新人歌手採用コンテストに合格し、「ジェームス三木」を名乗って歌手デビューするも売れず、その後文芸作家への転身を図り、映画監督の野村芳太郎（2005年）に師事して1969年に松竹から公開された黛ジュン主演映画『夕月』および同年の芦田伸介（1999年没）主演のTBS系の刑事ドラマ『七人の刑事』最終回（4月28日放送）「地上300メートルの死刑台」にて脚本家としてデビューを果たし、これ以後は映画やテレビドラマで数多くの作品を手掛けてヒットさせ、タレントとしても関西テレビ制作・フジテレビ系『スターご勝手対談』（1987年 - 1988年）やNHK総合『ザッツミュージック』（1985年 - 1989年）の司会者を務めた経歴を持つ脚本家で元歌手のジェームス三木（本名：山下清泉＝やました・きよもと）がこの日、肺炎のため死去（91歳没）。訃報は19日に明らかにされた[943]。
- 15日 - 【訃報】1967年1月場所に瑞竜の四股名で三保ヶ関部屋から初土俵を踏み、1980年3月場所に大関に昇進するなど力士として実績を残し、1981年3月場所をもって現役を引退。その後は年寄「小野川」を経て1984年11月場所より10代「三保ヶ関」を襲名して三保ヶ関部屋師匠を2013年11月場所まで務めるなど相撲界に関わる。年寄時代には『NHK大相撲中継』やテレビ朝日『大相撲ダイジェスト』の解説者を務める一方、現役時代の1972年にキャニオンレコードより「いろは恋唄」で演歌歌手としてデビューし、テイチクなどに所属しながら「そんな女のひとりごと」や「そんなナイト・パブ」、「そんな夕子にほれました」などのヒット曲を発表。2013年に日本相撲協会を定年退職した後には専業の歌手となり、テレビ東京およびBSテレ東『演歌の花道』[注 176]を始め数々の音楽番組に出演するなどマルチに活動した元大相撲力士で演歌歌手の増位山太志郎（ますいやま・だいしろう、本名：澤田昇）がこの日、肝不全のため死去（76歳没）。訃報は17日に公表された[944]。
- 17日
  - いずれも【人事】
    - 【中京広域圏】中京テレビ（CTV、日本テレビ系）は、この日開催された定時株主総会及び取締役会の決議・承認を経て取締役会長の丸山公夫（読売中京FSHD代表取締役会長）が相談役に退き、代表取締役社長の伊豫田祐司が代表取締役会長に、専務取締役の黑﨑太郎が代表取締役社長にそれぞれ就任する人事を発令・執行[945]。
    - 【福岡県】テレビ西日本（TNC、フジテレビ系）は、この日開催された定時株主総会及び取締役会の決議・承認を経て、同局取締役相談役から日枝久が退任する人事を発令・執行[946]。

  - 【事業継承・BS】ケーブルテレビ最大手のJCOMが衛星放送事業者のBS松竹東急を買収することが判明。過半を出資する松竹グループは2月に衛星放送事業から撤退を表明し、6月末に放送を終了する予定で引受先を探していた。7月以降は新チャンネル「J:COM BS」として放送する[947][948]。
  - 【経営問題・東京都】日本テレビ系『ダウンタウンのガキの使いやあらへんで!』などのプロデューサーを務めた中村喜伸によって2006年に設立されたテレビ番組制作会社・アンビエント（港区）がこの日付で東京地方裁判所より破産開始決定を受け倒産した。2023年に音楽フェスを企画するも大雨の影響で中止となり、出資者への返金が滞り2024年には一部マスコミで金銭トラブルが報じられたほか[949]、賃金請求等の訴訟も起こされており、本年5月には債権者から東京地裁に破産を申し立てられていた。信用調査会社・東京商工リサーチによると負債総額は推定で8000万円に上る[950][951]。
- 18日 - 【人事・岡山県・香川県】岡山放送（OHK、フジテレビ系）は、この日開催された定時株主総会及び取締役会の決議・承認を経て代表取締役社長の中静敬一郎が非常勤顧問に退き、後任の代表取締役社長に産業経済新聞社常務取締役の鈴木裕一を招聘して就任させる人事を発令・執行[952]。
- 19日 - いずれも【人事】
  - 【放送持株会社・キー局】テレビ東京ホールディングス及びテレビ東京は、この日開催された定時株主総会・取締役会の決議を経て新役員人事を発令・執行。テレ東HD専務兼テレビ東京常務の吉次弘志が両社の代表取締役社長に昇任し、これまで両社の社長を務めた石川一郎がテレ東HD会長に、両社副社長の新実傑はテレビ東京会長にそれぞれ就任した[953]。
  - 【三重県】三重テレビ（MTV、独立局）は、この日開催された定時株主総会・取締役会の決議を経て、代表取締役社長の山口貢が退任し、後任の社長に東海テレビ社長室長の田中達也を招聘し、就任させる人事を発令・執行[954]。
  - 【広島県】広島テレビ（HTV、日本テレビ系）は、この日開催された定時株主総会・取締役会の決議を経て、代表取締役社長の飯田敏之が会長に就き、後任の代表取締役社長には札幌テレビ副社長の今村司を招聘して就任させる人事を発令・執行[955]。
- 20日
  - 【人事】
    - 【BS】BSフジはこの日開催された定時株主総会及び取締役会の決議・承認を経て、代表取締役社長の亀山千広が退任し、その後任にフジテレビ取締役の小川晋一を招聘し就任させる人事を発令・執行[956]。
    - 【新潟県】NST新潟総合テレビは、この日開催された定時株主総会及び取締役会の決議・承認を経て、代表取締役会長・最高経営責任者（CEO）の大橋武紀が相談役に退き、代表取締役社長の酒井昌彦の最高執行責任者（COO）職の任務解除を行うと共に、社外取締役についても日枝久（フジ・メディア・ホールディングス相談役）の退任を認め、その後任として安田美智代（フジテレビ取締役）を就任させるなどの人事を発令・執行[957]。
    - 【宮崎県】テレビ宮崎（UMK、フジテレビ系・日本テレビ系・テレビ朝日系トリプルクロスネット）は、この日開催された定時株主総会及び取締役会の決議・承認を経て、退任する寺村明之に代わる代表取締役社長として、同局アナウンサーで2023年より取締役を務める榎木田朱美（1992年入社）が昇任する人事を発令・執行。生え抜きでの社長就任となり、女性アナウンサー出身の社長としては民放初の事例となる。なお現在MCを務める『Mama talk TV ママテレ』の社長就任後の出演については5月27日発表時点では未定としている[958][959]。

  - 【不祥事・活動進退・キー局】日本テレビはこの日、同局の番組『ザ!鉄腕!DASH!!』にレギュラー出演している国分太一（TOKIO）に関し、第三者（弁護士）による身辺調査などにより「当人が過去にコンプライアンス上の問題行為を引き起こしたことが複数あったことを確認した」ことを明らかにした上で、同番組から当人を直ちに降板させる決定を行い、この件について日本テレビホールディングス及び日本テレビ両社の臨時取締役会の承認を得て実施したと発表した[391]。これを受けて所属事務所の株式会社TOKIOとエージェント契約を結んでいるSTARTO ENTERTAINMENTはそれぞれ公式サイトで国分の無期限活動停止を発表、前者は更に国分本人と会社代表でグループリーダーの城島茂の謝罪コメントを掲載した[960][961]。その後、TOKIOは25日に解散を発表した[962]。
- 22日 - 【活動進退・キー局】TBSテレビ報道局のジャーナリストで前中東支局長、『news23』専属記者の須賀川拓（2006年入社）がこの日付でTBSテレビを退職。退職は翌23日に自身のX（旧Twitter）で発表したもので、この日の『サンデージャポン』が同局での最後の番組出演となった。今後はビジネス動画メディア『ReHacQ（リハック）』にて活動する[963]。
- 23日 - 【不祥事・キー局】オンラインカジノにて常習的に賭博行為を行っていたとして、警視庁はフジテレビ社員で、バラエティー制作部門の企画担当部長の44歳の男を常習賭博罪容疑で逮捕。同局は「社員が逮捕されたことは事実であります」と認めた上で、「逮捕されたことを重く受け止めております。今後の警察の捜査に全面協力すると共に、再発防止に向け努力して参ります。視聴者や関係者の皆様にはご迷惑をお掛けしたことをお詫び申し上げます」とのコメントを発表した。なおこの男は既にオンラインカジノ利用を認めているアナウンス部の男性社員同様、『ぽかぽか』の番組制作に携わっていた人物であった[964][965][966]。→当節の6月11日のできごとも参照
- 24日
  - 【人事・放送持株会社・新潟県】BSNメディアホールディングス（以下、BSNメディアHDと呼称）並びに新潟放送（BSN、TBS系）の両社はこの日開催された定時株主総会及び取締役会の決議を経て役員人事を発令。BSNメディアHDでは取締役会長の梅津雅之が退任してBSNグループのBSNアイネットに転籍して同社相談役に就任する人事、また新潟放送では代表取締役会長（BSNメディアHD社長兼摂）の佐藤隆夫が代表権を返上した上で同社取締役会長に留任させること及び、同社取締役の谷内聡がBSNアイネットへ転籍して同社取締役会長に就任する人事をそれぞれ執行した[967]。
  - 【活動進退】この日生放送されたテレビ朝日系『ロンドンハーツ』において、お笑いコンビ「ロンドンブーツ1号2号」（田村淳・田村亮、1993年4月結成）が解散することを発表。32年余りのコンビの歴史に幕。2019年に発覚した「闇営業問題」で亮が謹慎した際にもコンビは継続したが、近年は個人活動がメインとなっていた。なお両者は以後も芸人活動を継続すると共に、『ロンドンハーツ』も現タイトルのまま継続する[968][969]。
- 25日 - いずれも【人事】
  - 【放送持株会社・近畿広域圏】朝日放送グループホールディングスはこの日開催された株主総会・取締役会の決議を経て、社長執行役員の西出将之が代表取締役社長に就任する人事を発令・執行[970][971]。あわせて代表取締役の山本晋也（朝日放送テレビ会長兼務）が取締役（取締役会議長、非業務執行取締役）、取締役常務執行役員の今村俊昭（朝日放送テレビ社長兼務）が代表取締役副社長にそれぞれ就任、取締役会長の沖中進が4月の非業務執行取締役就任を経て、株主総会をもって取締役を退任した[972]。
  - 【中京広域圏】東海テレビ（THK、フジテレビ系）は、この日開催された定時株主総会及び取締役会の決議・承認を経て、常務取締役の林泰敬が代表取締役社長に昇格する人事を発令・執行。前・代表取締役社長の小島浩資は代表権のある会長に就く[973]。また、同局社外取締役を1993年より32年間務めた日枝久が退任し、後任にはフジテレビ社長の清水賢治を据える[974]。
  - 【北海道】札幌テレビ（STV、日本テレビ系）は、この日開催された定時株主総会及び取締役会の決議・承認を経て代表取締役社長の井上健が非常勤の取締役相談役に退き、後任に日本テレビホールディングス執行役員の小山章司を充てる人事を発令・執行[975]
  - 【長野県】長野放送（NBS、フジテレビ系）は、この日開催された定時株主総会及び取締役会の決議・承認を経て代表取締役社長の外山衆司が退任し、後任の代表取締役社長に同社取締役の須垣有司を就任させる人事を発令・執行[976]。
- 26日 - 【不祥事・キー局】日本テレビの持株会社・日本テレビホールディングスは国分太一（元TOKIO）のコンプライアンス上の問題に基づく一連の対応について、今後のガバナンス強化等につなげるため、外部有識者で構成するガバナンス評価委員会（仮称）を設置することを表明[977]。
- 27日 - いずれも【人事】
  - 【放送持株会社・キー局】テレビ朝日ホールディングス及びテレビ朝日は、この日開催の株主総会・取締役会の決議を経て新役員人事を発令・執行。テレ朝HD取締役兼テレビ朝日常務取締役の西新（にし・あらた）がテレ朝HD取締役副社長兼テレビ朝日代表取締役社長に昇任、両社会長の早河洋が民放連会長を務めるのに伴いテレビ朝日の代表から外れ、テレビ朝日社長だった篠塚浩が取締役副会長になる（テレ朝HD社長は続投）。またテレビ朝日総務局長の上田めぐみが取締役に昇任、同局の女性常勤役員がこれまでで最多の4人になる[978]。
  - 【活動進退】STARTO ENTERTAINMENTはこの日開催の株主総会・取締役会の決議を経て新役員人事を執行。代表取締役CEOの福田淳が退任し、後任としてフジテレビ専務取締役やテレビ西日本社長を歴任した鈴木克明を招聘、就任したほか、取締役CMOの井ノ原快彦（20th Century）も退任、井ノ原はタレント業に専念することになった[979][980]。
- 30日
  - 【活動進退】
    - 【キー局】
      - 日本テレビアナウンサーの豊田順子（1990年入社）がこの日付で35年2か月在職[注 177]した同局を退職[981]。
      - テレビ朝日アナウンサーの田畑祐一（1984年入社）は、14日に65歳の誕生日を迎えたことによりこの日付で41年2か月在職した同局を定年により退職。退職後はフリーアナウンサーとして活動する意向を示している[982]。
      - テレビ東京報道局キャスター（元アナウンサー）の大江麻理子（2001年入社）は、この日付で24年3か月在職した同局を退職。退職後の活動については現時点で未定としている[983]。
      - フジテレビアナウンサーの岸本理沙（2022年入社）[注 178]が、この日付で3年3か月在職した同局を退職。退職後は放送界と決別して異業種へ転職する方針[984]。当初は3月末で同局を退職予定と報じられていたが[985]、3か月在職延長という形となった。

    - 【福井県】福井テレビ（ftb、フジテレビ系）アナウンサーの田辺真南葉（2023年入社）は、この日付で2年2か月在職した同局を退職。なお、田辺は翌7月1日より気象情報メディア企業のウェザーニューズに転職し、同社の社員として気象情報配信メディアサービス『ウェザーニュースLiVE』キャスターに転身した[986]。
    - 【近畿広域圏】毎日放送（MBS、TBS系）アナウンサーの辻沙穗里（2018年入社）は、この日付で8年2か月在職した同局を退職。退職後は夫（プロ野球・中日ドラゴンズ内野手の山本泰寛）のバックアップサポートを行う傍ら、フリーアナウンサーとしてドラゴンズのホームタウンエリアでもある東海地区での活動を模索していると伝えられる[987]。

  - 【人事・北海道】テレビ北海道（TVh、テレビ東京系）は、この日に開催された株主総会・取締役会の決議を経て副社長の下原口徹が社長に昇格する人事を発令・執行。現社長の桑田一郎は退任し、日本経済新聞社顧問に就任[988]。
  - 【閉局・音楽・CS】スペースシャワーネットワークによる音楽専門チャンネル『100%ヒッツ!スペースシャワーTVプラス』がこの日をもって放送を終了し閉局、23年の歴史に幕[989]。なお、同チャンネルがスカパー!で使用していたCS321チャンネルは翌7月1日よりミュージック・ジャパンTVが使用、2012年3月末以来13年余りぶりにスカパー!での放送を再開した。

### 7月
- 1日
  - 【経営問題・チャンネル名変更・BS】BS松竹東急が、この日の10時よりチャンネル名を「J:COM BS」に変更。当初は松竹がBS事業から撤退するのを受けて、6月30日をもって放送を終了する予定だったが[1019]、JCOMが運営するBS松竹東急を買収、6月30日24時（7月1日0時）をもって「BS松竹東急」としての放送を終えた上で、チャンネル名を変更して放送を継続することになった。運営会社も同日付でJCOM BS株式会社に商号変更した[948][1020][1021]。
  - 【活動進退・人事・NHK・山形県】NHKアナウンサーの中谷文彦（1991年入局、東京アナウンス室所属）がこの日付で山形放送局局長に就任。中谷はサブキャスターを務めていた『午後LIVE ニュースーン』を6月17日放送分をもって卒業していた[1022]。
  - 【旅行】TBSテレビは、外国人富裕層を主な対象としたオーダーメイド旅行を提供する新ブランド「粋暇（すいか）」をこの日より開始し、海外富裕層向けの旅行事業へ本格参入することを発表[1023]。
- 2日
  - 【不祥事・石川県】テレビ金沢（KTK、日本テレビ系）はこの日までに、前月20日付で日本テレビ社会部長からテレビ金沢取締役編成局長に就任したばかりの54歳の男が同月28日深夜、金沢市内で飲酒後に自転車で帰宅途中、石川県警の飲酒検問を受け、基準値を超えるアルコールが検出されたとして同県警に道路交通法違反容疑で摘発されたことを発表。今回の不祥事についてテレビ金沢は「本人は深く反省しており、今後は二度と起こさないように徹底する」とのコメントを発表した[1024][1025]。
  - 【訃報】1950年に遠山静雄（1986年没）が主宰する遠山照明研究所で舞台照明を学んだ後、1953年に浅利慶太（2018年没）及び日下武史（2017年没）らと共に「劇団四季」旗揚げに参加し、翌1954年の劇団旗揚げ公演のジャン・アヌイ原作『アルデール又はせむしの聖女』にて舞台照明を担当。その後1955年にラジオ東京テレビ（KRテレビ、現在のTBSホールディングス）に入社し、テレビジョン技術部で勤務し、1961年に日生劇場に転じた後には舞台照明家として数々の上演作品の照明を担当。また日本科学技術振興財団テレビ事業本部（現：テレビ東京）では演出部長を務めるなど、照明のエキスパートとして数々の演劇・映像作品に携わった舞台照明家の吉井澄雄がこの日、老衰のため死去（92歳没）[1026][1027]。訃報は14日に明らかにされた。
- 3日 - 【報道・選挙】第27回参議院議員通常選挙が公示。今回の参院選では、NHKおよび民放テレビ局各社は事前報道の拡充やSNS等ニューメディアが発信する情報の真偽に対するファクトチェックなどの取り組みを相次いで宣言した。
  - NHKでは、選挙報道改革の取り組みとしてネット上の投稿などを24時間体制でモニター。偽情報・誤情報・誤解を招く言説の広がりが確認された場合、これらを打ち消すための報道も行う。また普段の放送でも政党・候補者の主張やスタンスなどを整理・分析して伝える番組・企画を拡充させ、各地方の放送でも展開するほか、SNS利用の注意点などについて、専門家のインタビューも交えて伝えるシリーズ企画を放送[1028]。
  - NNN（日本テレビ系）では、『news zero』『news every.』『真相報道 バンキシャ!』等を中心に、これまでにない規模での事前選挙報道キャンペーン『投票前に考える それって本当?』を展開。SNSの影響力がますます強まる現代における視聴者の不安に向き合い、徹底した現場取材とファクトチェックを実施し、選挙の異変や政党のSNS戦略、誹謗中傷、切り抜き動画の実態などを報道[1029]。
  - JNN（TBS系）では「選挙の日、そのまえに」と題し投票の判断材料となる情報を積極的に報道。政策などについて、放送時間を均等にするという「量的公平」に縛られることなく「質的公平性」を担保しながら事前報道を充実化。対立するテーマについては個々の番組で両論を伝えるよう配慮。ネット上に流れている情報にも向き合い、虚偽や根拠不明で有権者の投票行動を大きく左右しかねない場合には取材に基づいた正確な情報を発信する[1030]。
  - TXN（テレビ東京系）では、「選挙サテライト2025〜いま知りたい“100のギモン”〜」と題し、選挙投開票日より前の「事前報道」に力を入れた新たな選挙報道プロジェクトを展開。選挙期間中に三度の特別番組を編成する[1031]。
  - FNN（フジテレビ系）では『Live News days』『Live News イット!』『Live News α』『日曜報道 THE PRIME』『めざましテレビ』『サン!シャイン』『Mr.サンデー』で、公職選挙法の規定などに過度に配慮して選挙報道を控えることなく有益な情報を質・量の両面で十二分に伝える選挙期間報道キャンペーン「もっと 投票の前に」を展開する。ネット上に氾濫するフェイク情報などが選挙戦に悪影響を与えた場合には、ファクトをチェックした上で、情報の誤りを正す。「選挙ドットコム」とコラボし、ネット上で起きている現象を詳細に解析して報道。選挙戦を多角的に報じる[1032]。
- 4日 - 13日 - 【舞台・東京都】NHK Eテレの子供向け番組『ビットワールド』が本年『天才ビットくん』時代を含めて放送開始25周年を迎えることを記念し、同番組の舞台版「ビットワールド THE STAGE」をサンシャイン劇場（東京都豊島区）で上演[1033]。出演はいとうせいこう、升野英知（バカリズム）、金子貴俊、横山だいすけ、中田あすみ、大和悠河ら。
- 4日・5日 - 【イベント・公開収録・大阪府】毎日放送で放送されている吉本新喜劇の中継番組『よしもと新喜劇』の公開収録が、大阪・関西万博の会場内にあるEXPOホール「シャインハット」で開催[1034]。7月19日に放送した[1035]。
- 7日 - 【バラエティ・事故】日本テレビ系『世界の果てまでイッテQ!』の公式サイトはこの日、お笑いコンビ「ロッチ」の中岡創一が4日にベトナムで行われていたモーターボートを使ったロケの最中にお尻を強打し、現地の病院で「第2腰椎圧迫骨折疑い」と診断され、日本に帰国した後に精密検査を受ける予定であることを公表。さらに「中岡さんを始め関係者の方々、ご迷惑をお掛けした方々に心よりお詫び申し上げると共に、あらゆる角度からの安全確認をより一層徹底し、再発防止に努め、番組制作を進めて参ります」とのコメントを発表した。中岡は3年前の2022年3月にも同番組のロケで全治2か月の骨折となる事故に遭っている[1036]。
- 8日 - 【情報・事故】テレビ朝日はこの日の社長定例会見で、6月28日放送の情報番組『ワイド!スクランブル サタデー』内のニュースコーナーでの戦後80年企画の中で、広島への原爆投下として用いた映像が、長崎への原爆投下映像であったことを発表。その後、同局関係者らから「広島の映像ではないのでは」との指摘があり、翌日のニュースで「撮影場所が確認できていないものを広島への原爆投下の映像として使用した」と謝罪していた[1037]。
- 10日 - 【組織編制・人事・活動進退】フジテレビは同局の組織編制刷新に伴う措置として、同局アナウンス室を局に格上げして社長直属のコーポレート本部傘下のアナウンス局とすることに伴い、この日付の人事でアナウンサーの佐々木恭子（1996年入社）を局次長、渡辺和洋（2001年入社）を部長、榎並大二郎（2008年入社）を副部長にそれぞれ昇格させる人事を発令・執行[1038]。
- 11日 - 【不祥事・処分】東京地検はこの日、オンラインカジノを常習的に利用し、常習賭博罪容疑で警視庁に逮捕されていたフジテレビ制作部社員を正式起訴した。また東京区検察庁は同じくオンラインカジノ利用による賭博容疑で書類送検されていた元アナウンサーで同局社員の男についても略式命令[注 180]による刑事処分を行ったことが明らかとなった[1039][1040]。なお、フジテレビは元制作部社員の男について7月2日付で懲戒解雇処分とし、元アナウンサーの男については部署異動を実施したことを明らかにしている[1040]。→当節の6月11日並びに23日のできごとも参照
- 13日・26日 - 【報道・選挙・政治】参政党は13日、12日にTBS系で放送された『報道特集』内の特集企画『外国人政策も争点に急浮上〜参院選総力取材』において、「番組の構成・表現・登場人物の選定等が放送倫理に反するもの」として、TBSテレビに対して厳重に抗議し、訂正等を求める申入書を提出[1041]。その一方でTBSテレビ側は、「参院選の争点に（外国人に対する政策が）急浮上していることを踏まえ、排外主義の高まりへの懸念が強まっていることを、客観的な統計も示しながら、様々な当事者や人権問題に取り組む団体や専門家などの声を中心に問題提起したもの」「この報道には、有権者に判断材料を示すという高い公共性、公益性があると考えている」と回答した[1042]。しかし参政党は14日、その内容について「誠に遺憾」とし、BPO放送人権委員会に申し立てを行うと表明した[1043]。なお、同党代表の神谷宗幣は、『報道特集』のキャスターとして出演している女性アナウンサーの発言に関し「当該アナウンサーへの個人攻撃の意図はない」ことを、20日に放送された同局の参院選開票特番[注 181]で説明している[1044]。しかし『報道特集』の26日放送分で、同党が一部新聞記者に対し会見への出席を拒否した問題に関し「メディアの排除を問う」と題した特集が編成され、「参政党に対する取材を申し込んだが期限内に回答がなかった」旨の発言があった。それを受け神谷は自身のSNSで「取材依頼は24日に参政党担当者宛てに送られてきており、私がそれを確認したのは同日夜だった。翌日に与野党党首懇談会を控え、忙しくしており、また25日も会談やテレビの収録が続き、同日18時までという回答期限は無理な要求だった」と経緯を説明、「また参政党の印象を貶める内容だった」とし、2放送連続[注 182]で抗議を行っている[1045]。
- 14日 - 【放送事故・近畿広域圏】朝日放送テレビはこの日夕方、同日11時40分頃から約6分間、放送中の『大下容子 ワイド!スクランブル』（テレビ朝日制作）で断続的に放送が中断する事故があったとして公式サイトで謝罪した[1046][1047]。その後、16日に「放送設備のソフトウェアに不具合があった」と原因を報告した[1048]。
- 16日 - 【報道・選挙】NHKは20日投開票の参議院選挙で、投票日当日の出口調査を読売新聞と日本テレビとの3者共同で行うとこの日発表した。調査費用を分担することで費用削減が可能となり、得られたデータは共有するが、分析や報道は各者がそれぞれが行う。今後の国政選挙でも共同調査を続けていくとしている[1049]。
- 17日 - 【訃報】子役を経て1991年にテレビ朝日系（東映制作）『鳥人戦隊ジェットマン』[注 183]で本名名義でデビュー。1994年から芸名を『遠野凪子』（とおの・なぎこ）に改めて本格的に女優活動を始め、1999年上半期のNHK連続テレビ小説『すずらん』では主演を務め、その後も数々の映画やテレビドラマ作品に出演。2010年に現在の芸名に改めてからも精力的に活動し、また旧芸名時代からテレビ朝日系『シルシルミシルさんデー』やフジテレビ系『痛快TV スカッとジャパン』などのバラエティ番組に出演、TOKYO MXの情報番組『バラいろダンディ』ではコメンテーターを務めるなど幅広く活動していた女優の遠野なぎこ（本名：青木秋美＝あおき・あきみ）が死去していたことがこの日、公式ブログにて親族により報告された[注 184] [1050][1051]。なお、ブログを更新した遠野の親族からは「事故死であるとの判定が警察により行われている」ことを明らかにしている[1050][1051]。
- 19日 - 8月17日 - 【イベント・東京都】テレビ朝日はこの期間、森ビルの特別協力を得て夏休み期間中のサマーイベント『テレビ朝日・六本木ヒルズ SUMMER FES』をテレビ朝日本社（東京都港区六本木）及び六本木ヒルズを中心としたエリアを会場として開催[注 185]。今回のイベントでは『SUMMER FES 音楽LIVE』など同局のコンテンツを中心とした展示や人気番組とのコラボレーションを前面に展開した[1052]。
- 20日 - 【選挙】この日、第27回参議院議員通常選挙が投開票。新人で立候補した元局アナウンサーでは、国民民主党の公認で東京選挙区から立候補した牛田茉友（元NHKアナウンサー）と、日本維新の会の公認で京都選挙区から立候補した新実彰平（元関西テレビアナウンサー）がいずれも初当選を果たした[834][1053]。
- 22日 - 【訃報】長野県松本県ヶ丘高校を卒業後に上京し、職を転々とした後に労音勤務をきっかけに歌手としてデビュー。また俳優としても舞台演劇や映画、テレビドラマなど数多くの作品に出演。テレビの世界ではNHK総合の伝説的音楽番組『ステージ101』（1970年 - 1974年）に準レギュラーとして出演、また『NHK紅白歌合戦』では1972年の第23回及び1973年の第24回に2回の出場を果たし、また丸大食品のCMソングを歌唱、タレントとしてもサントリーや松下電器（現・パナソニックホールディングス）などのCMに出演するなど多岐に亘り活動した歌手・俳優の上條恒彦がこの日、老衰のため死去（85歳没）。訃報は8月1日未明に明らかにされた[1054]。
- 24日
  - 【不祥事・福島県】福島テレビ（FTV・福テレ、フジテレビ系）はこの日公式サイトにおいて、30歳代の契約社員が13日夜、福島市内で飲酒後に自転車で帰宅途中、福島県警による飲酒検問を受け、基準値を上回るアルコールが検出されたとして摘発され、現在任意で捜査を受けていることを公表すると共に、22日付で当該社員を停職1か月の処分にしたことを発表。当該事案について同局は「高いコンプライアンス意識を求められているにも関わらず社員が飲酒運転で摘発されたことは遺憾。今後は同様の事案が発生しないように社員教育を徹底する」とした。なお個人の特定につながるとして性別や所属を明らかにしていない[1055][1056]。
  - 【訃報】1977年に覆面レスラー「スーパー・デストロイヤー（The Super Destroyer）[注 186]」のリングネームでプロレスラーとしてデビューし、1979年にニューヨークを本拠地とする世界的プロレス団体「WWF（ワールドレスリング・フェデレーション）」（現在のWWE）と契約し、リングネームを「ハルク・ホーガン」としてニューヨークを中心に世界的に活躍、日本では1980年代に新日本プロレスのマットに登場し、アントニオ猪木（2022年没）らと死闘を演じて初代IWGP王者[注 187]に君臨、またアメリカマットでもWWF世界ヘビー級王座などを獲得するなど20世紀最大級のレスラーと謳われ、また俳優・タレントとしても活動し、日本に於いては日立製作所のエアコン「白くまくん」のキャラクターモデルとしてCMに出演するなど幅広く活動した元プロレスラー・俳優のハルク・ホーガン（本名：テリー・ユージーン・ボレア）がこの日、アメリカ合衆国フロリダ州クリアウォーターの自宅で倒れ、救急搬送されるも、搬送先の病院で死亡が確認された（71歳没）[1057][1058]。
- 25日 - 【結婚・キー局】日本テレビアナウンサーの忽滑谷（ぬかりや）こころ（2020年入社）はこの日、高校時代からの友人であった一般男性と結婚したことを自身のインスタグラムに於いて公表した[1059][1060]。
- 26日 - 27日 - 【イベント・宮城県】東北放送（tbc、TBS系）はこの2日間、仙台市の後援を得て勾当台公園と錦町公園（いずれも仙台市青葉区）の2か所を会場として震災復興支援イベント『tbc夏まつり2025』を開催した[1061]。
- 27日 - 【イベント・富山県】北日本放送（KNB、日本テレビ系）はこの日、開局73周年記念イベントとして『KNBサマーフェスティバル2025』を富山市内の同局本社地内にて開催した[1062]。
- 30日 - 【訃報】高校の同級生だった鹿内孝（歌手）に誘われる形でマネージャーとして芸能界入りし、ジャッキー吉川とブルー・コメッツのマネージャーを経て、田辺エージェンシーの副社長及び同級生の周防郁雄が設立したバーニングプロダクションの取締役に就任。1993年に田辺エージェンシーからのれん分けする形でケイダッシュを設立後はザ・スパイダースのメンバーだった堺正章（タレント・歌手）やかまやつひろし（ムッシュかまやつ）（ミュージシャン、2017年没）のマネジメントを始め、高橋克典や坂口憲二といった俳優を見いだし、渡辺謙（俳優）のハリウッド進出を後押し、アントニオ猪木（プロレスラー・政治家、2022年没）を支援するなど、芸能界に強い影響力を持った、芸能プロモーターでケイダッシュ代表取締役会長の川村龍夫がこの日、出張中の宿泊先で倒れているのが見つかり、その後死亡が確認された（84歳没）。警察によれば心筋梗塞の可能性が高いとみられている[1063]。
- 31日 - 【活動進退・青森県】青森放送（RAB、日本テレビ系）アナウンサーの橋本莉奈（2020年入社）がこの日付で5年3か月在籍した同局を退職。6月27日に同局のブログで公表された[1064]。

### 8月
- 1日 - 【訃報】青二塾東京校第六期生卒業後に声優となり、テレビ朝日系『魔法使いサリー』（東映動画（現・東映アニメーション）制作、1989年 - 1991年／平成版）やテレビ東京系『緊急発進セイバーキッズ』（東京ムービー新社（現・トムス・エンタテインメント）制作、同年 - 1992年）などのテレビアニメ作品で声優として出演、また『NHKニュースおはよう日本』やフジテレビ系『FNNスーパーニュース』、TBS系『どうぶつ奇想天外!』などのテレビ番組や日本たばこ産業（JT）のテレビコマーシャルなどでナレーションを務めるなど幅広く活動し、実生活では同じく声優の柴田秀勝の実妻でもあった声優・ナレーターの関根明子がこの日、癌のため死去（65歳没）。死去については2日に所属事務所のRMEより公表された[1079][1080]。
- 9日
  - 【不祥事・報道】読売テレビはこの日放送の同局制作・日本テレビ系『サタデーLIVE ニュース ジグザグ』内で2日に放送した旧安倍派の裏金問題の特集にゲスト出演した石原伸晃（元衆議院議員）の発言で誤りがあったとして謝罪した[1081][1082]。
  - 【訃報】1984年、ハードロックバンド「MAKE-UP」のボーカルとしてメジャーデビューし、テレビ朝日系『聖闘士星矢』（東映動画（現・東映アニメーション）制作、1986年 - 1989年）主題歌「ペガサス幻想」[注 188]がヒット、解散後は音楽プロデューサーとしての楽曲提供や、「NoB」名義でテレビ朝日系「スーパー戦隊シリーズ」の主題歌を担当[注 189]、ライブ活動を続けるなどしてきた、歌手の山田信夫がこの日、腎臓がんのため入院先の病院で死去（61歳没）。2024年4月に脳腫瘍を患って治療とリハビリを行っている事、本年2月には7年前に腎臓がんと診断されていたことを公表しており、訃報は13日に所属事務所より発表された[1083]。
- 10日 - 【訃報】現役時代はヤンマーディーゼル（現・セレッソ大阪）に所属し、日本代表では1968年メキシコ五輪で最多得点を記録し、銅メダル獲得に貢献。現役引退後はトーク番組「シュートinサタデー」（関西テレビ制作・フジテレビ系、1986年 - 1987年）の司会を務め、丸大食品「丸大焼肉」「じゅうじゅう亭」のCMなどに出演した元サッカー選手の釜本邦茂がこの日、肺炎のため大阪府内の病院で死去（81歳没）[1084]。
- 13日 - 【訃報】1987年にアイドルグループ「レモンエンジェル」のメンバーとして芸能界にデビューし、1990年のグループ解散以後は声優・俳優及び歌手として活動を始め、テレビアニメではフジテレビ系『ドラゴンリーグ』（1993年5月 - 1994年2月、スタジオぎゃろっぷ制作）を皮切りに、毎日放送製作・TBS系『マクロス7』（1994年10月 - 1995年9月、葦プロダクション制作）、朝日放送テレビ製作・テレビ朝日系『怪盗セイント・テール』（1995年10月 - 1996年9月、キョクイチ東京ムービー（現・トムス・エンタテインメント）制作）、フジテレビ系『るろうに剣心 -明治剣客浪漫譚-』（第1作、1996年 - 1998年、スタジオぎゃろっぷ→スタジオディーン制作）、テレビ東京系『ポケットモンスター ダイヤモンド&パール』（2006年 - 2010年、OLM制作）など数々の作品に声優として出演、また外国映画の吹き替えや日本テレビ系バラエティ番組『ウッチャンナンチャンのウリナリ!!』の番組内企画「ウリナリ声優部」に講師として出演するなど多彩な活動を展開した声優・俳優・歌手の櫻井智（旧芸名：桜井智）がこの日、多臓器がんのため死去（53歳没）。10日に緊急入院と17日に開催を予定していたライブの中止を発表したばかりで、16日に訃報が公にされるとともに、2023年9月に膵臓がんで余命1年と診断されていたことが明らかにされた[1085]。
- 15日 - 【活動進退・近畿広域圏】毎日放送アナウンサーの大吉洋平（2008年入社）がこの日付で同局を退社。今後は芸能事務所・レプロエンタテインメントとマネジメント契約を結びフリーアナウンサーとして活動[1086][1087]。またニュースプレゼンターを務めていた情報番組『よんチャンTV』も6月27日放送分をもって降板した[1088]。
- 16日 - 【結婚・近畿広域圏】毎日放送アナウンサーの清水麻椰（2019年入社）は、この日更新した自身のSNSに於いて結婚したことを公表した[1089]。
- 20日・27日（予定） - 【ゲーム・キー局】TBS系平日朝枠の情報バラエティ番組『ラヴィット!』の番組キャラクター「ラッピー」をゲーム化した対戦アクションゲーム『LAPPY GAMES（ラッピーゲームス）』が、Nintendo Switch版で20日より、PC（Steam）版で27日よりそれぞれ発売開始予定[1090]。
- 23日・24日（予定） - 【イベント・北海道】札幌テレビ（STV、日本テレビ系）はこの2日間、『大ほっかいどう祭「STVどさんこフェスティバル」』を大和ハウス プレミストドーム（札幌市豊平区）で開催予定[1091]。

### 9月
- 15日（予定） - 【イベント・兵庫県】朝日放送テレビとテレビ朝日の共同制作による夏の甲子園大会のハイライト番組『熱闘甲子園』の初の音楽イベント『熱闘甲子園 presents 熱闘JAM2025』がこの日、『GLION ARENA KOBE』（神戸市中央区）で開催予定。出演は、大阪桐蔭高等学校（大阪府大東市）・近江高等学校（滋賀県彦根市）・京都両洋高等学校（京都市中京区）・智辯学園高等学校（奈良県五條市）の各吹奏楽部に加え、2022年の高校野球応援ソング「栄光の扉」を歌った平井大と2020年の交流試合でパワーソング「Dreamer」を手掛けたベリーグッドマンも出演する[1092]。
- 月末（予定） - 【活動進退・熊本県】熊本放送（RKK、TBS系）アナウンサーの糸永有希（2015年入社）は、当月末をもって10年半在職した同局を退職予定。退職後は東京へ進出してフリーアナウンサーに転身する意向であることを表明している[1093]。

### 10月
- 1日（予定） - 【配信サービス】NHKは、これまでは「任意業務」だったインターネット活用業務が、放送法改正によって10月から「必須業務」になることを受け、新たな国内向けインターネットの配信サービス『NHK ONE』の提供を開始。10月から新設するWebサイトは、NHKの総合テレビとEテレの番組の同時配信や、1週間の見逃し配信、ニュースの記事や動画などの各種サービスを統合。インターネットを通じて、いつでもどこでも利用することが可能。スマートフォンやスマートテレビのアプリについては、「NHKプラス」「ニュース・防災」「for School」の3つについて後継アプリへサービスを移行。「ラジオ」アプリ（らじる★らじる）と「語学」アプリは継続し、合計5つのアプリを提供する[1094][1095]。

### 年内
- 年内（予定） - 【BS・4K放送・開局】BS4Kで新たに開始する総合エンタテインメントチャンネル「OCO TV」が月内に開局予定。BS右旋帯域での放送で、一部有料番組を含む無料チャンネルとして放送する[1096]。

## 開閉局・名称変更

### 開局
- 年内予定
  - OCO TV

### 閉局・放送終了
- 2月28日
  - WOWOW 4K
- 6月30日
  - 100%ヒッツ!スペースシャワーTVプラス

### 名称変更
- 1月10日
  - BS10（BSJapanextより変更）
  - BS10スターチャンネル（スターチャンネルより変更）
- 7月1日
  - JCOM BS（BS松竹東急より変更）

## 周年

### 番組
| 月 | 周年 | 番組名（放送局） |
| -- | ---- | --- |
| 1  | 55   | NNNドキュメント（日本テレビ / NNN） |
| 1  | 40   | 超プロ野球 ULTRA（読売テレビ） |
| 1  | 35   | ちびまる子ちゃん（フジテレビ） |
| 1  | 30   | さんま・玉緒のお年玉あんたの夢をかなえたろかスペシャル（TBS） |
| 1  | 25   | 1×8いこうよ!（札幌テレビ） 夢対決!とんねるずのスポーツ王は俺だ!スペシャル（テレビ朝日） |
| 1  | 20   | 芸能人格付けチェック（朝日放送テレビ） |
| 2  | 65   | 郷土劇場（沖縄テレビ） |
| 2  | 45   | 欽ちゃん&香取慎吾の全日本仮装大賞（日本テレビ） |
| 3  | 25   | 夢チカ18（北海道テレビ）※番組終了 |
| 3  | 20   | はまなかあいづTODAY（NHK福島放送局 / NHK総合） 世界ふれあい街歩き（NHK BS） |
| 3  | 15   | あさイチ（NHK総合） はなかっぱ、Eテレ0655、Eテレ2355、すてきにハンドメイド（以上、NHK Eテレ） news every.（日本テレビ） Nスタ（TBS） 朝生ワイド す・またん!（読売テレビ）                                                           |
| 3  | 10   | NEWS ONE（東海テレビ） みんテレ（北海道文化放送） ほっと関西 （NHK大阪放送局 / NHK総合） |
| 4  | 55   | RABニュースレーダー（青森放送） |
| 4  | 50   | スーパー戦隊シリーズ（テレビ朝日） |
| 4  | 45   | 映像（毎日放送） |
| 4  | 40   | さんまのまんま（関西テレビ） ウイークエンド中部（NHK名古屋放送局 / NHK総合） |
| 4  | 35   | てれび絵本、おはなしのくに、えいごであそぼ Meets the World（以上、NHK Eテレ） 世にも奇妙な物語（フジテレビ） 痛快!明石家電視台（毎日放送） MBCニューズナウ（南日本放送）                                                            |
| 4  | 30   | 出没!アド街ック天国（テレビ東京） OH!バンデス（ミヤギテレビ） かぼすタイム（大分放送） |
| 4  | 25   | 金曜ナイトドラマ、東京サイト（以上、テレビ朝日） ウイニング競馬、美の巨人たち、遊☆戯☆王シリーズ（以上、テレビ東京） ジャンクSPORTS（フジテレビ） 金よう夜きらっと新潟（NHK新潟放送局 / NHK総合） ひろしま満点ママ!!（テレビ新広島） |
| 4  | 20   | ドラえもん、全力坂（以上、テレビ朝日） バース・デイ（TBS） ノイタミナ（フジテレビ） 5時に夢中!（TOKYO MX） 週末ちぐまや家族（テレビ山口）                                                                                           |
| 4  | 15   | Going!Sports&News（日本テレビ） Mr.サンデー（フジテレビ・関西テレビ） LIFE〜夢のカタチ〜（朝日放送テレビ） ウラマヨ!（関西テレビ）                                                                                                  |
| 4  | 10   | 日曜ドラマ、有吉の壁（以上、日本テレビ） 乃木坂工事中（テレビ愛知） 全力!脱力タイムズ、さんまのお笑い向上委員会（以上、フジテレビ） 六角精児の呑み鉄本線・日本旅（NHK BS・BSプレミアム4K）                                          |
| 5  | 35   | ナマ・イキVOICE（鹿児島テレビ） |
| 5  | 15   | ワンワンわんだーらんど（NHK Eテレ） てゲてゲ（南日本放送） |
| 5  | 10   | EIGHT-JAM（テレビ朝日） ENGEIグランドスラム（フジテレビ） |
| 6  | 25   | とびっきり!しずおか（静岡朝日テレビ） |
| 7  | 35   | 世界まる見え!テレビ特捜部（日本テレビ） |
| 7  | 20   | 福岡NEWSファイル CUBE（テレビ西日本） |
| 8  | 30   | 鶴瓶の家族に乾杯（NHK総合） 平成紅梅亭（読売テレビ） |
| 8  | 15   | 芸能界特技王決定戦 TEPPEN（フジテレビ） |
| 9  | 50   | パネルクイズ アタック25シリーズ（朝日放送テレビ / BSJapanext→BS10） |
| 9  | 10   | 羽鳥慎一モーニングショー、じゅん散歩（以上、テレビ朝日） |
| 10 | 55   | 遠くへ行きたい（読売テレビ） |
| 10 | 45   | 報道特集（TBS / JNN） |
| 10 | 40   | アッコにおまかせ!（TBS） |
| 10 | 30   | ザ・ノンフィクション（フジテレビ） 夕方ワイド新潟一番（テレビ新潟） めんたいワイド（福岡放送） |
| 10 | 25   | 人生の楽園（テレビ朝日） チャートバスターズR!（RKB毎日放送） |
| 10 | 20   | 爆笑問題の検索ちゃん（テレビ朝日） 所さんの学校では教えてくれないそこんトコロ!（テレビ東京） J-MELO（NHKワールドJAPAN） |
| 10 | 15   | 東野・岡村の旅猿 プライベートでごめんなさい…（日本テレビ） |
| 10 | 10   | 世界の何だコレ!?ミステリー（フジテレビ） そこ曲がったら、櫻坂?（テレビ東京） |
| 11 | 50   | やまがた東西南北（山形放送） |
| 11 | 30   | ザ!鉄腕!DASH!!（日本テレビ） |
| 12 | 75   | NHK紅白歌合戦（NHK） |
| 12 | 35   | オールザッツ漫才（毎日放送） |

### 開局・放送開始
| 月 | 周年 | 放送局 |
| -- | ---- | --- |
| 1  | 30   | グリーンチャンネル                                                                                              |
| 2  | 35   | 映画・チャンネルNECO                                                                                            |
| 3  | 65   | 山形放送 |
| 4  | 70   | TBSテレビ |
| 4  | 65   | 秋田放送 |
| 4  | 55   | 山形テレビ、福島中央テレビ、テレビ山梨、山陰中央テレビジョン放送 テレビ山口、テレビ高知、テレビ大分、テレビ宮崎 |
| 4  | 35   | テレビ金沢、長崎文化放送                                                                                        |
| 4  | 30   | 愛媛朝日テレビ                                                                                                  |
| 6  | 65   | 福井放送、琉球放送                                                                                              |
| 7  | 65   | NHK総合テレビジョン（宮崎）                                                                                     |
| 10 | 65   | 宮崎放送 |
| 10 | 55   | 宮城テレビ放送                                                                                                  |
| 10 | 50   | 東日本放送、テレビ新広島                                                                                        |
| 10 | 45   | テレビ信州 |
| 10 | 40   | テレビせとうち                                                                                                  |
| 10 | 35   | チューリップテレビ                                                                                              |
| 10 | 30   | 琉球朝日放送 |
| 11 | 65   | NHK教育テレビジョン（Eテレ）（旭川、福島）                                                                      |
| 11 | 30   | 東京メトロポリタンテレビジョン                                                                                  |
| 12 | 65   | NHK Eテレ（仙台）                                                                                               |
| 12 | 55   | 広島ホームテレビ                                                                                                |
| 12 | 25   | BS日テレ、BS朝日、BS-TBS、BSテレ東、BSフジ                                                                      |

### 番組開始・開局以外
- 1月1日 -【ネットワーク】テレビ朝日（旧・NETテレビ）をキー局とするオールニッポン・ニュースネットワーク（ANN）結成から55周年（ニュースネットワークとしての正式な発足は1974年4月1日）[注 231]。
- 3月31日 -【ネットワーク】TBS・テレビ朝日、毎日放送・朝日放送テレビの東京 - 大阪間の腸捻転解消に伴うネットチェンジから50周年。
- 4月1日
  - 【配信・サービス】NHK総合・Eテレの常時同時配信・見逃し番組配信サービス「NHKプラス」サービス開始から5周年。
  - 【CI】
    - 【ロゴ・キー局】TBSテレビの親会社であるTBSホールディングスがグループ統一ブランドロゴを一新・制定[1109]してから5周年。
    - 【呼称変更・島根県・鳥取県】山陰中央テレビジョン放送（TSK、フジテレビ系）がCI導入・ロゴ制定ならびに局愛称を「さんいん中央テレビ」に変更[1110]してから5周年[注 226]。
- 6月 - 【社名変更・岩手県】IBC岩手放送（TBS系）が社名を「岩手放送」から現社名に変更[注 232] してから30周年。
- 7月23日 -【生没】テレビの研究開発を手掛けた電子工学者であり、1990年前期のNHK連続テレビ小説『凛凛と』主人公のモデルで知られる高柳健次郎の没後35年。
- 9月1日
  - 【CI・呼称変更・宮城県】宮城テレビ放送（ミヤギテレビ、日本テレビ系）がCI導入ならびに呼称変更（宮城テレビ→ミヤギテレビ）してから50周年[注 233]。
  - 【社屋移転・近畿広域圏】毎日放送が、本社・演奏所を大阪府吹田市の千里丘放送センター（2007年解体）から大阪市北区茶屋町の現本社に移転してから35周年[注 234]。
- 9月10日 -【放送開始】東京・大阪地区で最初のカラーテレビ本放送開始[注 235] から65周年。
- 10月1日
  - 【略称変更・宮城県】ミヤギテレビの略称が「mm34」→「MMT」に変更してから40周年[注 233]。
  - 【放送開始】NHK Eテレ（東京・大阪・名古屋）の音声多重放送開始から35周年。
  - 【創立・持株会社】テレビ東京ホールディングス（テレビ東京の放送持株会社）創立10周年。
  - 【社名変更・福岡県】TVQ九州放送（テレビ東京系）が社名を現社名に変更[注 236] してから15周年。
- 12月1日 -【放送開始・BS】BSデジタル放送開始から25周年。
- 12月12日 -【社屋移転】テレビ東京、東京都港区芝公園から虎ノ門旧本社（現・テレビ東京神谷町スタジオ）に移転してから40周年（2016年11月に現在の六本木本社へ移転）。
- 12月15日 - 【創立・持株会社・中京広域圏】中部日本放送（CBCテレビの放送持株会社）創立75周年[注 237]。
- 12月25日 - 【創立・持株会社・近畿広域圏】MBSメディアホールディングス（毎日放送の放送持株会社）創立75周年[注 238]。

## キリ番・記念回

### 帯番組
- 8500回 - どさんこワイド179（年内予定、札幌テレビ）
- 8000回 - めざましテレビ（年内予定、フジテレビ）
- 7000回 
  - おはスタ（2月24日、テレビ東京）
  - 5きげんテレビ（5月26日、テレビ岩手）
- 6500回 - 報道ステーション（年内予定、テレビ朝日）
- 6000回 - 午後のロードショー（2月25日、テレビ東京）[注 239][1112]
- 5000回 - 5時に夢中!（8月15日、TOKYO MX）※番組関係の出来事の8月も参照[468]
- 3000回 - グッド!モーニング（2月25日、テレビ朝日）
- 2500回 - 羽鳥慎一モーニングショー（年内予定、テレビ朝日）[注 240]
- 1000回
  - 2月某日 - めざまし8（フジテレビ）※3月28日終了
  - 3月7日 - ラヴィット!（TBS）[注 241][1113]
  - 6月18日 - モーニングこんぱす（千葉テレビ放送）
  - 年内予定 - THE TIME,（TBS）[注 242]

### レギュラー番組
- 11000回 - 世界の車窓から（3月4日、テレビ朝日）[注 243]
- 2900回 - 題名のない音楽会（2月15日、テレビ朝日）[注 244]
- 2100回 - THE フィッシング（8月9日、テレビ大阪）
- 1700回 
  - 7月25日 - それいけ!アンパンマン（日本テレビ）
  - 年内予定 - 噂の!東京マガジン（BS-TBS・BS-TBS 4K）[注 245]
- 1500回 - 出没!アド街ック天国（3月22日、テレビ東京）※番組関係の出来事の3月も参照[152]
- 1200回 - 宝塚カフェブレイク（4月6日、TOKYO MX）
- 1100回
  - 4月2日（1日深夜）[注 246] - おにぎりあたためますか（北海道テレビ）
  - 5月14日 - 週刊バイクTV（千葉テレビ放送）
- 1000回
  - 2月16日 - 行列のできる相談所（日本テレビ）[注 247][1115]※3月30日終了
  - 年内予定 - ハナタレナックス（北海道テレビ）[注 248]
- 900回 - ボクらの時代（1月19日、フジテレビ）
- 800回 
  - 3月25日 - 踊る!さんま御殿!!（日本テレビ）[1116]
  - 5月3日 - 満天☆青空レストラン（日本テレビ）[1117]
  - 7月12日 - あぐり王国北海道NEXT（北海道放送）[注 249][1118]
- 700回
  - 2月2日（1日深夜）- FOOT×BRAIN（テレビ東京）※3月30日（29日深夜）レギュラー放送終了
  - 5月4日 - シューイチ（日本テレビ）[1119]
  - 5月30日 - トラックマンTV（グリーンチャンネル）
  - 6月1日 - 上沼・高田のクギズケ!（読売テレビ・中京テレビ）
- 600回
  - 1月5日 - まいど!ジャーニィ〜（BSフジ・BSフジ 4K）
  - 1月19日 - ゴルフ侍、見参!（BSテレ東・BSテレ東 4K）
  - 7月20日 - 相葉マナブ（テレビ朝日）[1120]
  - 8月28日（予定） - 釣り百景（BS-TBS・BS-TBS 4K）
- 500回
  - 2月10日（9日深夜） - 乃木坂工事中（テレビ愛知）[注 250][1121]
  - 7月25日 - アニゲー☆イレブン!（BS11）
  - 8月14日 - プレバト!!（毎日放送）[1122]
  - 9月6日（予定） - 音ボケPOPS（TOKYO MX）
- 400回
  - 1月11日 - おかべろ（関西テレビ）
  - 3月8日 - 所さんお届けモノです!（毎日放送）[注 251]
  - 4月20日（19日深夜） - 二軒目どうする?〜ツマミのハナシ〜（テレビ東京）
  - 5月9日 - Anison Days（BS11）
  - 5月10日 - 人生最高レストラン（TBS）[1123][1124]
  - 6月18日 - ジンギス談!（北海道放送）[注 252]
  - 7月17日 - ニンゲン観察バラエティ モニタリング（TBS）
- 300回
  - 2月17日（16日深夜） - 日向坂で会いましょう（テレビ東京）[注 253]
  - 4月22日 - 相席食堂（朝日放送テレビ）[1125]
  - 5月4日 - なりゆき街道旅（フジテレビ）
  - 5月25日 - 有吉ぃぃeeeee!そうだ!今からお前んチでゲームしない?（テレビ東京）
  - 7月25日 - チコちゃんに叱られる!（NHK総合）
  - 年内予定 - やすとも・友近のキメツケ!※あくまで個人の感想です（関西テレビ）

### 不定期・特別番組
- 540回 - プロフェッショナル 仕事の流儀（2月17日、NHK総合）[注 254]
- 400回 - ゲームセンターCX（6月14日（13日深夜）、フジテレビONE スポーツ・バラエティ）[1126]
- 220回 - ファミリーヒストリー（1月22日、NHK総合）[注 254]
- 100回 - 欽ちゃん&香取慎吾の全日本仮装大賞（1月13日、日本テレビ）[注 193][51][52]
- 30回 - 芸能界特技王決定戦 TEPPEN（2月15日、フジテレビ）
- 20回 - ゲームズ・ボンド（6月23日（22日深夜）、テレビ朝日）[1127]
- 10回
  - 1月25日 - 千原キャスティング株式会社（関西テレビ）[1128]
  - 2月9日 - 迷惑生物から住民を守れ!凄腕!危険生物バスターズ（テレビ東京）
  - 3月2日 - THE 事業承継 その灯を消すな!（テレビ東京）[1129]

## 視聴率
数字・世帯視聴率はビデオリサーチ関東地区調べ。その他地域別の世帯視聴率はその他テレビに関する話題に。

### スポーツ
| 順位 | 視聴率 | 放送日                | 番組名                                                                     | 放送局     |
| ---- | ------ | --------------------- | -------------------------------------------------------------------------- | ---------- |
| 1    | 31.2%  | 3月18日 19:00 - 22:00 | MLB開幕戦2025 シカゴ・カブス×ロサンゼルス・ドジャース・第1戦               | 日本テレビ |
| 2    | 29.5%  | 3月19日 19:00 - 22:10 | MLB開幕戦2025 シカゴ・カブス×ロサンゼルス・ドジャース・第2戦               | 日本テレビ |
| 3    | 28.8%  | 1月3日 7:50 - 14:18   | ★SAPPORO新春スポーツスペシャル: 第101回東京箱根間往復大学駅伝競走・復路    | 日本テレビ |
| 4    | 27.9%  | 1月2日 7:50 - 14:05   | ★SAPPORO新春スポーツスペシャル 第101回東京箱根間往復大学駅伝競走・往路     | 日本テレビ |
| 5    | 22.9%  | 3月15日 19:00 - 21:29 | MLB開幕戦2025 プレシーズンゲーム 読売ジャイアンツ×ロサンゼルス・ドジャース | 日本テレビ |
| 6    | 21.6%  | 3月20日 19:33 - 21:40 | 2026FIFAワールドカップアジア最終予選 日本×バーレーン                       | テレビ朝日 |

### バラエティ・歌番組
| 順位 | 視聴率 | 放送日               | 番組名                                          | 放送局     |
| ---- | ------ | -------------------- | ----------------------------------------------- | ---------- |
| 1    | 21.2%  | 1月1日 19:00 - 21:00 | 芸能人格付けチェック!2025お正月スペシャル・後半 | テレビ朝日 |

## 受賞
その他の賞については、以下を参照。